# 極限體能王SASUKE

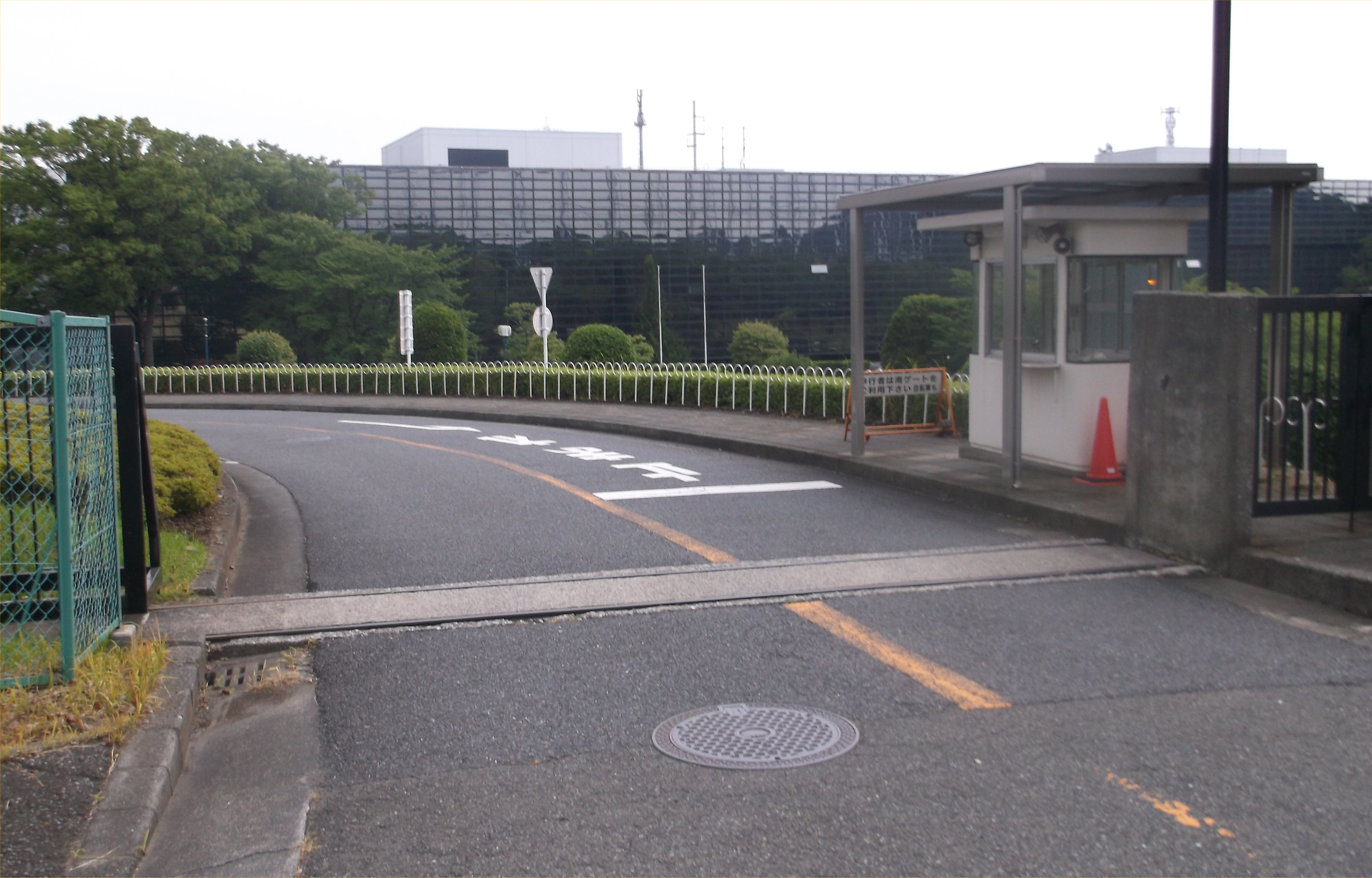
綠山攝影棚，為極限體能王的節目錄影地點

極限體能王（SASUKE）是日本TBS電視台不定期播出的運動娛樂特別節目。
正式名稱是「終極的生存遊戲SASUKE」。SASUKE的名稱是由猿飛佐助的典故而來。第1回是在1997年秋天播出，當初是《挑戰冠軍王》中的特別節目。『挑戰冠軍王』因為某些意外而在2002年5月停止播出。但由於SASUKE深受觀眾喜愛，從2002年秋天的第10回大會起以獨立節目的型態繼續播出（其間也有兩度以大型節目中的特別單元形式播出）。
每次節目一播出，主持人古舘伊知郎總是會說。之後，這段話便成為本節目的重要象徵。
極限體能王類似體能動作遊戲，共分4個舞台，每個舞台內都設有多項需要以體能克服的關卡。凡是中途掉下、落水、出界或者是超過時間限制者就被淘汰。每回大會有100位選手出場，通常能通過第1舞台的只有10幾位左右，極少數人才能到達第4舞台。將4個舞台全破的話可以得到200萬元日幣的獎金（第24回多贈送NISSAN FUGA汽車1輛）。但節目開播以來，共4100人次的挑戰者中（41回大會），總共只有4位完成全破的壯舉，且這4位完全制霸者當中有2人完成2次完全制霸。
極限體能王每集的製作成本超過一億元日幣。挑戰者除了必須擁有過人的體能之外，心理層面的強度更為重要，須先瞭解破關的竅門，正確運用力量，同時保持冷靜的頭腦和判斷力，才能過關。
有些參賽者的生活幾乎都奉獻給極限體能王，甚至在自己家裡設置關卡每天練習。某些持續挑戰本節目的選手，還成為家喻戶曉的極限體能王全明星。
全世界共有18個國家和地區製作了該節目的國際版本，其中以2009年底開播的美國版《American Ninja Warrior》最負盛名。

## 摘要
極限體能王SASUKE共有四個舞台及18道關卡（第5回起為19道、第14回起增加為25道）。第18、25回大會例外，第18回大會由100位選手跑馬拉松，先到達終點的可先選擇出場號碼，第25回大會以抽籤決定出場號碼（完全制霸的選手不用抽籤）。
除了SASUKE之外，還有給女性挑戰的「KUNOICHI」（女子版極限體能王）。
SASUKE節目史上，只有四位選手將所有關卡全破。第一位是在1999年秋天（第4回大會）的秋山和彦、第二位是在2006年秋天（第17回大會）的長野誠、第三位是在2010年元旦（第24回大會）及2011年秋天（第27回大會）破關2次的漆原裕治以及第四位是在2015年夏天（第31回大會）及2020年冬天（第38回大會）破關兩次的森本裕介。

## 極限體能王SASUKE主持人、播報員（實況轉播）、旁白

### 攝影棚部份之主持人
- 第1回～第9回（挑戰冠軍王特別節目）
  - 古舘伊知郎（日语：古舘伊知郎）
  - 峰竜太（日语：峰竜太）
  - 神田宇乃（第1回）
  - 中山エミリ（第2回～第9回）

- 第11回（體育王國特別節目）
  - 古舘伊知郎（日语：古舘伊知郎）
  - 村上里佳子（日语：村上里佳子）
  - 平山綾
  - 賀集利樹（亦同時參賽）

- 第13回（黃金筋肉特別節目）
  - 川平慈英（日语：川平慈英）
  - 瀧澤秀明
  - 水野裕子
  - 片瀨那奈

- 第28回～第31回
  - 川平慈英（日语：川平慈英）
  - 片瀨那奈

- 第32回～第34回
  - 小崇小敏

- 第36回
  - 安住紳一郎
  - 江藤愛（日语：江藤愛）
  - 松木安太郎

- 第38回
  - 和田秋子

### 播報員（實況轉播）
- 戸崎貴広（日语：戸崎貴広）
  - 第1回第一舞台1～80號實況轉播。

- 古舘伊知郎（日语：古舘伊知郎）
  - 第1回～第12回實況轉播（ps:第9回～第12回起從實況變總合實況）〔第一舞台81～100號（第10回顯示為981～1000號）、第二舞台（第4回後半20人）、第三舞台、最終舞台〕。
  - 前報道ステーション主持人。

- 初田啓介（日语：初田啓介）
  - 第2回～第12回第一舞台1～80號實況轉播（第10回顯示為901～980號）。
  - 第4回第二舞台前半17人實況轉播。
  - 第13回第一舞台1～30號、71～100號、第二舞台、第三舞台、最終舞台實況轉播。
  - 第14回第一舞台1～30號、71～100號、第三舞台實況轉播。
  - 第15回第一舞台1～25號、81～100號、第三舞台實況轉播。
  - 第16回第一舞台1～22號、81～100號、第三舞台實況轉播。
  - 第17回第一舞台1～30、81～100號、第三舞台、最終舞台實況轉播。
  - 第18回第一舞台1～20、81～100號、第三舞台實況轉播。
  - 第19回第一舞台1～30、81～100號、第三舞台實況轉播。
  - 第20回第一舞台1951～2000號、第三舞台實況轉播。
  - 第21回第一舞台51～100號、第三舞台實況轉播。
  - 第24回第一舞台81～100號、最終舞台實況轉播。
  - 第27回第一舞台81～100號、最終舞台實況轉播。
  - 第28、29回第一舞台81～100號、第二舞台、第三舞台實況轉播。
  - 第30回第一舞台2951～3000號、第二舞台、第三舞台、最終舞台實況轉播。

- 駒田健吾（日语：駒田健吾）
  - 第13回第一舞台31～70號實況轉播。
  - 第31回第一舞台1～30號、81～100號、第三舞台、最終舞台實況轉播。
  - 第32回第一舞台81～100號、第二舞台、第三舞台實況轉播。
  - 第33回第一舞台1～20號、81～100號、第二舞台、第三舞台實況轉播。
  - 第34回第一舞台81～100號、第二舞台、第三舞台實況轉播。
  - 第35回第一舞台71～100號、第二舞台、第三舞台、最終舞台實況轉播。

- 小笠原亘（日语：小笠原亘）
  - 第14回第一舞台31～70號、第二舞台實況轉播。
  - 第15回第一舞台26～80號、第二舞台實況轉播。
  - 第16回第一舞台23～80號、第二舞台實況轉播。
  - 第17回第一舞台31～80號、第二舞台實況轉播。
  - 第18回第一舞台21～80號、第二舞台實況轉播。
  - 第19回第一舞台31～80號、第二舞台實況轉播。
  - 第20回第一舞台1901～1950號、第二舞台實況轉播。
  - 第21回第一舞台1～50號、第二舞台實況轉播。
  - 第22回第一舞台1～40號、81～100號、第三舞台、最終舞台實況轉播。
  - 第23回第一舞台51～100號、第三舞台、最終舞台實況轉播。
  - 第24回第一舞台41～80號、第三舞台實況轉播。
  - 第26回第一舞台21～40號、51～55號、71～100號、第三舞台實況轉播。
  - 第27回第一舞台21～60號、第三舞台實況轉播。
  - 第37回實況轉播。

- 佐藤文康（日语：佐藤文康）
  - 第22回第一舞台41～80號、第二舞台實況轉播。
  - 第23回第一舞台1～50號、第二舞台實況轉播，最終舞台之記者。
  - 第24回第一舞台1～40號、第二舞台實況轉播，最終舞台之記者。
  - 第25回第一舞台1～15號、36～50號、81～100號、第三舞台實況轉播。
  - 第26回第一舞台1～20號、41～50號、56～70號、第二舞台實況轉播。
  - 第27回第一舞台1～20號、61～80號、第二舞台實況轉播。
  - 第36回第一舞台1～60號、第三舞台實況轉播。

- 伊藤隆佑（日语：伊藤隆佑）
  - 第25回第一舞台16～35號、51～80號、第二舞台實況轉播。
  - 第31回第一舞台31～80號、第二舞台實況轉播。

- 石井大裕（日语：石井大裕）
  - 第28、29回第一舞台1～80號實況轉播。
  - 第30回第一舞台2901～2950號實況轉播。

- 杉山真也（日语：杉山真也）
  - 第32回第一舞台1～80號實況轉播。
  - 第33回第一舞台21～80號實況轉播。
  - 第34回第一舞台1～80號實況轉播。
  - 第35回第一舞台1～70號實況轉播。
  - 第36回第一舞台61～100號、第二舞台實況轉播。

- 安住紳一郎
  - 第36回最終舞台實況轉播。
  - 第37回最終舞台實況轉播。

### 旁白
※主要是在節目開幕、挑戦者失敗、介紹關卡和節目結束時在旁邊説話的人。
- 松尾貴史（日语：松尾貴史）
  - 第1回旁白。

- 垂木勉
  - 第2～15回旁白。

- 多比良健（日语：多比良健）
  - 第16回旁白。

- 小林清志
  - 第17～27回旁白。

- 高川裕也（日语：高川裕也）
  - 第28～35回旁白（第30回第一、二舞台、第三舞台前半段、第35、36回第二、三舞台、最終舞台旁白）。

- 小原雅人
  - 第30回第三舞台後半段、最終舞台旁白。

- 服部潤（日语：服部潤）
  - 第35、36回第一舞台旁白

## 各時期極限體能王SASUKE的演進
根據極限體能王過去節目的演變，到目前為止一共可概括為六個時期。

### 第一時期（第1回大會～第4回大會）
此時期為此節目的開辦初期，關卡較現在為簡單，過關者也蜂擁而至。此時期因為秋山和彥完全制霸而結束。
第1回大會 終極的生存遊戲SASUKE（1997年9月27日播出）
極限體能王史上唯一一次在體育館內舉行的大會。第一舞台過關者有23人，第二舞台過關者則僅剩6人。
此大會登場的有名選手有山田勝己、山本進悟、Ken小杉、大森晃、三浦英一、飯島豐久、立川福裕等。
此大會第一舞台大部分的選手都在瀑布爬坡、瀑布下坡、自由攀爬和攀岩道路出局。
大森晃到第7回、三浦第9回、立川第10回、山田第12回為止都是全勤。其中只有山本到現在都還是全勤。
- 總合第1名（49）川島孝幸、（72）楊崇、（96）長谷川健、（97）大森晃，F-18 最後之繩〔川島孝幸是闖到最終舞台的最年輕參賽者（18歲）〕。
- 總合第5名（18）山本義人、（89）Ken小杉，3-15 希臘圓柱。
- 總合第7名（54）宮城英和、（78）杉本一啓，2-14 芝麻開門。
- 總合第9名（7）山本進悟、（22）坂本隆、（40）三浦英一、（59）飯島豐久（挑戰前時間到）、（92）山田勝己、（94）池谷幸雄，2-12 五連鎚。

第2回大會 SASUKE1998秋（1998年9月26日播出）
此次大會很特別的隔了一年才舉行。
此大會開始都是在戶外舉行，場地為TBS位於橫濱市青葉區的綠山影視城，簡稱「綠山」）。第一、第二舞台關卡跟以前一樣，第三舞台新設了地獄滑桿的難關，許多選手都在此出局。而事實上，所有在第三舞台出局的都在這裡失敗。
此大會西村知惠是全世界SASUKE/Ninja Warrior所有17個國家的版本中第一位通過第一舞台的女性〔第二位是American Ninja Warrior的潔西.葛拉芙（Jessie Graff），2017年秋季第34回大會達成〕，但是在第二舞台一開始的蜘蛛步道因為手腳不夠長而無法過關。秋山和彥也首次出場。
- 總合第1名（97）田中光、（99）大森晃，F-18 最後之繩。
- 總合第3名（20）山本進悟、（30）三浦英一、（65）長谷川健、（70）海老原匡一、（83）吉崎浩亮、（95）中村繁之，3-17 地獄滑桿〔第二段，（70）桿子脫離軌道〕。
- 總合第9名（42）山本達也，3-17 地獄滑桿（第一段）。
- 總合第10名（2）上田拓右、（88）Shane小杉、（93）富島望、（100）秋山和彥，其他數人，2-13 芝麻開門。
- 總合第15名（43）山本義人、（64）橫山剛輔、（76）楊崇，其他數人，2-11 五連鎚。
- 總合第19名（3）鈴木祐二、（11）坂本隆、（18）天野直人、（19）天野裕之、（53）木村和史、（84）佐藤寛之、（91）山田勝己，2-10 蜘蛛攀爬。

第3回大會 SASUKE1999春（1999年3月13日播出）
此大會出現的新關卡滾圓木，41個人在此出局。第2回大會的最終舞台挑戰者田中光也在此中箭落馬。
大森晃連續三次闖進最終舞台，其中山田勝己只差30公分的距離就可以完全制霸。第三舞台中的六個人有五個人過關，最終舞台的挑戰者雖然是史上最多的五個人，但是最後還是全數失敗。
- 總合第1名（89）山田勝己，F-18 最終舞台-最後之繩〔剩約30公分〕。
- 總合第2名（13）山本進悟，F-18 最終舞台-最後之繩〔剩約3公尺〕。
- 總合第3名（49）松本稔、（54）山本達也、（100）大森晃，F-18 最終舞台-最後之繩〔剩約7公尺〕。
- 總合第6名（10）長谷川健，3-17 地獄滑桿。
- 總合第7名（69）森田純平、（99）秋山和彥，2-13 芝麻開門。
- 總合第9名（34）朝岡弘行，2-11 五連鎚。
- 總合第10名（81）伊藤忠夫，2-10 蜘蛛攀爬。
- 總合第11名（98）鯨井保年，2-9 活動的牆。

第4回大會 SASUKE1999秋（1999年10月16日播出）
節目一開始，1號的新一郎就成為史上第一位以1號的身分闖過第一舞台。最後第一舞台突破者有37個人，史上最多。
此大會包含大森晃、山田勝己、山本進悟及Ken小杉都已經確定固定在90號後面，定了極限體能王全明星的基礎。此大會大森晃與山本進悟首次在第一舞台就出局。
第二舞台有26個人失敗，第三舞台有11個人獲得挑戰權，結果人數也是史上最多。（第12、14、27、36回有10個人）
第三舞台新設了巔峰戰士，地獄滑桿更是把終點的位置移得更遠，許多選手在此含淚出局。
最後只有秋山和彥一個人闖進最終舞台。並且首次挑戰最終舞台就達成了完全制霸的壯舉。
- 總合第1名（86）秋山和彥，完全制霸（剩餘6秒0）。
- 總合第2名（3）朝岡弘行、（40）三浦英一、（81）池谷直樹、（94）蔡維斯‧亞倫‧史瑞德（桿子脫離軌道），3-17 地獄滑桿。
- 總合第6名（43）川島孝幸、（71）上田拓右、（95）吉崎浩亮、（97）Ken小杉、（100）山田勝己，3-16 巔峰戰士。
- 總合第11名（64）佐藤秀輔，3-13 撐竿過河。
- 總合第12名（65）森田純平，2-12 芝麻開門。
- 總合第13名（1）新一郎，2-11 逆向輸送帶。
- 總合第14名（20）吉田憲市、（55）小林重紀、（82）伊藤忠夫，2-10 五連鎚。
- 總合第17名（14）竹本裕昭、（22）宮澤宗隆、（45）西濱美佐男、（70）近藤真人、（78）荒木汰久治、（79）福島雄茂，2-09 蜘蛛攀爬。
- 總合第23名（28）相澤真一、（35）瀧本晴夫、（46）仲田健、（48）石島建一、（91）深山忠則，2-08 活動的牆。
- 總和第28名（52）松鴻伸治、（53）橋立貴至、（54）鈴鹿竜吾、（56）山內崇、（73）官崎浩一、（75）茂野晉、（76）長兵廣幸、（77）江田憲仁、（87）佐藤貴、（93）佐伯將士，2-07 蜘蛛步道。

第一時期的代表性選手
- 秋山和彥，完全制霸（剩餘6秒0）。
- 大森晃（日语：モンキッキー），連續3次進入最終舞台（第1～3回）。
- 山田勝己，第3回差30公分就可以碰到最終舞台的按鈕，被稱為「離全破最近的男人」。
- 山本進悟，連續3回闖過第一舞台（第1～3回）、第3回進入最終舞台。
- 長谷川健，連續3次進入第三舞台（第1～3回）。
- 三浦英一，二度闖進第三舞台（第2、4回）。
- 川島孝幸，史上最年輕闖進最終舞台（18歲，第1回）。
- 西村知惠（田邊知惠），史上第一位闖過第一舞台的女性（第2回）。

### 第二時期（第5回大會～第17回大會）
第一次的大更新時期。關卡難度大幅提升，第三舞台轉變成以臂力為主的關卡。全明星也在此奠下基礎。第12回因為長野誠差了0秒11就達成完全制霸而關卡大幅度翻新。第13屆起第一舞台地板的顏色由綠色轉變為黑色。而且從第14回起關卡數目由19個變為25個，全明星的秋山和彥從此成績低迷，同時也是全明星們的鼎盛時期。此時期由於長野誠的完全制霸而結束。
第5回大會 SASUKE2000春（2000年3月18日播出）
完全制霸後的關卡大更新。第一舞台新設了跳躍懸吊和聳立高牆的難關。在這之前的滾圓木也具有極大的困難度，前73人過關的人數居然是0。直到第74號參賽者竹田敏浩。第一次挑戰本節目就闖過了第一舞台。最後過關者僅有竹田敏浩、山本進悟及山田勝己，創了當時的最低紀錄。到第18回為止，第一舞台的失敗者都是史上最多。
第一舞台的最快過關紀錄是山本的殘餘3.1秒。繼第10回大會之後的第二短最快紀錄。第二舞台竹田、山田都出局。第三舞台只有山本一人獲得挑戰權。由於山本在挑戰第二舞台時左肩脫臼，所以他認為這就是為什麼他在第三舞台出局的原因。
- 總合第1名（98）山本進悟，3-17 地獄滑桿。
- 總合第2名（100）山田勝己，2-08 蜘蛛步道〔第3→4塊壓克力板〕。
- 總合第3名（74）竹田敏浩，2-08 蜘蛛步道〔剛起跳腳打滑落水〕。
- 總合第4名（91）蔡維斯‧亞倫‧史瑞德，1-07 攀繩〔時間到〕。
- 總合第5名（33）吉永克己，1-06 泰山跳躍〔跳躍失敗〕。

第6回大會 SASUKE2000秋（2000年9月9日播出）
接續上一回的局勢，在82個人中0人過關的局勢下開幕了。80號為止全員出局的局勢是到目前為止史上唯一。山本進悟、大森晃及相隔2屆大會再度出場的秋山和彥都在第一舞台出局。畠田好章是第一個在跳躍懸吊抓到網子最上端部分的人，也是本大會的第一位過關者。Ken小杉、Shane小杉是第一次兄弟同時過關。
第二舞台獲得挑戰權的有5個人，結果5個人全都闖進了第三舞台。山田勝己發生了並未落水但停在終點上的痛恨出局（本節目史上唯一，地獄滑桿跳去終點時無法保持平衡。）
- 總合第1名（99）山田勝己，3-17 地獄滑桿〔未落水卻跌出賽場〕。
- 總合第2名（83）畠田好章，3-16 巔峰戰士〔2→3段〕。
- 總合第3名（93）竹田敏浩、（97）Shane小杉、（98）Ken小杉，3-14 人體支架。

第7回大會 SASUKE2001春（2001年3月17日播出）
山田勝己首次在第一舞台出局。就連全勤獎大森晃也連續4次在第一舞台出局。長野誠首度參賽，但在聳立高牆出局。
山本進悟為第5回時的表現而雪恥成功，成為大更新後首位最終舞台的挑戰者。但是山本在最終舞台還是出局，原因是因為剛開始爬沒多久左肩就意外脫臼。
- 總合第1名（97）山本進悟，F-18 最終舞台-蜘蛛攀爬〔大約5公尺處〕。
- 總合第2名（46）高橋賢次，3-16 巔峰戰士〔第3段的最後〕。
- 總合第3名（40）久保木浩功，3-16 巔峰戰士〔1→2段〕。
- 總合第4名（81）Shane小杉，3-14 人體支架。
- 總合第5名（95）James岡田，3-13 螺旋槳雲梯。
- 總合第6名（98）Ken小杉，2-09 蜘蛛步道。
- 總合第7名（54）秋元功三、（88）吉永克己，2-08 連鎖反應。
- 總合第9名（61）照英、（96）竹田敏浩、（100）山田勝己，1-07 攀繩。
- 總合第12名（9）高橋博光、（21）飯島豐久、（35）吾空、（58） 三浦英一、（87）長野誠，1-05 聳立高牆。

第8回大會 SASUKE2001秋（2001年9月29日播出）
由於有大型颱風接近，在大雨之中比賽不斷中斷的情形下展開。
極限體能王全明星差點在第一舞台全軍覆沒，山田勝己決定退隱（第9回時又打消這個念頭）。
首次在第1舞台新設的關卡五段連環跳有50個人出局。聳立高牆也因為雨的影響而變的容易打滑，後半的挑戰者山田勝己、山本進悟及Shane小杉都在此陷入苦戰。
第二舞台的逆向輸送帶為防止觸電而將電源關閉。第三舞台時開始下雨，最後舞台時更是下起了傾盆大雨。最優秀成績之一的Ken小杉從此以後就沒有再參加了（直到第40回紀念大會，長達21年時間）。
- 總合第1名（91）Ken小杉，F-19 最終舞台-最後之繩。
- 總合第2名（59）約旦‧尤布契夫，F-18 最終舞台-蜘蛛攀爬〔約在12公尺處，因為超過15秒而使牆壁向左右移動〕。
- 總合第3名（71）竹田敏浩，3-17 地獄滑桿。
- 總合第4名（81）照英，3-14 人體支架。
- 總合第5名（46）中田大輔，2-12 芝麻開門。
- 總合第6名（62）佐川隆一，2-08 連鎖反應。

第9回大會 SASUKE2002春（2002年3月16日播出）
此大會是最後一次以「挑戰冠軍王」之中的特別節目身分播出。第三舞台繼第5回之後又有了一大轉變。鋼骨骰子、燈泡渡橋及把終點距離加長的地獄滑桿淘汰了許多有力的選手。山田勝己撤回退隱的宣言。
- 總合第1名（61）長野誠，3-17 地獄滑桿。
- 總合第2名（97）竹田敏浩，3-15 燈泡渡橋〔第12→13個〕。
- 總合第3名（71）中田大輔，3-15 燈泡渡橋〔第3→4個〕。
- 總合第4名（98）山本進悟，3-13 鋼骨骰子〔著地失敗〕。
- 總合第5名（81）池谷直樹、（99）山田勝己，2-12 芝麻開門。
- 總合第7名（41）中山肌肉君，2-09 蜘蛛步道。
- 總合第8名（13）大林靖幸、（79）白鳥文平，1-05 聳立高牆。
- 總合第10名（2）丸山祐司、（11）高橋博光、（19）古橋典保、（20）澤田桂介、（21）飯島豐久、（28）三浦英一、（40）石丸謙二郎、（59）吉永克己、（67）菊地日出男，1-04 跳躍懸吊。
- 總合第18名（1）服部剛士、（15）野中好美、（31）まあ子、（88）宇野大介、（91）Shane小杉，1-03 大球跳躍。

第10回大會 SASUKE2002秋（2002年10月16日播出）
第10回紀念大會，號碼從901～1000號開始。
第一舞台新設的泰山之繩，在必須跟時間賽跑的情況下很多人在此陷入苦戰。
第一舞台除了山田勝己以外，極限體能王全明星成員全軍覆沒，81號以後的過關者只有山田一個人，最後過關者有5個人。
最快過關者是中田大輔的殘餘2秒85。
山田勝己以最後一位挑戰者的身分到達了地獄滑桿的難關，但最後都遺憾出局。本大會山田勝己在被記者採訪時，留下了一句名言：「我只剩下極限體能王了…」，但是從此之後他的表現就離第三舞台越來越遠。
- 總合第1名（1000）山田勝己，3-17 地獄滑桿。
- 總合第2名（961）池谷直樹，3-16 巔峰戰士。
- 總合第3名（940）中田大輔，3-15 燈泡渡橋。
- 總合第4名（954）朝岡弘行，3-14 人體支架。
- 總合第5名（978）新井健一，2-09 蜘蛛步道。

第11回大會 SASUKE2003春（2003年3月21日播出）
此大會屬於『體育王國』內的特別節目。繼第4回之後，又湧上了一波過關潮，最後95～100號連續過關，就是極限體能王全明星全數過關。
秋山和彥繼第4回完全制霸以來，再度闖過第一舞台，最後挺進到第三舞台。長野誠則首次闖進最終舞台。
- 總合第1名（96）長野誠，F-19 最後之繩。
- 總合第2名（74）小林信治，3-17 地獄滑桿。
- 總合第3名（98）山本進悟，3-16 巔峰戰士〔2→3段〕。
- 總合第4名（61）池谷直樹，3-16 巔峰戰士〔段差前〕。
- 總合第5名（95）中田大輔，3-15 燈泡渡橋〔6→7個〕。
- 總合第6名（97）竹田敏浩、（99）秋山和彥，3-14 人體支架。
- 總合第8名（41）中山肌肉君、（66）白鳥文平，2-12 芝麻開門。
- 總合第10名（100）山田勝己，2-10 平衡水槽。
- 總合第11名（58）朝岡弘行，2-08 連鎖反應。
- 總合第12名（31）飯島豐久，1-07 攀繩。

第12回大會 SASUKE2003秋（2003年10月1日播出）
節目剛開始，背號1號挑戰者山田康司就突破重重難關，成為第二個1號而且第一次挑戰就過關的人（第一個是第4回的新一郎）。此大會第二次95～100號連續過關。第二舞台山田勝己以外全員進入第三舞台。且山田勝己之後就再也沒有進入第二舞台了。最終關卡一員的白鳥文平也在這次大會打響名號，除了單腳跳闖過跳躍懸吊以外，以極快的速度通過地域滑桿也讓人嘆為觀止。第三舞台10人中有9人進入後半段關卡。其中3人進入最終舞台。長野誠只晚了0秒11就可以完全制霸並且連續2次闖進最終舞台，代替山田勝己成為「離全破最近的男人」。
- 總合第1名（100）長野誠，F-19 最後之繩（差0秒11）。
- 總合第2名（72）朝岡弘行、（77）白鳥文平，F-19 最後之繩。
- 總合第4名（95）竹田敏浩、（97）秋山和彥，3-17 地獄滑桿。
- 總合第6名（99）約旦‧尤布契夫， 3-16 巔峰戰士〔2→3段〕。
- 總合第7名（1）山田康司、（96）山本進悟，3-16 巔峰戰士〔1→2段〕。
- 總合第9名（70）佐藤學，3-16 巔峰戰士〔段差前〕。
- 總合第10名（92）小林正明，3-14 人體支架。
- 總合第11名（98）山田勝己，第二舞台在蜘蛛步道沒脫手套犯規出局。
- 總合第12名（41）中山肌肉君、（60）山口康輔，1-07 攀繩。

第二時期第5～12回的代表性選手
- 長野誠，第12回差0秒11就可以達成完全制霸。
- 秋山和彥，第11、12回大會再次闖過第一舞台，晉級第三舞台。
- 山田勝己，留下了「我只剩下極限體能王了…」的名言（第10回）。
- 約旦‧尤布契夫（日语：ヨルダン・ヨブチェフ），成為史上首位闖進最終舞台的外國人（第8回）。
- 中田大輔，第8～11回四度闖過第一舞台。
- 山本進悟，第5回獨自一人闖進第三舞台、第7回獨自一人闖進最終舞台。
- Ken小杉，5次參賽第1舞台突破率100%。
- 竹田敏浩，首次挑戰並達成首位闖過首度改版的第一舞台。

第13回大會 SASUKE2004春（2004年4月6日播出）
此大會是『黃金筋肉』內的特別節目，在比賽前舉行了「極限體能王2004春」預賽。且此大會的主要實況由初田啟介代替古舘伊知郎主持。極限體能王關卡的床墊由綠色變為黑色，第一舞台新設了五個新關卡，其中繩子版的跳躍懸吊吞噬了許多有力選手，山田康司、佐藤學、小林信治、新井健一等都在此失敗。第二舞台的10人前半的5人連續失敗而後5人又連續成功。長野誠連續3次闖進最終舞台，但這次還是無法完全制霸。
- 總合第1名（100）長野誠，F-19 最終舞台-最後之繩〔沒在時間內但只差一點點〕。
- 總合第2名（99）白鳥文平，3-17 地獄滑桿〔跳入平台後失去平衡出局〕。
- 總合第3名（98）竹田敏浩，3-16 巔峰戰士〔第3段〕。
- 總合第4名（97）小林正明，3-15 窗簾絕壁〔過了約八分之七〕。
- 總合第5名（90）池谷直樹，3-14 人體支架〔中間地點〕。
- 總合第6名（71）中田大輔、（76）山本進悟、（87）山口康輔，2-12 芝麻開門〔山本在終點前時間到，中田、山口在第一道牆〕。
- 總合第9名（38）植木重悟，2-11 逆向輸送帶〔時間到〕。
- 總合第10名（75）清水秀章，2-10 平衡水槽。

第14回大會 SASUKE2005謹賀新年（2005年1月4日播出）
史上第一次的冬季大會。第一舞台新增兩道關卡，為當時最長的賽道。第二舞台的連鎖反應過關後的磚牆攀爬也被正式列入關卡名稱。第一舞台最快過關者是竹田的剩餘32秒44，在第27回前是第一舞台史上最快過關紀錄。另外長野誠也留下了剩餘30秒00的紀錄。然後山本進悟、山口康輔、石川輝一3人也留下了剩下20秒多的紀錄。
白鳥文平正式被列為全明星，之後六人就完全固定了。第三舞台新設了飛躍鋼管、上坡雲梯以及惡魔鞦韆。另外地獄滑桿跳至終點的位置由1.5公尺變成1.7公尺，由於這些影響，此大會無人進入最終舞台。
- 總合第1名（68）小林信治，3-22 惡魔鞦韆〔不小心把地獄滑桿的桿子打走〕。
- 總合第2名（100）長野誠，3-20 飛躍鋼管〔3→4根〕。
- 總合第3名（91）約旦‧由布契夫、（97）竹田敏浩，3-19 巔峰戰士〔2→3段〕。
- 總合第5名（80）朝岡弘行，3-19 巔峰戰士〔1→2段〕。
- 總合第6名（98）山本進悟，3-18 窗簾絕壁〔約過了八分之七〕。
- 總合第7名（76）石川輝一、（81）池谷直樹、（87）小林正明，3-17 人體支架。
- 總合第10名（88）山口康輔，3-16 鋼骨骰子〔著地失敗〕。
- 總合第11名（67）長崎峻侑、（83）保羅‧哈姆，2-15 芝麻開門〔保羅因時間太趕而忘記按按鈕出局〕。
- 總合第13名（96）白鳥文平，2-14 平衡水槽。
- 總合第14名（89）北矢宗志，2-10 連鎖反應。

第15回大會 SASUKE2005真夏（2005年7月20日播出）
首次在盛夏舉行大會。下列排行榜中的前兩名都是在滿身瘡痍的狀況下挑戰（白鳥是嚴重中暑、竹田的右肩膀嚴重骨折）。可能是因為酷熱天氣的影響，在聳立高牆的出局者也很多，第一舞台過關者僅僅只有七人。此外長野誠在第二舞台的旋轉鐵鍊出局，是第二舞台唯一的出局者。附帶一提，這回的播放片段是唯一一次沒有人在跳躍懸吊落下。
- 總合第1名（96）竹田敏浩，3-22 惡魔鞦韆〔單手抓住地獄滑桿的桿子瞬間落下〕。
- 總合第2名（94）白鳥文平，3-21 上坡雲梯〔第二根〕。
- 總合第3名（70）山田康司，3-20 飛躍鋼管〔第5→6根〕。
- 總合第4名（65）長崎峻侑，3-19 巔峰戰士〔段差前落下〕。
- 總合第5名（93）摩根‧哈姆，3-18 窗簾絕壁〔剛起步就落下〕。
- 總合第6名（95）山本進悟，3-17 人體支架〔第三個空白後落下〕。
- 總合第7名（100）長野誠，2-14 旋轉鐵鍊。
- 總合第8名（52）本間晃汰、（91）朝岡弘行，1-09 攀繩。

第16回大會 SASUKE2005冬（2005年12月30日播出）
從89號到100號（共12人）為第一舞台曾經過關的老手，其中89～96號（共8人）連續過關，是史上的最多紀錄。此大會第一舞台的過關者是在第5回經過大更新之後最多的16人。但是在第二舞台出現了在旋轉鐵鍊集體落下的大波亂，進入第三舞台的只有8個人。地獄滑桿有2人出局，巔峰戰士有4人出局。極限體能王史上第一次、連續3回大會第三舞台全滅。白鳥成為當時最年長的最優秀成績者（38歲）。
- 總合第1名（96）白鳥文平，3-23 地獄滑桿〔跳躍失敗〕。
- 總合第2名（91）山田康司，3-23 地獄滑桿〔還沒前進就落下〕。
- 總合第3名（100）長野誠，3-22 惡魔鞦韆〔不小心把地獄滑桿的桿子打走〕。
- 總合第4名（95）約旦‧尤布契夫、（98）竹田敏浩，3-19 巔峰戰士〔2→3段〕。
- 總合第6名（66）高橋賢次、（89）長崎峻侑，3-19 巔峰戰士〔第2段〕。
- 總合第8名（90）池谷直樹，3-17 人體支架。
- 總合第9名（39）長澤秀則、（51）齊藤知幸、（71）秋山和彥、（73）龜山昌志、（92）小林信治、（93）小林正明、（94）保羅‧哈姆，2-14 旋轉鐵鍊。
- 總合第16名（76）泉山雄太，2-13 三角橋。
- 總合第17名（45）石丸謙二郎、（65）中田大輔、（69）波立紀夫、（99）山田勝己，1-09 攀繩。
- 總合第21名（??）丸山祐司，1-06 翻身彈跳。
- 總合第22名（2）畑信也、（85）早坂圭介（腳碰到水），1-05 回盪繩索。

第17回大會 SASUKE2006秋（2006年10月11日播出）
睽違7年、13回大會，終於出現歷史上第二位完全破關者。這次是史上首次開辦台灣預賽，由李恩至取得台灣代表權。陳子強被派藝人代表，其中李恩至闖過第一舞台，陳子強則在滾圓木出局。本間晃汰則是第一舞台史上最年輕過關者（16歲）。當長野完全制霸後，新的最終舞台便誕生了。
- 總合第1名（99）長野誠，完全制霸（剩餘2秒56）。
- 總合第2名（87）長崎峻侑，F-25 最終舞台-最後之繩。
- 總合第3名（91）竹田敏浩，3-23 地獄滑桿。
- 總合第4名（86）保羅‧安東尼‧垂克，3-19 巔峰戰士〔段差前〕。
- 總合第5名（67）安達雄太、（81）白鳥文平、（98）山本進悟，人體支架〔白鳥在中間地帶，其餘在第1個空白〕。
- 總合第8名（96）中田大輔，3-16 臂力吊環。
- 總合第9名（92）李恩至、（95）山田康司，2-14 旋轉鐵鍊。
- 總合第11名（51）本間晃汰，2-12 蜘蛛步道。
- 總合第12名（54）石丸謙二郎、（62）伊藤寬真，1-09 攀繩。
- 總合第14名（100）山田勝己，1-08 泰山跳躍〔翻過聳立之牆的瞬間時間到〕。
- 總合第15名（6）村賴誠、（??）明樂哲典、（63）山崎文德、（64）川原拓也、（68）鷲見裕二、（82）米田悠祐、（??）安床武士，1-07 聳立高牆。
- 總合第22名（18）井上昌己、（52）伏見俊昭、（65）中平頼昌、（66）富岡穂高，1-06 跳躍懸吊〔（65）、（66）腳碰到水〕。
- 總合第26名（2）片野猛、（4）川瀬佳史、（11）堤謙太郎、（??）日下信次、（14）真砂睦生、（??）伊藤大輔、（32）林田昭、（??）原田和力、（71）秋山和彥，1-05 鐵環滑降。

第二時期第13～17回的代表性選手
- 長野誠，完全制霸（剩餘2秒56）。
- 竹田敏浩，連續7次進入第三舞台（第11～17回）。
- 本間晃汰，第17回創下第一舞台史上最年輕的過關紀錄（16歲）。
- 山田康司，首位闖過惡魔鞦韆的選手（第16回）。
- 秋山和彥，相隔4回大會後再次闖過第一舞台（第16回）。
- 長澤秀則，在40歲以前達成闖過第一舞台的心願（第16回）。
- 白鳥文平，正式被列入全明星（第14回）、成為史上最年長的總和第一名（38歲，第16回）。
- 小林信治，首位闖到惡魔鞦韆的選手（第14回）。
- 山本進悟，成為唯一的全勤者（第13回）。
- 植木重悟，首位闖過再次改版的第一舞台（第13回）。

### 第三時期（第18回大會～第24回大會）
史上第二次大幅度更新。第一舞台的地板顏色由黑色轉變成紅色，意味著「魔物棲息之地」。到第23回為止，只有漆原裕治、菅野仁志還有長野誠3人闖入最終舞台，第24回更是史上新改版後頭一遭，連續5人（橋本亘司、李恩至、漆原裕治、高橋賢次、奧山義行）進入最終舞台，是繼第3回的相同紀錄。此時期由漆原裕治的完全制霸而結束。
第18回大會 新SASUKE2007春（2007年3月21日播出）
史上關卡最大幅度的更新，第一舞台的關卡全部翻新。而且由於關卡之間的距離變長，所以第一舞台的限制時間設定為史上最長的130秒。這次是史上唯一一次以跑馬拉松的方式來選取上場號碼（跑1200公尺，先跑完的先選擇自己想要的號碼）。
- 由於佐藤和竹田在此大會並沒有跑馬拉松，所以號碼以「※」表示
- 總合第1名（96）長野誠、（97）長崎峻侑、（98）高橋賢次，3-19 新巔峰戰士〔2→3段，長野誠抓到固定木條的上緣部份違反規定，自己宣布退出，其餘則落水〕。
- 總合第4名（※）竹田敏浩，2-11 鯉魚躍龍門〔第6→7段〕。
- 總合第5名（60）長崎剛政，2-11 鯉魚躍龍門〔第6段〕。
- 總合第6名（70）鷲見裕二，2-11 鯉魚躍龍門〔第5→6段〕。
- 總合第7名（48）鈴木直弘、（56）藤波浩司、（73）山田勝己，1-09 天羅地網。
- 總合第10名（61）山本進悟、（90）芝山耕介，1-08 飛越大峽谷〔著陸失敗〕。
- 總合第12名（44）小林信治、（※）佐藤弘道、其他數人，1-07 飛越大峽谷。

第19回大會 新SASUKE2007秋（2007年9月19日播出）
有史以來參賽者表現最慘烈的一次大會，第一舞台只有2個人過關，是史上最少人過關的。而且全明星全數在第一舞台淘汰，且這次第一舞台有一個新關卡和一個舊關卡復活，難度只比上次簡單一點，加上第一舞台的限制時間設定比上次還短15秒，變成115秒。過關的2個人都在第二舞台的鯉魚躍龍門遭到出局。因此第二舞台就100人全軍覆沒。
山田勝己、山本進悟在蜘蛛跳躍出局；竹田敏浩、白鳥文平、長野誠在飛越大峽谷出局。秋山和彥仍舊未參賽。
- 總合第1名（79）山田康司、（86）鷲見裕二，2-11 鯉魚躍龍門〔6→7層〕。
- 總合第3名（57）平田敦士、（74）川原拓也、（75）齊藤知幸，1-09 天羅地網〔時間到〕。
- 總合第6名（73）鈴木直弘、（76）小林信治、（77）長崎剛政、（78）門田雅之、（82）白鳥文平、（83）波立紀夫、（88）有木健人、（96）竹田敏浩、（97）長崎峻侑 、（100）長野誠，其他數人，1-07 飛越大峽谷〔白鳥在抓住繩子瞬間時間到、竹田挑戰前時間到〕。

第20回大會 新SASUKE2008春 第20回紀念大會（2008年3月26日播出）
第20回紀念大會，號碼由1901～2000號開始。
此大會舉辦了第二次美國預賽，來自外國的參賽者也很多。秋山和彥這次復活再度出場，以1號出場。秋山出局的乘風破浪這關其餘脫落者很多，也有許多摔出界外的事件。第一舞台繼第5回，過關者只有3人，其中奧山跟長野在第二舞台出局，第三舞台只有李維一人闖進。
- 總合第1名（1989）李維‧謬恩巴克，3-19 新巔峰戰士。
- 總合第2名（1924）奧山義行，2-12 鋼管滑降。
- 總合第3名（2000）長野誠，2-10 下坡跳躍。

第21回大會 SASUKE2008秋（2008年9月17日播出）
這一次大會選手們參賽前，舉行了「SASUKE2008夏」預賽以及美國預賽，總共挑出了15名菁英（其中有4位是美國人）來參加這個比賽。這一次97～100號連續過關，最後總共有9個人通過第一舞台，是經過大改版之後最好的紀錄。
臺灣選手李恩至是本大會第一個闖過第一舞台的人，在第二舞台鯉魚躍龍門花費太多時間，導致最後在芝麻開門時間耗盡。
而上回大會成績最優秀的美國預賽第一名李維‧謬恩巴克卻在鯉魚躍龍門6→7間隔中落下，而9位闖過第一舞台的選手中有4位在鯉魚躍龍門這關中出局。
竹田達成了11度進軍第三舞台的紀錄，超越了山本進悟，竹田也是第一個闖過新版巔峰戰士的人，而長野誠則在滑行吊環落下。
- 粗體表示全明星
- 總合第1名 （100）長野誠，3-23 滑行吊環〔最後地點〕。
- 總合第2名 （98）竹田敏浩，3-21 徒手攀岩。
- 總合第3名（97）宮崎大輔，3-18 惡魔階梯〔9→10階〕。
- 總合第4名（49）李恩至，2-15 芝麻開門〔第三道門時間到〕。
- 總合第5名（75）布萊恩‧歐洛斯科、（91）松永共廣、（99）李維‧謬恩巴克，2-11 鯉魚躍龍門〔6→7段〕。
- 總合第8名（88）中田大輔，2-11 鯉魚躍龍門〔1→2段〕。
- 總合第9名 （83）白鳥文平，2-10 下坡跳躍〔重心不穩落下〕。

第22回大會 SASUKE2009春（2009年3月30日播出）
這次的節目是「JNN50周年記念特番・ハイパーバラエティウィーク（超級黃金週）」中的一部份。在比賽之前舉辦了SASUKE預賽選拔2009春，總共7人過關。
此大會第一舞台新設了旋轉悍馬，把鋼管迷宮去除，圓木滑降變成了第3道關卡，另外也把飛越大峽谷去除，改成滑降飛抓，第18回改版時出現的9個新關卡，現在只剩下4個。李維在滑降飛抓失敗。
山田勝己、竹田敏浩在蜘蛛跳躍出局。山本進悟在乘風破浪落下後，過於急躁而腳步不穩落水，跟一年前第20回紀念大會一樣。秋山和彥則是在乘風破浪前因為腳踏出跑道外而重心不穩落水。宮崎大輔則是在乘風破浪多來回盪了一次，導致最後時間到而未通過第一舞台。這次長崎峻侑及山田康司並未參賽，白鳥文平則是因為左膝受傷不克參加。這次大會是繼第19回大會後第二次極限體能王全明星在第一舞台全數陣亡。
此大會是第三時期自第18回大會以來，首次有人闖進最終舞台。
第一舞台總共有5人過關，第二舞台一開始連續4人成功，自從大改版後最多人闖進第三舞台的一回（4人）。
臺灣代表李恩至這次成功闖過第二舞台，報了上次在芝麻開門失敗的仇，還闖到巔峰戰士，四次以來成績最優秀的一次。
- 總合第1名 （77）漆原裕治，F-25 攀繩〔時間到，眼前已是紅色按鈕〕。
- 總合第2名 （49）菅野仁志，3-22 蜘蛛換面〔抓到關卡外的鋼架喪失資格出局〕。
- 總合第3名 （79）李恩至、（84）奥山義行，3-19 新巔峰戰士〔2→3段〕。
- 總合第5名 （90）佐藤弘道，2-14 旋轉鐵鍊。
- 總合第6名 （29）石川輝一、（50）大衛‧坎貝爾、（80）高橋賢次、（86）白井涼、（99）宮崎大輔 ，1-09 天羅地網。

第23回大會 SASUKE2009秋（2009年9月27日播出）
本次大會，SASUKE預賽6人出場，美國預賽10人出場，預賽共7名過第一舞台創下了記錄。
第一舞台的新關卡，一開始的六段連環跳變成十二段，且木頭為不規則擺放。旋轉捍馬換成了窗簾滑行。92～100號全部都是第一舞台的老手了，其中92～97號連6人過第一舞台。過關人數也是自第18回大會以來的新高，共有16人闖進第二舞台。山本進悟睽違3年、6屆大會終於又過了第一舞台。山田勝己在聳立高牆花太多時間，而且在滑降飛抓採取正反握的方式而落水。佐藤弘道在蜘蛛跳躍右腳打滑落水。這次第一舞台長野誠因為滑降飛抓纜繩卡線而重新比賽也是史上第一次。
第二舞台一開始連續7個人都沒有闖過，最後共有7人進入第三舞台，除了山本進悟之外，通通都有過新版第三舞台的經驗。竹田第十二度進入第三舞台也創下了記錄。漆源裕治在新關卡搖擺危橋尚未踩穩就放手而失去重心落水。李恩至感覺是起跳出了問題因而沒抓穩鐵鍊落水。
第三舞台，山本進悟因為手臂脫臼在臂力環出局。李維雖然有苦練新巔峰戰士第二段到第三段，但他在第一段到第二段時落水。奧山跟竹田在蜘蛛換面時，因為體力不足，跳過去時沒抓穩落水。金剛高橋闖到滑行吊環，無法順利盪上對岸而落水。
長野誠第五度闖進最終舞台。最終舞台的秒數較前次減少了5秒，為40秒。長野誠只差一點就可以完成史上第二次完全制霸，但也第八度拿下總合第一名。
- 總合第1名 （100）長野誠，F-25 攀繩〔再多1秒就能全破〕。
- 總合第2名 （96）菅野仁志，F-25 攀繩〔剩約3公尺〕。
- 總合第3名 （84）高橋賢次，3-23 滑行吊環〔跳躍失敗〕。
- 總合第4名 （92）奧山義行、（97）竹田敏浩，3-22 蜘蛛換面〔飛躍失敗〕。
- 總合第6名 （95）李維‧謬恩巴克，3-19 新巔峰戰士〔第2段一開始落下〕。
- 總合第7名 （93）山本進悟，3-16 臂力吊環〔肩膀脫臼自行落下〕。
- 總合第8名 （94）李恩至，2-14 旋轉鐵鍊。
- 總合第9名 （42）理查‧金、（73）布萊恩‧歐洛斯科、（99）漆原裕治，2-13 搖擺危橋〔（73）、（99）著地失敗；（42）第1→2間隔〕。
- 總合第12名 （45）田島直彌、（47）橋本亘司、（49）中村哲、（50）佐藤惇、（53）伊藤圭紀，2-11 鯉魚躍龍門〔（45）、（53）6→7段、（49）6→7段，因腳碰到格子犯規出局、（47）1→2段、（50）1→2段橫桿脫落落水〕。

第24回大會 SASUKE2010元旦（2010年1月1日播出）
由於極限體能王已經漸漸成為新世代與全明星的「新舊對決」，而在上次的第23回大會時沒有分出勝負，所以冬季時緊急開賽，要讓新世代與全明星能夠分出勝負。之前第14回大會與第16回大會在冬季開賽的原因，是因為製作單位的另外一個節目「富士海筋肉王」與本節目錄影的季節撞期，與本次大會在冬季開賽的原因不同。
這次並沒有舉辦SASUKE預賽，而美國人也全部未參加。此大會第一舞台將窗簾滑行改為十字橋，時間不變，在十字橋脫落著並不多。與上次一樣，本次總共有12人通過第一舞台。全明星秋山和彥在聳立高牆出局，山田勝已也無法突破聳立高牆而決定引退，山本進悟則是在乘風破浪多來回盪了2次，影響到聳立高牆的表現，最後在泰山之繩前時間到，長野誠在蜘蛛步道意外滑掉出局，最後，僅僅剩下竹田闖過第一舞台，而白鳥文平因為腳傷而未參賽，有到現場觀賽。另外上次另一位進入最終舞台的菅野仁志也在第一舞台的泰山之繩前時間到。
第二舞台將鋼管滑降去除，鯉魚躍龍門完畢後，沒有休息地點，就來到搖擺危橋，而平衡水槽復活登場。
第三舞台則將下坡燈泡渡橋改為高低繩索。從橋本亘司到奧山義行，總共連續5個人過關。雖然竹田敏浩挑戰第三舞台的次數已更新至史上最多的13次，但還是無緣進入最終舞台，在蜘蛛換面之前用盡了力氣而落下。此外，7位挑戰者通通都闖過了新巔峰戰士。
最終舞台進入人數與第3回大會並列第一，總共5個人，而奧山義行也成為了最年老的挑戰者（39歲）。漆原裕治達成了史上第三次完全制霸，但是，他在最終舞台時所穿的工地布鞋（可防滑）卻引起了不少的爭議（第25回大賽時有說明）。
另外，本次的主要播報員再度由初田啟介實況，而小笠原亘、佐藤文康成為次要實況，是第一次由三位播報員實況。
- 總合第1名 （93）漆原裕治 ，完全制霸（剩餘3.57秒）。
- 總合第2名 （85）橋本亘司，F-25 攀繩〔剩約1公尺〕。
- 總合第3名 （92）李恩至、（94）高橋賢次、（95）奧山義行，F-25 攀繩〔剩約4公尺〕。
- 總合第6名 （73）田島直彌，3-23 滑行吊環〔未拆阻斷器衝力過大而落水〕。
- 總合第7名 （98）竹田敏浩，3-22 蜘蛛換面〔移動中耗盡力氣落下〕。
- 總合第8名 （64）石川輝一、（84）鷲見裕二、（97）佐藤弘道，2-14 旋轉鐵鍊。
- 總合第11名 （47）川口朋廣，2-13 搖擺危橋〔著地失敗〕。
- 總合第12名 （78）佐藤惇，2-11 鯉魚躍龍門〔3→4段〕。

第三時期的代表性選手
- 漆原裕治， 完全制霸（剩餘3.57秒）（第24回）、史上第一位闖進新改版的最終舞台、史上第一位闖進最終舞台的預賽選手（第22回）、史上唯一一位兩次闖進新改版的第三舞台而都沒有失敗過的選手（第22、24回）。
- 李恩至，成為史上第二位闖進最終舞台的外國選手（臺灣人，第24回）、第18回改版後唯一1位連續四次闖進第2舞台的選手（第21~24回）。
- 奧山義行（日语：奥山義行），史上最年長闖進第3舞台及最終舞台的選手（39歲）、自改版後唯一1位連續3屆闖進第3舞台（第22~24回）。
- 佐藤弘道（日语：佐藤弘道），史上第一位闖過兩次第三時期第一舞台的藝人（第22、24回）
- 長野誠，史上第一位制霸後又闖進最終舞台的參賽者（第23回）。
- 菅野仁志，自改版已以來最年輕的最終舞台選手（24歲）（第23回）。
- 伊藤圭紀，史上最年輕闖進第四時期第1舞台的參賽者（剛滿18歲又2天）（第23回）。
- 竹田敏浩，首位闖過新巔峰戰士的選手（第21回）。
- 白鳥文平，第一位以超過40歲的年齡闖過新改版第一舞台的選手（第21回）。
- 李維‧謬恩巴克（日语：リーヴァイ・ミューエンバーグ），史上第一位總合第一名的外國選手（第20回）。
- 鷲見裕二，改版後2007年大會唯一一位連續2次闖過第一舞台的選手（第18、19回）。
- 長崎剛政，首位闖過第三時期第一舞台的參賽者。

### 第四時期（第25回大會～第27回大會）
第三次大翻新的時期。此時期的關卡較為高難度，許多選手都在某些關卡出局，地毯從紅色改為綠色（第26回時又改回紅色）。此時期由於漆原裕治完全制霸而結束。
第25回大會 SASUKE2010春 （2010年3月28日播出）
由於第三位完全制霸者的誕生，所以本大會的關卡完全更新。在比賽之前舉辦了史上最大規模之47個都道府縣的預選賽，而編號由抽籤決定，但三位完全制霸者例外，秋山98號、長野99號、漆原100號。
第一舞台的地板再度的變回了綠色，而第二、三時期的舊關卡－滾圓木、跳躍懸吊等三個關卡也在本次的第一舞台復活。此次新關卡是飛躍奪命橋與五連跳，而與上次一樣的的關卡還有四個。全明星只有山本進悟和竹田敏浩通過第一舞台。山田因退隱沒有參賽，白鳥再次因傷缺席。秋山在聳立高牆時間到，長野在鐵環滑降下水。而這次第一舞台的過關者都是老手（都曾有過第一舞台的過關經驗），且No.40、No.50、No.60、No.70、No.80、No.90、No.100都闖過第一舞台。
（註：李維‧謬恩巴克在第一舞台挑戰兩次。第一次在五連跳時手碰到弧面而判定犯規（No.39），但由於事前並沒有將關卡規則說明清楚，所以允許重新挑戰，而他第二次挑戰的號碼就移到空缺的48號，並且順利過關。第一次挑戰的畫面全剪，只撥放第二次挑戰的內容。而原本的39號則變成青木保夫。）
第二舞台的新關卡共兩個，為滑行迫降與雙鯉躍龍門，過關者為上次最終舞台之挑戰者四位（但漆原除外），以及首次挑戰第三舞台的布萊恩‧歐洛斯科。
第三舞台如同剛開始第三時期（第18回）一樣在新設的巔峰戰士全滅。而李恩至成為史上第二位外國人之總合第一名。
另外，由於此時正好舉辦2010年冬季奧林匹克運動會，所以主要的播報員暫時換成佐藤文康，次要實況由伊藤隆佑代替。
但是，由於極限體能王全明星中的山田勝己缺席，而導致本屆大會的收視率為所有系列節目中最慘澹的一次。
- 總合第1名 （60）橋本亘司、（80）李恩至，3-19 終極巔峰戰士〔第2→3段〕。
- 總合第3名 （40）高橋賢次，3-19 終極巔峰戰士〔第1→2段〕。
- 總合第4名 （50）奥山義行，3-19 終極巔峰戰士〔第1段〕。
- 總合第5名 （69）布萊恩‧歐洛斯科，3-17 門把峭壁〔第2→3個〕。
- 總合第6名 （90）山本進悟，2-13 平衡水槽〔著地失敗〕。
- 總合第7名 （89）菅野仁志，2-13 平衡水槽〔失去平衡〕。
- 總合第8名 （18）佐藤惇，2-12 搖擺危橋〔第1→2間隔〕。
- 總合第9名 （70）竹田敏浩，2-11 雙鯉躍龍門〔第二排，4→5段〕。
- 總合第10名 （100）漆原裕治，2-11 雙鯉躍龍門〔第一排→第二排（見註），卡在第二排〕。
- 總合第11名 （48） 李維‧謬恩巴克，2-10 滑行迫降。
- 註：漆原裕治在雙鯉躍龍門的第一排往第二排進行跳躍時，橫桿撞擊掛勾，導致整根桿子垂直吊在半空，但漆原仍抓住桿子並沒有落水，故仍可繼續挑戰，直到他的腳沾到水後才宣佈出局。

第26回大會 SASUKE2011謹賀新年（2011年1月2日播出）
極限體能王全明星中，從首次登場以來從未缺席過的竹田敏浩，這次意外缺席。此外第24回大會後退隱的山田勝己再次復活。另外，EXILE（放浪兄弟）中的隊員、同時也是第三代J Soul Brothers的隊長NAOTO為本回大會的矚目焦點。
由於上次大會的收視率非常的差，所以本次大會再次做小幅度的改版。第一舞台的地毯變回紅色，而且起跑點加大。這次是由四個新設關卡、復活關卡兩個，以及上次留下來的三道關卡所組成。其中的新關卡人肉轉盤導致全明星的山本進悟、上次闖進第三舞台的高橋賢次，以及眾多實力堅強的選手紛紛落水。而極限體能王全明星三度全軍覆沒，新星也都面臨危機。
第三舞台中，新設了一道關卡，另外有兩道關卡做小幅度的調整。李恩至連續兩次拿下總和第一（連續兩次總和第一名的人中，繼長野誠後是史上第二位）。唯一留下的日本人奧山義行成為首次40歲以上進入第三舞台者，並超越白鳥文平成為最年長總和第一名者。
另外，大會前的2010年8月時在美國所舉辦的預賽中，總共有十位美國人脫穎而出；在日本放送前的2010年12月8日，美國率先在「American Ninja Warrior」中，播出他們的表現：五位美國選手闖進了第二舞台，四位闖進了第三舞台，且這次李維沒出場，原因是他在賽前兩個月摔斷左手腕。而且在放送前的「直前特集」中，也播出部分參賽者的表現。
- 總合第1名 （95）李恩至、（97）奧山義行，3-19 終極巔峰戰士〔第4→5段〕。
- 總合第3名 （84）大衛‧坎貝爾，3-19 終極巔峰戰士〔第4段〕。
- 總合第4名 （74）布列特‧史帝芬森，3-19 終極巔峰戰士〔第3段〕。
- 總合第5名 （61）保羅‧卡薩米亞，3-17 門把峭壁。
- 總合第6名 （92）布萊恩‧歐洛斯科，3-16 圓盤滾柱。
- 總合第7名 （98）橋本亘司，2-14 旋轉鐵鍊。
- 總合第8名 （82）蔡維斯‧費拉尼克，2-13 平衡水槽。
- 總合第9名 （85）石川輝一，2-11 雙鯉躍龍門〔第二排，2→3段〕。
- 總合第10名 （87）池谷直樹，2-11 雙鯉躍龍門〔第一排→第二排〕。

第27回大會 SASUKE2011秋（2011年10月3日播出）
本次大賽前美國、馬來西亞與日本三國都有舉辦預選賽。與上回一樣，美國再次率先於8月22日，在「American Ninja Warrior」中，播出美國10位預選代表的表現。
第一舞台新設一道關卡，且將原本在第七道關卡─巨人鞦韆，做了小幅度的調整，並移置到第三道關卡，難度比上次大會簡單一點。第一舞台共有27人過關，是第5回大會以來人數最多的一次。其中大衛‧坎貝爾留下44秒32的紀錄（第一舞台史上最快紀錄），金子陽祐也留下34秒84的紀錄（日本人最快紀錄）。長野城、藝人瓦基也闖過了第一舞台。而新設的關卡─鐘擺橋，山本進悟、高橋賢次則在此出局。而臺灣代表李恩至，卻意外的在第一舞台的第一關卡─跳躍滑降，腳尖碰到水而爆冷門出局。
第二舞台，超過一半以上的人都在滑行迫降、雙鯉躍龍門與旋轉鐵鍊出局，導致最後只有10人過關。
第三舞台，換掉非常消耗臂力的圓盤滾柱與門把峭壁，改為比較簡單的手搖自行車，並新設了兩道關卡、復活一道關卡，並將第七關卡─鋼管飛越，移置到第二關卡。雖然已經是連續三度改版，但通過預選賽的又地諒首度打開第四期最終舞台的大門。隨後，漆原裕治也跟上成為第二位闖進最終舞台的人。橋本亘司則成為第一位突破終極巔峰戰士的挑戰者。
最終舞台，雖然又地諒失敗，不過漆原裕治卻創下史上首次二度完全制霸的壯舉，且留下6.71秒為史上最高紀錄。
才三次大會便出現完全制霸者，為史上最快的一次。
從第17回大會以來，擔任旁白的小林清志，在本次大會結束後就遭到替換。然後，從挑戰冠軍王開始，到Monster9倒閉以前都不曾大幅更動過的製作單位，也在下次的第28回大會時進行大幅度改組。
- 總合第1名 （99）漆原裕治，完全制霸（剩餘6.71秒）。
- 總合第2名 （62）又地諒，F-23 20公尺攀繩〔約1公尺〕。
- 總合第3名 （20）橋本亘司，3-20 鎖鏈鞦韆〔第2→3段〕。
- 總合第4名 （98）大衛‧坎貝爾，3-18 終極巔峰戰士〔第6段〕。
- 總合第5名 （57）詹姆士‧麥克勞斯、（89）保羅‧卡薩米亞、（100）長野誠，3-18 終極巔峰戰士〔第4→5段〕。
- 總合第8名 （63）萊恩‧史特拉提斯，3-18 終極巔峰戰士〔第3→4段〕。
- 總合第9名 （96）奧山義行，3-17 鋼管飛移〔第1→2段〕。
- 總合第10名 （87）石川輝一，3-17 鋼管飛移〔第1段跳躍前〕。
- 總合第11名 （6）守上大輔、（60）蔡維斯‧羅森、（71）蔡維斯‧費拉尼克、（79）布列特‧史帝芬森、（84）森本裕介、（90）加藤僚馬，2-14 旋轉鐵鍊。
- 總合第17名 （51）傑克‧史密斯、（55）朝一真，2-11 雙鯉躍龍門〔第二排，4→5段〕。
- 總合第19名 （56）上遠野裕也，2-11 雙鯉躍龍門〔第二排，3→4段〕。
- 總合第20名 （65）金子陽祐，2-11 雙鯉躍龍門〔第一排→第二排，飛躍失敗〕。
- 總合第21名 （85）橫山直樹，2-11 雙鯉躍龍門〔第一排，3→4段〕。
- 總合第22名 （92）瓦基、（93）池谷直樹，2-11 雙鯉躍龍門〔第一排，2→3段〕。
- 總合第24名 （1）菅野仁志，2-10 滑行迫降〔著地時手臂受傷，棄權〕。
- 總合第25名 （29）田島直彌、（66）大衛‧菲利浦‧羅德里奎茲、（70）脊戶田英次，2-10 滑行迫降〔第1→2段〕。

第四時期的代表性選手
- 漆原裕治，完全制霸（剩餘6.71秒）、完全制霸史上最快紀錄、首位兩度完全制霸的選手、第二位完全制霸後闖入最終舞台的選手、挑戰最終舞台三次成為第二高挑戰最終舞台紀錄、第三舞台過關率100%
- 奧山義行（日语：奥山義行），首位40歲以上闖入第三舞台，成為史上最年長的總和第一名（第26回）、第18回大改版後唯一連續6次闖入第三舞台（第22～27回）。
- 李恩至，成為史上第二位總和第一的外國人（臺灣人）、首位連續兩次總和第一的外國人（第25、26回）、第18回大改版後連續6次闖過第一舞台（第21～26回）。
- 橋本亘司，首位闖過終極巔峰戰士的選手（第27回）。
- 又地諒，首位闖過改版後的第三舞台（第27回）。
- 布萊恩.歐洛斯科，首位連續兩次闖入第三舞台的美國人（第25、26回）。
- 佐藤惇（日语：佐藤惇），首位闖過改版後的第一舞台。

### 第五時期（第28回大會～第31回大會）
新製作團隊的第一時期，第一舞台的地板由紅色改為黑色（第29回又恢復成紅色），畫面右上角的剩餘時間也改成七段顯示器模式，此時期也有許多舊關卡復活，節目中選手介紹框顏色也會因舞台不同而分為黃、銀、紫及白色。也與第一時期一樣，才4回大會，就因森本裕介完全制霸而結束。
第28回大會 SASUKE RISING（2012年12月28日播出）
本回是距離上次睽違一年三個月後才再度舉辦，是有史以來空窗期最久的一次。
2012年9月底出場募集，10月底於東京、大阪兩地進行審查，11月18日節目正式錄影，2012年12月27日撥出。
由於上次漆原裕治二度達成完全制霸，本次大會再度進行大幅度改版，本次關卡雖較之前的要少，但是難度相對的提高，進入第二舞台的僅有5人，且90號以後的選手（包含全明星在內）在第一舞台全滅，是繼第22回大會以來的第三次。而且李恩至、橋本亘司、秋山和彥等有名的選手都在鐘擺橋這關提前落水。本次極限體能王全明星中的山田勝己、秋山和彥兩位都表明是退休前最後一次挑戰。
第二舞台首次新增水上關卡，限制時間也增加為有史以來最多的135秒。第三舞台只有菅野仁志、漆原裕治與朝一眞獲得挑戰權，如同第三、第四時期剛開始，於新設的瘋狂巔峰戰士全滅。
而本次大會繼第13回以後，再度導入攝影棚部分，而這次的攝影棚主題類似於宴會性質。主持人則是沿用第13回的川平慈英與片瀬那奈來主持。
- 總合第1名 （88）漆原裕治、（89）菅野仁志，3-16 瘋狂巔峰戰士〔第3→4段〕。
- 總合第3名 （58）朝一眞，3-16 瘋狂巔峰戰士〔第3段〕。
- 總合第4名 （87）又地諒，2-13 開牆步道〔第1道門過後〕。
- 總合第5名 （44）染谷幸喜，2-9 鯉魚換面〔第4個〕。

第29回大會 SASUKE RISING 2013（2013年6月27日播出）
本次大會開賽原因，是為了要選出11月於馬來西亞吉隆坡舉辦的「SASUKE ASEAN OPEN CUP 2013」（極限體能王東南亞國協開幕盃）之日本代表。
4月底開始預選，上回宣佈引退的山本進悟收回引退決定，參加預選並獲得正式挑戰資格，保持參賽全勤。這回大會有不少隔了很久沒參賽的選手出席，包括小林正明和長崎峻侑以及鷲見裕二，全明星則另外還有竹田敏浩和長野誠參賽。山田勝己雖然沒參賽，但訓練了四名選手參加這次大會,組成了黑虎軍團。
第一舞台新設了2個關卡，圓木滑降再度復活，過關者大幅增加到21人，但全明星只有山本進悟過關。
第二舞台逆流水道的水流加速來提升難度，而且將限制時間從上次的135秒大幅縮減至90秒，導致多數實力挑戰者（包括山本進悟、漆原裕治等強棒）都在逆向水道用盡時間出局，結果只有4人過關，是第二舞台二位數挑戰者當中成功率最低的一次。
這次的第三舞台首次採用賽時制度，只要有兩人以上過關者，則以最快時間過關的一位進入最後舞台。可是所有挑戰者全部都落水未能過關，SASUKE ASEAN OPEN CUP 2013日本代表的資格最終由最優秀成績、闖到地獄滑桿的森本裕介獲得。而其他錄取的代表選手之後也於官方網頁公佈，包含進入第三舞台的高橋賢次、朝一真、菅野仁志，以及全勤獎山本進悟等，日本代表總共選出5人。
- 總合第1名 （79）森本裕介，3-19 地獄滑桿〔跳躍失敗〕。
- 總合第2名 （96）朝一真、（97）菅野仁志，3-16 瘋狂巔峰戰士〔第3→4段〕。
- 總合第4名 （87）高橋賢次，3-16 瘋狂巔峰戰士〔第1→2段〕。
- 總合第5名 （56）李恩至、（93）長崎峻侑，2-13 開牆步道〔第一道門打開的瞬間時間到〕。
- 總合第7名 （57）守上大輔、（67）石川輝一、（73）日置將士，2-12 逆流水道〔爬上岸後時間到〕。
- 總和第10名 （36）山本進悟、（41）橋本亘司、（60）星川大我、（89）奧山義行、（90）上遠野裕也、（91）山本桂太朗 、（98）又地諒、（99）漆原裕治，2-12 逆流水道〔挑戰途中時間到，山本桂太朗自行棄權〕。
- 總合第18名（65）高見俊治、（86）瓦基，2-9 鯉魚換面〔第三段，高見沒有將左側扣上而出局〕。
- 總合第20名（62）片伯部浩正，2-9 鯉魚換面〔第一段〕。
- 總合第21名（61）井上英和，2-8 壓板滑降〔開始沒多久〕。

第30回大會 SASUKE 2014 第30回紀念大會（2014年7月3日播出）
第30回紀念大會，與第10回、第20回紀念大會的模式一樣，號碼由第2901號開始編至第3000號。白鳥文平睽違9回大會後再度參戰。
第一舞台過關者再度比上回增加，與第27回一樣，總共有27人過關，也是第5回大會以來人數最多的一次。中山肌肉君繼第11回大會之後，睽違11年再度闖入第二舞台，是有史以來第一舞台過關空窗期最長的一位。後半段持續出現過關潮，以往在紀念大會中處於弱勢的極限體能王全明星，這次4人挑戰中，也有3人順利過關。2990號以後除了白鳥文平以外，其餘實力派選手皆順利過關。
第二舞台的鯉魚換面出局者比以往還多，以往不曾在第二舞台失敗過的高橋賢次，這一次也意外中箭落馬。
第三舞台的9位挑戰者全數皆抵達瘋狂巔峰戰士，其中闖過瘋狂巔峰戰士的3人皆為首次挑戰。改版後首次挑戰第三舞台的川口朋廣、又地諒皆順利過關，首度打開第五期最終舞台的大門；但相對的，連續三屆大會挑戰第三舞台的菅野仁志、朝一真，再度在瘋狂巔峰戰士落水。
第五期的最終舞台在本屆大會終於揭開神秘面紗，而又地諒也首度拿下總合第一名。
- 總合第1名 （2994）又地諒，F-22 攀繩〔剩約2公尺〕。
- 總合第2名 （2967）川口朋廣，F-22 攀繩〔剩約9公尺〕。
- 總合第3名 （2973）岸本真彌，3-19 垂直極限。
- 總合第4名 （2935）日置將士、（2986）長崎峻侑、（2990）李恩至、（2991）杜魯‧德雷契爾、（2996）菅野仁志、（2998）朝一真， 3-18 瘋狂巔峰戰士〔第3→4段〕。
- 總合第10名 （2972）守上大輔、（3000）森本裕介，2-14 芝麻開門〔第三道門〕。
- 總合第12名 （2969）星川大我、（2993）漆原裕治，2-14 芝麻開門〔第一道門〕。
- 總合第14名 （2968）上遠野裕也、（2970）片伯部浩正、（2974）石川輝一、（2992）山本進悟，2-13 逆流水道。
- 總合第18名 （2932）山本浩茂，2-9 鯉魚換面〔第4→5段失格〕。
- 總合第19名 （2982）瓦基，2-9 鯉魚換面〔第4段落水〕。
- 總合第20名 （2999）長野誠，2-9 鯉魚換面〔第3→4段失格〕。
- 總合第21名 （2980）竹田敏浩、（2995）高橋賢次，2-9 鯉魚換面〔第2→3段失格〕。
- 總合第23名 （2971）高見俊治、（2984）染谷幸喜，2-9 鯉魚換面〔第1→2段落水〕。
- 總合第25名 （2965）洪恭芹、（2981）中山肌肉君，2-8 壓板滑降。
- 總和第27名 （2914）森澤教有〔第一舞台過關後受傷棄權〕。

第31回大會 SASUKE 2015（2015年7月1日播出）
2015年1月於官方網站開始募集選手，4月舉辦預選賽，於5月23、24日錄影。
這次錄影，除了邀請參賽者與其親友外，本次賽前還開放一般觀眾報名觀賽，而主持人川平慈英與許多藝人來賓亦同時觀戰。
第一舞台的主題為「回歸原點」，將過去的名關卡整併後重新呈現。當中從第5回大會第二舞台「拓克路機」改版的「三重拓克」難易度變高，在大量消耗腳力的狀態下，導致許多挑戰者於下一道關卡聳立高牆陷入苦戰。從98號的長野誠，以及接下來的漆原裕治與又地諒皆在聳立高牆時間到。此外，儘管過關，但在終點前時間到的人數亦不少，最後只有17人過關，比上次大會的過關人數降低不少。
第二舞台的鯉魚躍龍門，首次增加向下版本。初次挑戰第二舞台的挑戰者不少，大多皆在壓板滑降與鯉魚躍龍門落水。過關者只有8人，除拉基瓦爾‧阿納斯塔之外，其餘皆曾有第三舞台的挑戰經驗。
第三舞台與上回一樣，全員皆抵達瘋狂巔峰戰士，但只有森本裕介、菅野仁志二人突破。其中菅野仁志第四度挑戰瘋狂巔峰戰士才終於突破，但在下一關垂直極限改版落水；而森本裕介則是雪恥成功，除突破第三舞台外，首次進入最終舞台便順利過關，成為史上第四位完全制霸者。
- 總合第1名 （91）森本裕介，完全制霸（剩餘2.59秒）。
- 總合第2名 （96）菅野仁志，3-20 垂直極限〔第1→2段間隔〕。
- 總合第3名 （31）日置將士、（89）高橋賢次、（94）杜魯‧德雷契爾、（95）朝一真、（97）川口朋廣，3-19 瘋狂巔峰戰士〔第3→4段落水〕。
- 總合第8名 （72）拉基瓦爾‧阿納斯塔，3-19 瘋狂巔峰戰士〔第2段最後面落水〕。
- 總合第9名 （49）張汪洋、（76）岡田祐一，2-15 芝麻開門〔第3道門打開時時間到〕。
- 總合第11名 （34）山本浩茂，2-14 逆流水道〔上岸時時間到〕。
- 總合第12名 （84）亞歷山大‧馬斯，2-11 鯉魚躍龍門下坡〔第3→4層〕。
- 總合第13名 （79）深沼開，2-10 鯉魚躍龍門上坡→2-11 鯉魚躍龍門下坡。
- 總合第14名 （40）花本莉丘，2-10 鯉魚躍龍門上坡〔第3→4層〕。
- 總合第15名 （75）洪恭芹、（82）樽美酒研二、（86）菊池正源，2-9 壓板滑降。

第五時期的代表性選手
- 森本裕介，完全制霸（剩餘2.59秒）、史上最年輕的完全制霸者、唯一二度闖過瘋狂巔峰戰士的選手（第29、31回）、首位闖過瘋狂巔峰戰士的選手（第29回）。
- 川口朋廣（日语：川口朋広），首位突破第三舞台的選手、瘋狂巔峰戰士過關者（第30回）。
- 又地諒，改版後再度闖進最終舞台者、瘋狂巔峰戰士過關者（第30回）。
- 朝一真，連續四次大會闖進第三舞台（第28～31回）。
- 菅野仁志，連續四次大會闖進第三舞台、瘋狂巔峰戰士過關者（第28～31回、第31回）。
- 岸本真彌，瘋狂巔峰戰士過關者（第30回）。
- 染谷幸喜，首位突破改版後第一舞台。

### 第六時期（第32回大會～第38回大會）
新製作團隊的第二時期，改版幅度達50%，到目前為止僅三人闖入最終舞台。這時期由森本裕介完全制霸而結束。
第32回大會 SASUKE 2016（2016年7月3日播出）
上回出現完全制霸後，這次又再度進行大幅度改版，改變率高達50%，關卡總數也是史上最多的26個。上回的完全制霸者森本裕介，由於當時仍在就職訓練中，所以缺賽。
第一舞台，第一道關卡「步步驚心」與第二道關卡「滾輪山丘」設計成連續不休息的模式，在前半段造成不小的殺傷力。另外，由於錄影前日下雨，再加上錄影當天的日夜溫差太大，導致大量露水凝結於賽道上。編號93號的杜魯‧德雷契爾過關後反應影響比賽後，製作單位暫停錄影、檢查賽道後，因安全性因素而中止錄影，剩下的7位挑戰者延期至隔日傍晚再行比賽。同時，長野誠也於本回大會宣布退休，可惜在第一舞台的直壁攀爬終點前時間到。
第二舞台儘管只剩下8位挑戰者，但8位挑戰者皆全數過關，創下第6回大會以來第二度無人淘汰的紀錄。
第三舞台，除了「地獄滑桿」外，其他關卡全數皆有改版，同時也有復活關卡登場。拉基瓦爾.阿納斯塔開始挑戰時再度下雨，導致難度增高；而杜魯‧德雷契爾是唯一一位闖過無敵瘋狂巔峰戰士，成為第三位總合第1名的外國人。
最終舞台雖然沒人闖入，但製作人已在Twitter公告關卡，首度由三道關卡組成，包含「蜘蛛攀爬」8公尺、「鯉魚躍龍門」7公尺，以及「攀繩」10公尺。。
- 總合第1名 （93）杜魯‧德雷契爾，3-22  垂直極限 改〔第1段〕。
- 總合第2名 （62）布列特‧史帝芬森、（76）佐藤惇，3-21 無敵瘋狂巔峰戰士〔第1→2段〕。
- 總合第4名 （85）安德列‧席姆，3-20 響尾蛇飛彈 改〔第3→4根〕。
- 總合第5名 （87）長崎峻侑、（94）拉基瓦爾‧阿納斯塔，3-19 鋼管飛越〔第2→3段〕。
- 總合第7名 （66）鈴木祐輔、（97）川口朋廣，3-19 鋼管飛越〔第1→2段〕。
- 總合第9名 （33）山本浩茂 （100）長野誠，1-9 直壁攀爬〔終點前時間到〕。
- 總合第11名 （51）凱西‧卡坦茲亞洛、（82）森涉， 1-09 直壁攀爬。
- 總合第13名 （81）武尊、（90）又地諒， 1-08 泰山之繩〔（90）時間到〕。

第33回大會 SASUKE 2017春（2017年3月26日播出）
從第1回開賽以來，這次的大會正好迎接節目20週年的紀念。
第一舞台，在2月播出的女子版極限體能王中，RED STAGE的難關魚刺橋（フィッシュボーン），經過些微改版後，於本次大會登場，其中又地諒、山本浩茂等有力選手在此出局。本次共13人闖進第二舞台，不過以SASUKE新世代為核心的近年實力派，脫落者數也不少。另外，為慶祝20週年紀念，本回特別招待山田勝己回歸參賽一次。
第二舞台起點關卡變更為圓環滑降（リングスライダー）。多數選手在鯉魚躍龍門出局，前8位挑戰者皆無人過關，緊接著連續5人闖進第三舞台。
第三舞台也有小改版，鋼管飛越與響尾蛇飛彈中間改為無休息區域，地獄滑桿前的桿子也變為不可休息，故休息區僅剩2個。闖進第三舞台的4位日本選手皆在鋼管飛越出局。美國選手杜魯.德雷契爾是唯一闖到無敵瘋狂巔峰戰士的選手，但轉身飛越時巔峰戰士開始向上移動，沒抓穩而落水，沒能超越上次紀錄，成為史上第二位連續總和第一名的外國人。
另外，本次大會特別邀請前回宣布引退的長野誠於主播台進行比賽講解。同時，長野誠也在本次大會前親自訓練後繼人高須清輝參賽，初回參賽即成功闖過第一舞台，但在鯉魚躍龍門上坡出局。
- 總合第1名 （96）杜魯‧德雷契爾，3-21 無敵瘋狂巔峰戰士〔第2→3段〕。
- 總合第2名 （98）長崎峻侑，3-19 鋼管飛越〔第2→3段〕。
- 總合第3名 （95）朝一真，3-19 鋼管飛越〔第2段〕。
- 總合第4名 （97）佐藤惇、（100）森本裕介，3-19 鋼管飛越〔第1→2段〕。
- 總合第6名 （45）日置將士、（83）森涉，2-16 逆向輸送帶〔時間到〕。
- 總合第8名 （77）五十嵐大、（90）竹田敏浩，2-12 鯉魚躍龍門下坡。
- 總合第10名 （52）高須清輝、（81）武尊、（85）菊池正根、（86）塚田僚一，2-11 鯉魚躍龍門上坡。
- 總合第14名 （82）樽美酒研二，1-09 直壁攀爬〔快到頂端時手沒抓穩而落水〕。

第34回大會 SASUKE 2017秋（2017年10月8日播出）
除了紀念節目20周年外，今年也是睽違6年的一年舉辦兩次模式（上次為2011年）。與第21回一樣，本回沒有任何的新關卡。
第一舞台，過關人數是繼第30回以來再度超過20人，總共24人進入第二舞台。美國版極限體能王「American Ninja Warrior」中，女性挑戰者首度闖過第一舞台的潔西‧葛拉芙，在本次大會一鳴驚人，成為20年來第二位闖過第一舞台的女性挑戰者；Golden Bomber的樽美酒研二也睽違2回大會再度過關；自第31回起持續低迷不振，在第一舞台連續失敗的漆原裕治，在賽前宣布未過關就打算退休，所幸最後還是闖過第一舞台。
第二舞台，潔西‧葛拉芙成為了史上第一位闖進第三舞台的女性挑戰者；首次挑戰第三舞台的總共2人，除了潔西‧葛拉芙外，另外還有山田軍團的小畑仁志。
由於有近半數闖進第二舞台的參賽者是首度參賽，有不少人在鯉魚躍龍門上坡、鯉魚躍龍門下坡出局。
第三舞台，9位挑戰者中有7位抵達了無敵瘋狂巔峰戰士，但只有森本裕介1人過關，隨後在垂直極限第一段差耗盡臂力落水。
最後造成連續3回大會無人闖進最終舞台（自第19回大會以來的第二次，且無人抵達第三舞台最後一道關卡），但無敵瘋狂巔峰戰士的過關者增加至2人。
- 總合第1名 （100）森本裕介，3-22 垂直極限〔第1段〕。
- 總合第2名 （97）杜魯‧德雷契爾、（98）川口朋廣，3-21 無敵瘋狂巔峰戰士〔第2→3段〕。
- 總合第4名 （45）日置將士、（87）潔西‧葛拉芙、（96）佐藤惇，3-21 無敵瘋狂巔峰戰士〔第1→2段〕。
- 總合第7名 （93）拉基瓦爾‧阿納斯塔，3-21 無敵瘋狂巔峰戰士〔第1段〕。
- 總合第8名 （49）小畑仁志，3-20 響尾蛇飛彈〔第2→3段〕。
- 總合第9名 （84）鈴木祐輔，3-20 響尾蛇飛彈〔第1→2段〕。
- 總合第10名 （47）山本浩茂，2-17 芝麻開門〔差1秒時間到〕。
- 總合第11名 （99）漆原裕治，2-16 逆向輸送帶〔過關後時間到〕。
- 總合第12名 （74）山本桂太朗、（83）高橋賢次、（89）樽美酒研二，2-16 逆向輸送帶〔時間到〕。
- 總合第15名 （38）宇賀神翔悟、（81）武尊，2-15 逆流水道。
- 總合第17名 （95）長崎峻侑，2-13 蜘蛛步道〔一開始處打滑落水〕。
- 總合第18名 （46）高須清輝、（80）五十嵐大、（88）塚田僚一、（91）竹田敏浩，2-12 鯉魚躍龍門下坡。
- 總合第22名 （34）小野美波、（40）藤松龍弘、（86）中川貴晴，2-11 鯉魚躍龍門上坡。

第35回大會 SASUKE 2018春（2018年3月27日播出）
第一舞台再度改版並減縮關卡，將泰山之繩、直壁攀爬撤除，聳立高牆成為第一舞台的最終關卡，限制時間也大幅縮短為85秒，因此速度成為本回大會的重點。另外，新關卡「馴龍高手」的脫落狀況遠比想像中還多，多數參賽者不是碰不到杆子就是在中間落水。直到第60位选手，老将日置将士才成功攻略，也是第一位过关者。最後闖過第一舞台僅有8個人，皆為過去曾經過關的經驗者。
第二舞台沒有任何變動，加上多數是有經驗者也因此過關比率偏高，僅有山本桂太朗、長崎峻侑在蜘蛛迫降失誤脫落以及樽美酒研二時間用盡其餘皆過關。虽然川口朋广被逆流水池冲走一次浪费了大量时间，但依然在最后剩余0.18秒按到按钮勉强过关。
第三舞台則是前三道關卡有變動。另外考虑到巅峰战士和垂直极限的高难度，在这两关卡中间增加了绿色钢管作为休息区。共5人挑戰，其中有4人抵達了無敵瘋狂巔峰戰士，3個人順利過關，是首度有複數過關者出現的狀況。森本裕介成為大改版後第一位闖入最終舞台的參賽者。
- 總合第1名 （100）森本裕介，F-24 攀繩〔剩下約4公尺〕。
- 總合第2名 （99）川口朋廣，3-20 垂直極限〔第1→2段〕。
- 總合第3名 （98）杜魯‧德雷契爾，3-20 垂直極限〔第1段最後〕。
- 總合第4名 （97）佐藤惇，3-19 無敵瘋狂巔峰戰士〔第1→2段〕。
- 總合第5名 （60）日置將士，3-18 星際橫移〔第1→2間隔〕。
- 總合第6名 （96）樽美酒研二，2-15 芝麻開門〔第2道門前〕。
- 總合第7名 （89）山本桂太朗、（92）長崎峻侑，2-12 蜘蛛迫降。

第36回大會 SASUKE 2018跨年夜（2018年12月31日播出）
第一舞台只有鈦戰機有些微改動之外，其餘皆與上次大會相同，因此這次大會過關人數大幅增加至15人，漆原裕治相隔1回大會再度突破第一舞台，又地諒則是相隔5回大會再度按下第一舞台的按鈕。
第二舞台沒有任何變動，且多數都為經驗者，過關比率也偏高，15人之中有10人過關。而且15人中没有人在鲤鱼跃龙门上下模式出局。其中只有荒木直之、多田龙也、本杰明‧托伊尔为非经验者，但都成功征服第二舞台。漆原裕治继第28回之后再度闯入第三舞台，又地谅则是继第30回大会。另外樽美酒研二首次通过第二舞台，成为极少数通过第二舞台的艺能人选手。
第三舞台也沒有任何變動，而10人中有8人闖到無敵瘋狂巔峰戰士，共有4人過關也超越了上次的紀錄，而且4人中有3人是首度面對無敵瘋狂巔峰戰士。而森本裕介則是繼長野誠之後再度有人連續闖入最終舞台。
最終舞台這次是節目史上首次採取現場直播的方式播出，地點位於神奈川縣橫濱市的橫濱紅磚倉庫，而森本裕介只差了約1秒就能完全制霸。森本裕介亦寫下極限體能王史上第二人連續三回大會總和第一名（首次為長野誠11～13回大會連續總和第一紀錄）。
- 總合第1名 （100）森本裕介，F-24 攀繩〔已看到按鈕〕。
- 總合第2名 （92）又地諒、（95）漆原裕治，3-20 垂直極限〔第3段〕。
- 總合第4名 （73）多田龍也，3-20 垂直極限〔第2→3段〕。
- 總合第5名 （63）荒木直之、（71）日置將士、（96）佐藤惇，3-19 無敵瘋狂巔峰戰士〔第2→3段〕。
- 總合第8名 （99）川口朋廣，3-19 無敵瘋狂巔峰戰士〔第1→2段〕。
- 總合第9名 （98）樽美酒研二，3-17 響尾蛇飛彈〔第1根〕。
- 總合第10名（89）班傑明‧托伊爾，3-16 鋼管飛越〔第2→3段〕。
- 總合第11名（93）山本桂太朗，2-15 芝麻開門〔第3道門前〕。
- 總合第12名（75）宇賀神翔悟、（76）森涉，2-14 逆向輸送帶〔宇賀神在逆向輸送帶時間到、森涉被判定利用界外區域前進以致失格〕。
- 總合第14名（97）杜魯‧德雷契爾，2-14 逆向輸送帶〔在逆向輸送帶前滑梯滑太快導致滑出場外以致失格〕。
- 總合第15名（83）中川貴晴，2-11 蜘蛛步道〔一開始處落下〕。

第37回大會 SASUKE 2019（2019年12月31日播出）
與上回一樣，此大會再度在跨年夜舉辦，最後舞台也與上次一樣在橫濱紅磚倉庫前以現場直播的方式進行比賽。本次有魚刺橋的改版、以及因為天氣不佳因素而臨時被停用的第二舞台的圓柱滾落，此外新關卡巔峰戰士次元也因為天氣因素進行臨時修正，反而比上個版本簡單，垂直極限也增加了一點寬度。整體而言第二舞台難度比第5期還簡單，第三舞台只比第5期稍難一些。但因為多數實力者皆在第一舞台失誤或者時間用盡（如：又地諒、樽美酒研二、川口朋廣、森本裕介）而導致第一舞台過關人數僅有10人、而第二舞台過關人數為8人。
漆原裕治以41歲的年紀成為史上最年長通過巔峰戰士和垂直極限的參賽者，但在地獄滑桿出現史上第三次情況遺憾掉落(因雨天軌道濕滑，加上雙手正握和往前的衝力過大，導致桿子脫軌而落水)。多田龍也首次闖入最終舞台。這次黑虎成員開始徹底崛起，其中山本良幸和伊佐嘉矩闖入第三舞台。
另外本次大會有多個不同國家代表參賽。而本次大會是自30回大會後久違出現多位非完全制霸選手闖進最終舞台，但皆在15段鯉魚躍龍門挑戰失敗結束。
- 總合第1名 （88）雷涅‧加斯里，F-22 15段鯉魚躍龍門［11-12段失敗連續落下後棄權］。
- 總合第2名 （49）多田龍也，F-22 15段鯉魚躍龍門〔9-10段失敗後直到時間用盡〕。
- 總合第3名 （96）漆原裕治，3-20 地獄滑桿〔桿子一開始僅一邊滑動而脫軌落水〕。
- 總合第5名 （94）佐藤惇、（47）山本良幸，3-18 巔峰戰士次元〔第2→3段〕。
- 總合第8名 （98）潔西‧葛拉芙、（60）日置將士、（48）伊佐嘉矩，3-18 巔峰戰士次元〔第1→2段〕。
- 總合第9名 （75) 鈴木祐輔，2-10 蜘蛛步道〔中途腳滑而脫落〕。
- 總合第10名（55）才川浩二，2-9 鯉魚躍龍門下坡。
- 總合第11名（10）森涉，1-7 聳立高牆〔終點前時間到〕
- 總合第12名（21）佐久間光太、（43）阿什林‧賀伯特、（69）湊想、（76）阿里‧海伊、（87）塚田僚一、（90）山本桂太郎、（99）川口朋廣、（100）森本裕介，1-7 聳立高牆

第38回大會 SASUKE 2020（2020年12月29日播出）
因本年度受中國武漢肺炎疫情影響關係，不開放外國選手參賽、錄製全程更做嚴密防疫措施（如戴口罩、現場消毒等），亦取消前兩次大會最終舞台現場直播。
第一舞台僅有新關卡索帶滑降（相比较钛战机来说比较容易更换消毒）取代原鈦戰機關卡外，無任何改動，總共14人闖過第一舞台，其中亦有部分為首度參賽即過關的選手。佐藤惇创下史上最多次连续通过第一舞台（10次）的纪录。另外，第6次参加的岩本照终于如愿以偿通过第一舞台。
第二舞台正式登場新開場關卡滾圓柱，虽然只有一位选手掉落，但间接令多位實力選手在此消耗大量體力及時間，有不少實力者不是時間用盡就是在鯉魚躍龍門脫落，過關者僅有5人。
第三舞台正式啟用巔峰戰士次元，只有森本裕介完成關卡並本次大會達成完全制霸，成為繼漆原裕治之後第二人達成兩度完全制霸者。
山田勝己以及長野誠在這次大會回歸但都在訓龍高手出局，竹田敏浩睽違一屆之後回歸，但是在魚刺渡橋因在第五個的時候用跳的過去的關係失格。
（註:竹田敏浩雖然在魚刺橋失格，但是當時未直接判定出局，仍有繼續挑戰，直到在時間內按下第一舞台過關鈕後才被判定失格出局，完整版在Paravi播出）
- 總合第1名 （100）森本裕介，完全制霸（剩餘2.52秒，史上第二位兩度完全制霸）。
- 總合第2名 （49）山本良幸，3-19 巔峰戰士次元（第3段移動時手滑落水）
- 總合第3名 （94）佐藤惇、（95）多田龍也，3-19 巔峰戰士次元〔第2→3段〕。
- 總合第5名 （50）伊佐嘉矩，3-16 鋼管飛越〔第3段〕。
- 總合第6名 （40）梶原颯、（99）漆原裕治，2-15 芝麻開門〔終點前時間到〕。
- 總合第8名 （57）日置將士，2-15 芝麻開門〔第3道門前時間到〕。
- 總合第9名 （82）荒木直之，2-14 逆向輸送帶〔進入前時間到〕。
- 總合第10名 （14）才川浩二，2-12 蜘蛛迫降。
- 總合第11名 （88）岩本照，2-10 鯉魚躍龍門下坡〔第1→2層〕。
- 總合第12名 （71）又地諒，2-9 鯉魚躍龍門上坡〔第4→5層〕。
- 總合第13名 （74）菅田琳寧，2-9 鯉魚躍龍門上坡〔第3→4層〕。
- 總合第14名 （90）山本桂太郎，2-8 滾圓柱。

### 第七時期（第39回大會～）
第39回大會 SASUKE 2021（2021年12月28日播出）
由於受到中國武漢肺炎影響，本回依舊沒有任何外國選手。但是，由於日本的疫情趨勢好轉，所以這次藝能人選手偏多。 YouTuber HIKAKIN首次參加，而且還有很多女性偶像（包括乃木坂46、日向坂46、AKB48的成員）都是首次參加。 “黑虎”伊佐雖然在賽前退團，但仍然參與比賽，作為“秋子軍團”的教練出場。武尊、喜矢武豊都是時隔3年再度參加。另外保持著最多連續通關紀錄的佐藤惇本次因阿基里斯腱斷裂意外缺席。全明星中只有全勤獎山本和Mr.SASUKE山田出場。
第一舞台與次日播出的連續劇特別篇《99.9_-刑事專門律師-》合作，因此限制時間為99.9秒。儘管關卡改動幅動偏小，但由於跨時期出場的大幅消耗體力關卡「三重拓克」、「二連聳立高牆」首度被同時登場而提高選手的體力消耗、更因為現場中途下雨而重蹈37回大會的多數實力者失誤出局、體力用盡之狀況，第一舞台過關人數為14人，但其中亦不乏多位新生代選手。
第二舞台沒有任何改動，除去部分新生代選手因失誤脫落、或時間用盡者其餘過關，過關人數為9人。
第三舞台登場新關卡「搖擺飛移」來替換原有的星際橫移，有多數選手因不熟悉該關卡而脫落、或觸碰範圍外失格，亦有部分選手在響尾蛇飛彈失誤脫落，本次大會無人抵達最終舞台而告終。
最終舞台關卡由職業運動攀登選手楢崎智亞、野口啓代監製，改版的第一道關卡由黑布蓋著，由於無人抵達最終舞台，因此目前仍是未知狀態。
- 總合第1名 （91）多田龍也，3-20 垂直極限〔第3段〕。
- 總合第2名 （35）梶原颯、（59）日置將士，3-19 異次元巔峰戰士〔第1→2段〕。
- 總合第4名 （50）山本良幸、（55）伊佐嘉矩、（89）又地諒，3-18 搖擺飛移〔第1→2組，伊佐嘉矩因抓到紅色部分以外處而失格〕。
- 總合第7名 （77）鈴木祐輔、（90）山本桂太朗，3-17 響尾蛇飛彈〔第2→3段〕。
- 總合第9名 （71）武藤智廣 ，3-17 響尾蛇飛彈〔第1→2段〕。
- 總合第10名 （9）才川浩二 ，2-15 芝麻開門〔終點前時間到〕。
- 總合第11名 （20）菅田琳寧 ，2-15 芝麻開門〔第一道門前時間到〕。
- 總合第12名 （88）岩本照 ，2-14 逆向輸送帶〔時間到〕。
- 總合第13名 （14）後藤祐輔 ， 2-9 鯉魚躍龍門上坡→2-10 鯉魚躍龍門下坡。
- 總合第14名 （31）安嶋秀生 ， 2-8 滾圓柱〔著地失敗〕。
- 總合第15名 （73）木本登史、（78）喜矢武豊、（82）大嶋綾乃、（86）荒木直之、（94）武尊、（98）川口朋廣、（99）漆原裕治、（100）森本裕介，1-7 二連聳立高牆〔第二道牆時間到〕。

第40回紀念大會 SASUKE 2022（2022年12月27日播出）
第40屆的紀念大會，依之前10、20、30屆紀念大會的往例，號碼從3901到4000排序。雖然仍然有新冠肺炎的影響，但這次紀念大會，時隔3年再次有海外選手出場，其中包括過去闖到第三舞台的美國代表潔西格拉芙；而令人驚喜的是，時隔21年，過去從未在第一舞台失手，並曾闖入過最終舞台在大雨中留下傳說的Ken小杉回歸出場。史上首位完全制霸者秋山和彥也時隔10年參賽，以及過去闖入過最終舞台的橋本亙司亦時隔9年回歸。而這次大會令人遺憾的是之前一直連續出場的樽美酒研二因身體不適缺席，取而代之的是同為金爆樂隊的鬼龍院翔首次出場。長野誠也在本次大會回歸，帶著自己的兒子長野塊王一起參加。同時也是自第22回大會以來第二次四位完全制霸者齊聚。
另外本次大會開始前，時隔9年再次展開預選賽，總共有500位選手參與，經過五輪的角逐，最終出場的只有八重樫俊平和西村渉2人。
本次大會第一至第三舞台除時間限制變更外並沒有任何變動，加上錄影時天氣非常好，因此過關總比例人數比前幾次大會大幅上升，回歸出賽的Ken小杉與全明星中全勤獎山本進悟，兩人以48歲高齡成功闖過第一舞台，並列刷新史上最年長通過第一舞台的紀錄！另外大嶋あやの達成了睽違24年日本人女性通過第一舞台的壯舉，而女性參加者中含國外選手總計三人闖入第二舞台亦寫下新紀錄。
因此本次大會第一舞台過關人數有24人，第二舞台過關人數有12人，而第三舞台過關人數則有3人，時隔多次大會再次出現3人闖進最終舞台，本時期新改版的最終舞台也正式揭貌，不過本次紀念大會以3人飲恨最終舞台下結束。
- 總合第1名  （4000）森本裕介，F-24 攀繩〔已看到按鈕〕。
- 總合第2名  （3950）山本良幸，F-24 攀繩〔抓住繩索時時間到〕。
- 總合第3名  （3973）多田龍也，F-23 15段鯉魚躍龍門〔第6→7段時間到〕。
- 總合第4名  （3975）山本桂太朗，3-21 地獄滑桿〔著地失敗〕。
- 總合第5名  （3999）漆原裕治 ，3-20 垂直極限〔第2→3段〕。
- 總合第6名  （3965）梶原颯、（3974）荒木直之 ，3-19 異次元巔峰戰士〔第2→3段〕。
- 總合第8名  （3972）佐藤惇 ，3-19 異次元巔峰戰士〔第1→2段〕。
- 總合第9名  （3993）川口朋廣 ，3-18 搖擺飛移〔第2→3段〕。
- 總合第10名 （3924）伊佐嘉矩 ，3-18 搖擺飛移〔第1→2段〕。
- 總合第11名 （3976）武藤智廣、（3977）鈴木祐輔，3-17 響尾蛇飛彈〔第1→2段〕。
- 總合第13名 （3984）ステファニー‧エデルマン、（3990）オリバー‧エデルマン，2-15 芝麻開門〔第二道門時間到〕。
- 總合第15名 （3985）潔西‧葛拉芙，2-14 逆向輸送帶〔通過後時間到〕。
- 總合第16名 （3995）山本進悟，2-14 逆向輸送帶〔進入後時間到〕。
- 總合第17名 （3910）才川浩二，2-14 逆向輸送帶〔落水出界〕。
- 總合第18名 （3971）塚田僚一、（3991）Ken小杉，2-13 逆流水道〔上岸時時間到〕。
- 總合第20名 （3955）日置將士，2-13 逆流水道。
- 總合第21名 （3943）長崎峻侑、（3982）大嶋あやの，2-12 蜘蛛迫降。
- 總合第23名 （3949）髙須賀隼，2-11 蜘蛛步道。
- 總合第24名 （3987）藤田慶和，2-8 滾圓柱。

第41回大會 SASUKE 2023（2023年12月27日播出）
第41回大會，本次大會迎來新時期的難度增強改版，第一舞台和第三舞台皆有變動，但難度變化上以第三舞台著重。本次大會出現不少新選手，首度參賽即闖到第三舞台，甚至有部分大會紀錄於本次大會刷新。
第一舞台新增關卡「雙子鑽石」，登場於魚刺橋和馴龍高手中間，同時聳立高牆減為一道，時間限制變為男性110秒、女性135秒，第一舞台少見出現實力選手失誤而在馴龍高手落水者，過關者有21人。其中14歲的長野塊王突破第一舞台，成為史上最年輕的第一舞台通關者；15歲的中島結太也突破第一舞台，成為第二年輕的突破者。而兩人雙雙刷新本間晃汰在17回大會以16歲突破第一舞台的最年輕通關者紀錄。
第二舞台依然沒有任何變動，僅有部分新選手失誤以外，寫下了極高的過關率，共15人過關並闖進第三舞台。
第三舞台針對垂直極限改版，變更為垂直極限.BURST，令參賽選手即使闖過異次元巔峰戰士也難以通關之關卡，本次大會除了森本世代的荒木直之以外，其餘的參賽選手都抵達異次元巔峰戰士，在此關卡落水者異常高，共10人，而垂直極限.BURST更是因為劇烈旋轉導致參賽者失衡落水，甚至二度完全制霸者森本裕介在此落水，無人闖進最終舞台下結束本次大會。
- 總合第1名  （100）森本裕介、（80）山本桂太朗、（59）宮岡良丞，3-21 垂直極限Burst〔第4段〕。
- 總合第4名  （98）多田龍也，3-21 垂直極限Burst〔第1段〕。
- 總合第5名  （99）山本良幸、（97）漆原裕治、（93）Rene Casselly、（92）Daniel Gil、（76）佐藤惇、（44）梶原颯、（16）山下裕太，3-20 異次元巔峰戰士〔第2→3段〕。
- 總合第12名  （77）武藤智廣、（51）日置將士、（45）山葵，3-20 異次元巔峰戰士〔第1→2段〕。
- 總合第15名  （79）荒木直之 ，3-18 響尾蛇飛彈〔第2→3段〕。
- 總合第16名  （52）內宮修造，2-16 芝麻開門〔時間到〕。
- 總合第17名  （42）中島結太 ，2-14 逆流水道〔時間到〕。
- 總合第18名  （90）又地諒 ，2-10 鯉魚躍龍門上行。
- 總合第19名 （60）後藤祐輔 、（41）長野塊王，2-9 滾圓柱。
- 總合第21名 （61）長崎峻侑，2nd STAGE棄權〔腳受傷〕。

第42回大會 SASUKE 2024（2024年12月25日播出）
由於新冠肺炎疫情降低，官方於本年度舉辦了數項中小型賽事(包含預選會、極限體能王2024世界賽、女性偶像選手權賽、極限甲子園)並從中挑選選手參賽，並且本次大會全明星成員有四位參賽，分別是山本進悟、山田勝己、白鳥文平、長野誠，但全員皆在第一舞台淘汰。本次大會於聖誕節播放，為在前兩次大晦日播放後久違再次於節日播出。
第一舞台第三道關卡改為新關卡「旋轉螺絲起子」，但並沒有影響到實力選手，除了部份實力選手於馴龍高手失誤脫落外，總計28人過關。
第二舞台並沒有任何改動，但時間限制減少5秒變為95秒，因此有部分選手時間用盡出局，另外滾圓柱因中途下雨而導致不少實力選手在此落水出局，總計16人過關。
第三舞台僅對搖擺飛移關卡有小幅改動，第二段變為Y字型而只有單一握點，有部分選手於此脫落。Iliann Cherif成為首位通過異次元巔峰戰士的外國選手，宮岡良丞成為垂直極限.Burst的第1位過關者並闖入最終舞台；繼森本裕介、山本良幸之後，宮岡良丞成為第3位闖過鯉魚躍龍門15段的選手。
- 總合第1名  （78）宮岡良丞，F-25 攀繩〔離終點9公尺〕。
- 總合第2名  （100）森本裕介，3-21 垂直極限Burst〔第4段〕。
- 總合第3名  （77）多田龍也，3-21 垂直極限Burst〔第3段〕。
- 總合第4名  （90）Iliann Cherif，3-21 垂直極限Burst〔第1段〕。
- 總合第5名  （99）漆原裕治、（91）Daniel Gil、（76）荒木直之、（46）中島結太 ，3-20 異次元顛峰戰士〔第2→3段〕。
- 總合第9名  （60）武藤智廣，3-20 異次元顛峰戰士〔第1→2段〕。
- 總合第10名  （96）川口朋廣 ，（79）山本桂太朗，3-19 搖擺飛移〔第2→3段〕。
- 總合第12名  （97）山本良幸、（61）日置將士、（47）高須賀隼、（40）梶原颯 ，3-19 搖擺飛移〔第1→2段〕。
- 總合第16名 （69）內宮修造 ，3-18 響尾蛇飛彈〔第1→2段〕。
- 總合第17名 （54）鈴木祐輔，2-16 芝麻開門〔時間到〕。
- 總合第18名 （71）菅野仁志、（52）菅田琳寧〔時間到〕、（33）井本恭仁，2-15 逆向輸送帶（利用界外區前進被判失格）。
- 總合第21名 （18）才川浩二，2-12 蜘蛛步道。
- 總合第22名 （15）梶田拓希，2-10 鯉魚躍龍門上行。
- 總合第23名 （85）Olivia Vivian、（75）佐藤惇、（72）長崎俊侑、（70）又地諒、（45）長野塊王、（31）上村匠，2-9 滾圓柱。

## 極限體能王勇敢的勇士們
並沒有明確的定義，過去有許多好表現的選手都記述在此。不過大部分都是有闖進最終舞台經驗的人。

### 極限體能王全明星
1. 山田勝己（出場33回 瓦斯搬運工→鐵工廠臨時工→鐵工廠社長→極限體能王先生）
第1回首次出場，在第二舞台的五連鎚落下。第2回他挑戰第二舞台時剛好下雨，所以在蜘蛛步道落下。第3回一度闖進最終舞台，在只差30公分就可以摸到按鈕的情況下出局。之後他被譽為「離全破最近的男人」。第12回時被譽為「極限體能王先生」，因為在蜘蛛步道沒脫手套犯規遭判失格。在第13回時的預賽也有出席，以10.58秒的成績拿到了第12名而未獲機會出席。第14回時重整心情再度挑戰，但是從此大會開始，成績就一直陷入低潮狀況。山田以鮮明的性格受到觀眾的喜愛。他擁有強健的體能，精神力卻過於薄弱，經常犯下一些不該犯的錯，譬如過於謹慎而用光時間，或者忘記脫下手套被判定失去資格。然而他賭上人生來挑戰極限體能王的執念，以及悲劇性的屢敗屢戰，都為他帶來極高的人氣，因而被譽為「極限體能王先生」。長野誠表示，他就是因為對山田的奮戰精神及他的毅力十分感動，所以才來參加這項比賽的。第24回前又再度的宣告要退隱，在聳立高牆出局。第26回大會復活。第28回大會在第一舞台二連聳立高牆第一道牆時間到，賽後宣告引退。第29回時雖然沒有參加比賽，但是曾測試過其中的第三舞台，在瘋狂巔峰戰士落水。第33回20週年紀念大會時隔5年出場，但在第一舞台第二關卡鈦戰機落水，第38回回歸，但在訓龍高手落水。第39回再次參賽，但卻在第一關卡步步驚心因為腳尖碰到水而失格。第40回紀念大會在魚刺橋落水。第41回大會在新關卡雙鑽石落水。第42回也在雙鑽石落水。
2. 山本進悟（出場42回 長谷川加油站店員→店長→地區經理→課長→汽車工廠員工→加油站地區經理→健身房老闆→SASUKE唯一的全勤獎）
自第13回起就是極限體能王唯一的全勤獎。第5回只有他一個人進入第三舞台，第3、7回闖進最終舞台。他最大的特徵就是春天都有非常好的表現，但是秋天總是會失常（到第12回大會為止）。進入第三舞台的次數11次，是所有全明星之中第二多。他有經常性肩脫臼、腰痛等毛病，但在渾身傷痛的狀況下持續挑戰極限體能王。在事業方面，剛開始參賽時他只是加油站的基層員工，逐漸陞遷成為站長、地區經理、課長。此外他在家裡製作了一些極限體能王的關卡，戲稱自己家為「極限體能王御殿」。2012年10月因個人因素離職，現在轉職為無職，後為汽車廠修護員，及加油站地區經理，2015年5月再度辭職，現為健身房老闆。第28回賽後曾宣告引退。第29回前收回引退宣言，從預賽開始參加且正式錄取，接著也順利通過第一舞台。第37回，第38回在訓龍高手落水。第39回在魚刺橋因重心不穩而落水。第40回紀念大會睽違10回大會終於再度闖進第二舞台，以48歲年齡與Ken小杉共同刷新最年長第一舞台通過紀錄，並成功闖過過去失敗兩次的逆流水道，於逆向輸送帶時間到。第41回則在滾輪山丘早早出局。第42回於馴龍高手出局。
3. 秋山和彥（出場21回 前捕毛蟹漁夫→逢和治療院院長→第4回大會完全制霸者）
現有四位完全制霸者之一，是「挑戰冠軍王」舉辦的Quick Muscle（三分鐘伏地挺身）的紀錄保持者。由於因為弱視只好放棄漁師及參加奧林匹克的夢。第4回時以殘餘6秒的時間達成首次完全制霸的壯舉。但之後連續5次在第一舞台出局。第11、12回復活，進入第三舞台。最後還是在地獄滑桿終點出局，自長野誠完全制霸後的第17回他向工作人員表示退隱的決定。但是他始終無法放棄極限體能王，向工作人員宣布退隱之後，仍舊在家默默的苦練，於是在第20回後復出，繼續挑戰極限體能王。但是他在復活之後，就再也沒有闖過第一舞台。第20回在乘風破浪抓住繩子後落水，第22回在乘風破浪意外滑倒出局，第24回和第25回都在聳立高牆時間到出局。第28回在鐘擺橋出局，賽後正式引退。第40回紀念大會相隔10年再度復出，於馴龍高手落水。
4. 竹田敏浩（出場31回 岐阜縣揖斐郡消防員【史上最強的消防員】→加壓健身教練）
第5回大會開始參賽。該次大會首次設置了跳躍懸吊及改版聳立之牆的難關，讓多數參賽者鎩羽而歸，而竹田敏浩率先突破第一舞台，一鳴驚人。他在29次的出賽中，有13次闖進第三舞台，全明星裡最多的一人，堪稱參賽者中表現最穩定者。然而闖入最終舞台的次數卻是零。他曾在第15回大會，獲得所有參賽者中的最佳成績。雖然在長野誠全破的時候，對山本和白鳥透露了引退的念頭，但終究還是參加了第18回大會。他從11回大會開始，連續七屆闖進第三舞台，也連續八屆通過第一舞台，直到第19回大會才在第一舞台就敗下陣來。第25回大會後轉入防災航空隊工作，暫時離開極限體能王，於第28回再度復出。2013年11月辭去消防員的工作，現為加壓健身教練。他曾獲選消防員招募海報的模特兒，也曾獲得消防廳長官的表揚，可以說是全日本消防員的代表人物。第37回疑似左肩拉傷還未康復而欠場，第38回回歸，但在魚刺橋最後用跳的犯規失格，賽後因身體健康因素問題而正式引退。
5. 長野誠（出場30回 漁夫「第28金比羅丸」→「第50金比羅丸」船長、第17回大會完全制霸者、史上最強的漁夫）
現有四位完全制霸者之二，因為仰慕山田勝己而參賽，在第7回大會首度出場，但連續2屆都在聳立高牆遭到淘汰。於是他在自己家裡製作了聳立高牆勤加練習，終於在第9回大會挑戰成功，並成為該屆大會表現最佳者。第11～13回大會闖入最終舞台，第12回大會更是在最終舞台以超過0.01秒的極些微差距按下按鈕未能過關。採訪記者在高台上詢問他是否要看看底下的風景，長野誠卻以並未過關為由加以拒絕。在第17回大會終於挑戰成功，成為極限體能王史上第二位全破者。記者再度邀請他俯瞰極限體能王的全部關卡，並詢問他看到了什麼。長野誠百感交集地觀看之後，流著淚說：「其實這上面什麼也沒有。參加極限體能王，是因為和全明星戰友們並肩作戰非常快樂，如此而已。」，此外他也是第一位全破後又闖進最終舞台者（第23回）。第32回賽前宣布退休，在第一舞台終點前時間到，賽後正式引退，第38回回歸，但在訓龍高手落水。第40回紀念大會首次與兒子長野塊王父子一同參賽，於二連聳立高牆第二道時間到。第41回因為鞋底噴太多止滑劑，意外在步步驚心落水。第42回在馴龍高手落水。
長野誠每次都能以令人驚訝的神速通過第一、二舞台，這都多虧了他在捕魚工作中訓練出來的好體能。極限體能王製作單位曾為他進行身體能力的測量，結果和奧運選手同等級。他和竹田敏浩一樣，從第11回大會開始連續8屆通過第一舞台，2人也同樣都在第19回中斷了這個紀錄。此外，他五度挑戰最終舞台，是極限體能王史上的最高紀錄。在持續挑戰極限體能王的同時，他也從一介漁夫而當上第28金比羅丸漁船的船長。
6. 白鳥文平（出場13回 千葉縣印旛村（現為印西市）役場勤務→印西市政府公務員）
跳躍懸吊首位以單腳跳過關的人。首次出場是第9回大會，唯一一位用單腳跳過了跳躍懸吊，但是在聳立高牆退場。第11回過了第一舞台，不過，為第二舞台的逆向傳送帶所苦，在芝麻開門退場。第12回大會闖進最終舞台。第13、16回都闖到了地獄滑桿，第13回雖然雙腳都碰到了平台卻失去平衡落水，第16回成為當時最年老的最佳成績者。在自己的家中設有極限體能王的障礙物，並參加多次的集訓。第15回大會雖然發生了中暑症狀，仍然進入第三舞台。第16回大會成為成績最優秀者。而最近這幾年，白鳥因為練習過度而導致身體不適的情況頻繁，第20回因腰痛、肩脫臼、膝蓋受傷缺席，第22回大會起又因腰痛、肩脫臼、膝蓋受傷，連續缺席了8屆大會，相隔6年，不死鳥白鳥終於在第30回紀念大會出場，可惜在第一舞台跳躍懸吊出局，賽後正式引退。第42回大會再度回歸，在魚刺橋落水。

### 全明星以外過去有過最終舞台經驗者
川島孝幸（出場9回 1995年雜技體操世界選手權總和第六名）
第1回闖進最終舞台，當時的他只有18歲（No.49）。之後第4回再度出場，在新設的巔峰戰士第2→3個間隔落下（No.43）。第18回時久違的再度出場，在「想試試自己真正的實力」的決議下報名，但是這次他也被接受了惡魔的洗禮，在Great Wall用完時間（No.72），第19回也有出場，但在節目內全部剪接，這一次在蜘蛛跳躍過關後，要挑戰乘風破浪之前時間到（No.61）。第20回時再次在乘風破浪出局（No.1952）。第21回時在蜘蛛跳躍出局（中途剪接，No.80）。第22回時在滑降飛抓出局（中途剪接，No.93）。第29回相隔4年再度出場，在第一舞台的旋轉刺蝟出局（畫面全剪，No.64）。之後就沒有參賽了。
楊崇（出場2回 中國武術教練）
第1回初出場時，很有自信的過了所有關卡，最後一路闖進最終舞台，被認為是很有實力的選手（No.72），第2回卻在第二舞台的五連鎚提前出局（No.76）。之後就沒有參賽了。
長谷川健（出場3回 日光江戶村·忍者）
第1～3回全勤。且每次都有闖進第三舞台。其中第1回是闖進最終舞台（No.96）。第2回在地獄滑桿途中落下（No.65）。第3回時也闖進地獄滑桿，但是就在第二段移動的瞬間落下（No.10）。之後就沒有參賽了。
大森晃→モンキッキー（出場10回 搞笑藝人）
第1～7回全勤。第1～3回Finalist，第1回（No.97）、第2回（No.99）、第3回（No.100），是極限體能王史上第二高闖入最終舞台的人（第一名是長野五回）。但是第4回開始都在第一舞台出局，第4回在滾圓木提前出局（No.99）。第5回在經過大改版後，在跳躍懸吊出局（No.99）。第6回時在滾圓木落下（No.81）。第7回時在前半段出場，結果在跳躍懸吊出局（No.34）。隔了八年半後，在第23回再度參加，藝名「モンキッキー（Monkey Kid）」，在蜘蛛跳躍出局（No.80）。第24回在一開始的十二段連環跳出局（No.87）。第37回睽違了將近10年再度回歸（No.4）。
田中光（出場2回 1996年亞特蘭大奧林匹克雙槓選手）
第2回首次出場，挺進到最終舞台，在差約2公尺處落下，未能完全制霸（No.97）。第3回企圖雪恥，但是成為第一舞台新設的滾圓木的餌食（No.84）。之後就沒有參賽了。
松本稔（出場1回 建築工人）
第3回首次出場就在第二舞台以最快速度過關，主持人也看好他的實力。果然他就一路闖進最終舞台，以最優秀成績者留名（No.49）。但是從此以後就在也沒出場了。
山本達也（出場2回 木工）
是卡車司機山本義人的哥哥。第2回首次出場，在第三舞台第17關地獄滑桿出局（No.42）。第3回雪恥成功，挺進到最終舞台，但是未能完全稱霸（No.54）。
約旦‧尤布契夫（出場7回 雅典奧運吊環銀牌、地板銅牌獎；連續參加五屆奧運）
第8回首次出場在聳立高牆失敗兩次，來到攀繩時只剩6秒多，沒想到他開始以驚異的速度開始攀爬，留下了0秒00過關。實況者也說「這是奇蹟！奇蹟的過關了！」，非常驚訝的樣子。之後第二舞台也過關，第三舞台在地獄滑桿跳出去時，以雙腳夾住終點而闖到最終舞台（第一位闖到最終舞台的外國人）。但是他在蜘蛛攀爬因為太慢，腳張開180度後瞬間落下。（因為下雨，蜘蛛攀爬的牆壁變的很滑，而且他在開始後一秒才有動作，可能是這樣才讓他失敗，No.59）。兩年後的第12回大會也有出場，在第8回說最難過的關卡巔峰戰士落下（No.99）。第14回也在巔峰戰士落下（No.91）。第15回被猛暑奪取體力，在聳立高牆時間到（No.97）。第16回也在巔峰戰士落下（No.95）。第20回隔了許久的出場，可惜在聳立高牆時間到（No.1993）。第23回天羅地網上終點時時間到（No.79）。到在他的表現與竹田相似，在巔峰戰士的落下機率很高。（過去有三大會落下）；攀繩很得意等等，意外的與竹田的共通點很多。第二次出場後就固定在90號後面。
Ken小杉（出場7回 演員）
第1回首次出場闖進第三舞台，在希臘圓柱脫落（No.89）。第4回在第三舞台新設的巔峰戰士脫落（No.97）。第6回時在跳躍懸吊時差點抓到最上段，本次大會第一舞台以殘存14秒為最快紀錄，在第三舞台人體支架脫落（No.98）。第7回時在跳躍懸吊時抓到最上段成功，本次大會第一舞台以殘存16秒6過關，可惜在第二舞台更新的蜘蛛步道陷入苦戰，滑落時左手撞到平台導致受傷落水（No.98），弟弟Shane小杉則是闖進第三舞台。
在颱風接近的第8回，看到弟弟Shane在第一舞台失敗的流淚，說「要連Shane的份一起努力」，在第一舞台慎重的以10秒5過關。在第三舞台，曾經失敗過的人體支架與巔峰戰士都過關了，在地獄滑桿跳出去時，跟約旦由布契夫同樣，以雙腳夾住終點而闖到最終舞台。不過，在最終舞台時下大雨，雖然通過了蜘蛛攀爬，但在攀繩時時間用盡，在雨中流下英雄淚（No.91）。之後曾長年沒有來參加極限體能王，直到睽違21年後，第40回紀念大會再度復出，並維持第一舞台不敗傳說，成功以48歲年紀與山本進悟於本回共同創下最年長第一舞台通過者記錄，於第二舞台逆流水道時間到（No.3991）。第41回因傷缺席。第42回在馴龍高手落水(No.92)，第一舞台不敗傳說因此終止。
朝岡弘行（出場10回 小學老師→繪本作家志願）
原小學教師，有極限體能王老師的別名。首次出場是第3回，在第二舞台的五連鎚退場（No.34）。第4回時率先闖過第三舞台的巔峰戰士，卻在地獄滑桿脫落（No.3）。第5～~7回都在新設的跳躍懸吊出局。第8回第9回好像沒出場（好像購買彈簧床在練習）。第10回終於通過跳躍懸吊，闖到第三舞台的人體支架（No.954）。第11回則是在第二舞台的連鎖反應手滑脫落（No.58）。為了第12回大會離職半年專心練習極限體能王，終於在此大會他闖進最終舞台（No.72）。相隔一大會的第14回在巔峰戰士脫落（No.80）；第15回在攀繩的最上端時間到（畫面全剪，No.91）。附帶一提，他每次過關時，全部都在10秒以下。
長崎峻侑（出場20回 世界冠軍團體日本代表獲得了銀牌的彈簧床運動員、國士館大學體育系→彈簧床表演者）
北京奧運彈簧床項目指定強化選手。初出場在第14回，當時他是高二生，成為本大會率先通過第一舞台者，在芝麻開門時間到（No.67）。第15回也是第一位過第一舞台者，在巔峰戰士第1格脫落（No.65）。第16回在巔峰戰士第2格脫落（No.89）。2006年春天上大學，第17回以殘存17秒67最快通過第一舞台，在通過巔峰戰士後剩餘的關卡也通過，與長野誠闖進最終舞台（No.87）。第18回與弟弟剛政一起出場，兄弟倆都闖過第一舞台，在第三舞台的新巔峰戰士第2→3個空格脫落（No.97）。第19回也是兄弟一起出場，在飛越大峽谷脫落，首次在第一舞台失敗（No.97）。第29回相隔10回再度參加，在第二舞台開牆步道第一道牆後時間到（No.93）。第30回在瘋狂巔峰戰士落水（中途剪接，No.2986）。第31回在三重拓克號太多體力，在聳立高牆陷入苦戰，最後在直壁攀牆耗盡時間（畫面全剪，No.88）。第32回在鋼管飛移落水（No.87）。第33回也在鋼管飛移落水（2→3段，No.98）。第34回卻在蜘蛛步道意外落水（中途剪接，No.95）。第35回因前一選手於蜘蛛迫降落水而過度謹慎，意外於相同地方落水（No.92）。第36回大會則在第一舞台馴龍高手著地失敗落水（中途剪接，No.94）。第37回於魚刺橋落水（No.80）。第38回於馴龍高手第一段，因錯失放手時機而時間到落水（No.70）。第39回仍在馴龍高手出局（No.75）。曾在白鳥文平家做過幾次練習，自己家有巔峰戰士的組套，兄弟一起練習著。第40回突破馴龍高手，也終於再度闖過第一舞台，但在第二舞台蜘蛛迫降落水（No.3943)。第41回剩不到一秒時間過第一關，第二關上場前因傷棄權(No.61)。第42回留約10秒時間通過第一舞台，在第二舞台一開始的滾圓木落水（No.72)。
漆原裕治（出場22回 鞋店業務、史上第三位完全制霸者→極限體能王兩次完全制霸）
現有的四位完全制霸者之三，極限體能王挑戰最終舞台第二多次的選手（與大森晃相同紀錄）。因為對極限體能王全明星有著憧憬與崇拜，所以參加過無數次的預選賽。從第11回開賽前「體育王國」舉辦的Monkey Bars、第13回前「黃金筋肉」舉辦的「SASUKE TRIAL」（在跳躍懸吊落下）、東京台場筋肉公園的預選賽，到第20回前的預選賽中，沒有一次過關。2008年時在山田勝己故鄉舉辦的「SASUKE祭2008」中終於完全制霸，因此獲得了第21回的參賽權，但卻在第一舞台的飛越大峽谷脫落（畫面全剪，No.72，在日本節目『サスケマニア』公開）。第22回時也通過了預選賽，在第一舞台中以7.51秒之最快紀錄過關，也比全明星搶先一步闖過改版的第三舞台，成為極限體能王第二度大幅度改版首位闖入最終舞台者，最後在攀繩終點前時間到，雖然沒有達成第三人的完全制霸，但還是到了最終舞台的頂點上（No.77）。第23回卻在第二舞台新設的搖擺危橋著陸時一時大意落水（No.99）。第24回時，在第一舞台中以24.35秒之最快紀錄過關，成為了最終舞台5人中的其中一人 , 達成了史上第三人的完全制霸（No.93）。第25回時，首次背上100號的重擔，在秋山和彥、長野誠接連失敗的壓力之下，通過了第一舞台。但他卻在第二舞台的雙鯉躍龍門的第一排往第二排進行跳躍時，橫桿撞擊掛勾，導致整根桿子垂直吊在半空，因此腳沾到水出局，也因此，三位完全制霸者全軍覆沒。第26回在第一舞台的蜘蛛跳躍差點出局，後來因為壓力過大，於乘風破浪迴盪兩次，著陸時不穩而落水（No.100）。第27回達成了史上第四次的完全制霸，也成為史上第一位達成2次完全制霸的選手（No.99），留下6.71秒為史上最快。第28回於第三舞台的瘋狂巔峰戰士落水，首次於第三舞台出局（No.88）。第29回於第二舞台的逆流水道出局（No.99）。第30回於第二舞台的芝麻開門出局（No.2993）。第31回在聳立高牆時間到（因為前一道關卡消耗太多體力，導致爬不上聳立高牆，No.99）。第32回在雙重擺盪落水（No.89）。第33回在滾輪山丘落水（No.89）。第34回赛前表示第一舞台不通过的话就要当即引退，所幸还是通过第一舞台，在第二舞台逆向輸送帶爬完後時間到（No.99）。第35回再度因三重拓克耗費腳力，於聳立高牆時間到（No.95）。第36回大會相隔6年再度闖進第三舞台，於從未挑戰過的垂直極限第三段落水（No.95）。第37回成功闖過垂直極限但是在地獄滑桿意外落水，造成了目前所有完全稱霸者都曾在地獄滑桿落水。（No.96）。第38回大會受到滾圓柱帶來的暈眩所影響，於第二舞台的終點按鈕前時間到（No.99）。第39回因為下雨，在聳立高牆時間到（No.99）。第40回以44歲年齡與鈴木祐輔共同刷新第二舞台最年長通過者記錄，並闖到垂直極限第二段至三段落水（No.3999）。第41回又以45歲高齡刷新第二舞台最年長過關者記錄，但這次在巔峰戰士次元第二到三段落水(No.97)。第42回又以46歲高齢刷新第二舞台最年長過關者記錄，與上回同樣的在巔峰戰士次元第2-3段落水（No.99)。
菅野仁志（出場19回 國士館大學體操部出身→飛特族→銀飾品設計師）
第20回首次出場，在第一舞台的蜘蛛跳躍出局（畫面全剪，No.1976）。第22回時，以預選賽代表的身分出場，在第一舞台率先過關，在第三舞台成為史上第3位闖過新巔峰戰士的選手，但在後半段的蜘蛛換面因抓到關卡外的鋼架而犯規出局（No.49）。第23回時，則與長野誠共同闖進了最終舞台，最後在攀繩時因力氣已耗盡而時間到出局（No.96）。第24回時，與山本進悟一樣在乘風破浪多來回盪了2次，之後又在聳立高牆拖太多時間，最後在泰山之繩前時間到（No.99）。第25回闖進第二舞台，又與山本進悟一樣，意外的在平衡水槽出局（No.89）。第26回與山本進悟及高橋賢次犯同樣錯誤，在第一舞台新關卡人肉轉盤因旋轉過快被甩入水中（中途剪接，No.93）。第27回在滑行迫降因手摔傷而棄權（No.1）。第28～30回都在瘋狂巔峰戰士落水（No.89）（No.97）（No.2996），第31回終於闖過瘋狂巔峰戰士在垂直極限落水（No.96）。第32回在聳立高牆爬上後右肩脫臼時間到（No.96）。第33回在滾輪山丘著陸失敗（No.92）。第34回缺席。第35回在新關卡馴龍高手著地失敗落水（No.72）。第36回缺席。第37回在馴龍高手時間到，未從第一段擺盪至第二段而停留在第一段至時間（No.85）。第38回在馴龍高手第一段，因無法承受衝擊力而翻滾一圈落水（No.72）。第39回仍在馴龍高手飲恨（No.76）。第40回終於通過宿敵馴龍高手，但可惜並未通過第一舞台失敗於第二道聳立的高牆（No.3944）。第41回缺席。第42回擺脫馴龍高手陰影，睽違九年的時間終於又通過第一舞台，在第二舞台逆向輸送帶用完時間（No.71)。
橋本亘司（出場10回 健身房教練→體育協會體操指導員）
第21回成功獲選為預選賽代表（第7名），為首次出場，但在聳立高牆時間到（No.42）。第22回再度獲選為預選賽代表，在滑降飛抓時抓住網子後，因腳碰到水出局（中途剪接，No.76）。第23回連續三度獲選為預選賽代表（第4名），並成功闖過第一舞台，在鯉魚躍龍門的第一段出局（No.47）。第24回終於闖過第二舞台，更以驚人的表現闖入最終舞台（No.85）。第25回跟李恩至一樣，在改版的終極巔峰戰士出局﹝第2→3段﹞，成為本次大會最優秀成績者（No.60）。第26回意外在第二舞台的旋轉鐵鍊落水（No.98）。第27回成為史上第一位闖過終極巔峰戰士的選手，但在新關卡鎖鍊鞦韆出局（No.20）。第28回於第一舞台的鐘擺橋出局（No.40）。第29回第二舞台的逆流水道出局（No.41）。橋本是唯一一位連續三次成為預選賽代表。第40回大會睽違9年再次參賽，於魚刺橋遭淘汰。橋本在第40屆大會開賽前3個月說了為什麼第29屆大會之後為什麼沒參賽的原因，是因為第29屆大會結束後被診斷為椎間盤突出而沒參賽的原因。
高橋賢次（出場21回 佐川急便駕駛→運送業）
因為他工作的公司就在「コングエクスプレス（金剛宅急便）」，所以大家都叫他「コング高橋（金剛高橋）」。第5，6回其實有出場，但在第一舞台失敗了，畫面全剪。第7回才成功闖過第一舞台，第二舞台以留下18.5秒最快紀錄過關，挑戰第三舞台即闖到巔峰戰士，最後一個上升的間隔也通過，但是著地失敗（No.46）。不過，此大會被誤名為高橋「賢治」，之後就更正成「賢次」。第16回是隔了四年半的出場，第二舞台又以11.4秒的最快紀錄過關，再次闖到第三舞台的巔峰戰士（這一次是有往下間隔的版本）。但是與前回同様上升的間隔過關，之後就落下，無法雪恥（No.66）。在第18回經過大更新的第一舞台再次過關、第二舞台又以26.9秒之最快紀錄過關，再次到達巔峰戰士（這一次的版本是往下間隔有一公尺的新巔峰戰士），他採用跳格戰略但是無法成功，在第三舞台是最後的挑戰者（No.98）。第19回在蜘蛛跳躍落水（No.84），之後表現就開始失常。第20回通過聳立高牆後還殘餘很多時間，但在隨後的飛越大峽谷落下（No.1988）。第21回也是在蜘蛛跳躍落水（中途剪接，No.85）。第22回在天羅地網時間到（畫面全剪，No.80）。第23回再度闖進第三舞台，並成功克服新巔峰戰士，可惜在最後的滑行吊環時因擺盪不足而著陸失敗落水（No.84）。第24回終於成功雪恥，以雙腳完全站上平台的過關方式，把滑行吊環的陰影一掃而空，進入最終舞台，在最終舞台雖然與漆原一樣花了15秒左右爬完天梯，可惜最後救生索與繩子纏在一起無法繼續往上爬而出局（No.94）。第25回時第6度闖進第三舞台，在改版後的終極巔峰戰士落水（第1→2段，No.40）。第26回與山本進悟及菅野仁志犯同樣錯誤，在第一舞台新關卡人肉轉盤因重量掉入水中（中途剪接，No.96）。第27回意外在第一舞台新關卡鐘擺橋出局（中途剪接，No.15）。第28回缺席，但在第二舞台擔任測試員。第29回於第三舞台的瘋狂巔峰戰士出局（第2段，No.87）。第30回首次在第二舞台出局，在鯉魚換面失格出局（No.2995）。第31回在第一舞台的聳立高牆爬了3次才成功，以0.1秒驚險過關，闖到第三舞台的瘋狂巔峰戰士落水（第2→3段，No.89）。第32回在鈦戰機落水（No.92）。第33回也在鈦戰機落水（中途剪接，No.87）。第34回在逆向輸送帶時間到（No.83）。第35回賽前宣布將引退，並在新關卡馴龍高手落水遺憾中引退（No.93）。
除了在極限體能王中是優秀的參賽者之外，其實他也是新關卡的測試員。此外，他是唯一一位在所有的巔峰戰士的挑戰經驗中，第一次挑戰新版本皆失敗落水的人（除了第4回大會的初始版本以外）。而且，他在第二舞台7次過關中有6次是最快紀錄，是無人能比的。
奧山義行（出場10回 1991年世界田徑錦標賽200m日本代表→運動教練）
他曾說：「極限體能王就是我的奧運。」為了參加極限體能王而換了工作，現在是健身房的教練。第19回初出場，在聳立高牆時間到（畫面全剪，No.39，第25回賽前速報播出出場及失敗的畫面）。第20回再度出場，一轉眼就闖過了第一舞台，留下7秒多的成績，第二舞台首位上場，以當時最快的速度過了鯉魚躍龍門，卻在後面的鋼管滑降落水（No.1924）。第21回卻在聳立高牆時間到（畫面全剪，No.95）。第22回出場，在第二舞台留下24秒83，是第二舞台的最快紀錄，在第三舞台的新巔峰戰士2→3段，雖然兩手都抓到了第3段，還是落水（No.84）。第23回時，闖過上回失敗的新巔峰戰士，在蜘蛛換面出局（No.92），第24回時，闖過上次失敗的蜘蛛換面，終於闖入了最終舞台，可惜未能達成完全制霸（No.95）。第25回在改版後的終極巔峰戰士脫落（第1段，No.50）。第26回變成日本人最後的希望，第二舞台以0.3秒低空飛過，在終極巔峰戰士第四段脫落（No.97），成為第一位40出頭闖進第三舞台的挑戰者。第27回以41歲高齡闖進第三舞台，但意外在鋼管飛越落水（第1→2段，No.96）。第28回參加預選賽，但意外落選而缺席。第29回通過預選賽，於第二舞台的逆流而上出局（中途剪接，No.89）。從第29回大會之後就沒有在參賽了。
奧山從第22回開始，連續6次大會闖入第三舞台，是繼竹田敏浩的7次後的第二高紀錄。每次出場都帶著妻子與小孩，為了極限體能王還換過工作的人，極限體能王可說是改變了他的一生。
又地諒（出場19回 塗装工→無職→配管工）
第21回預選賽突破初出場。飛越大峽谷移動位置時失敗落水（No.46）。第22回、第23回預選賽落選而未出賽。第25回鐵環滑降跳躍失敗落水（No.6）。第26回在人肉轉盤落下（畫面全剪，No.63）。第27回首次突破第一舞台，並且初次闖進就連續突破第二、第三舞台，成為改版後第四時期首位闖進最終舞台者，結果在攀繩剩下約2公尺時間到（No.62）。第28回大會前辭職塗裝工出場。在第二舞台由於首次新增的水中關卡逆流水道耗時過久最終在開牆步道第1道門過後時間到（No.87）。第29回大會前改行做配管工，在不擅長的水中關卡逆流而上時間到（No.98）。第30回大會前因為氣胸開刀而住院，痊癒後不斷的努力復健，並且加強游泳訓練，終於第二度闖入最終舞台，於攀繩最後約2公尺時間到（No.2994），首次成為最優秀成績者。第31回第一次背負100號身分出場。不過，與長野誠和漆原裕治一樣於新關卡三重拓克耗掉過多腳力，意外於聳立高牆時間到。第32回也因三重拓克耗費太多時間最後在泰山之繩時間到（No.90）。第33回在新關卡魚刺橋落水（中途剪接，No.88）。第34回在雙重擺盪落水（中途剪接，No.94）。第35回再度因三重拓克耗費腳力，於聳立高牆時間到（No.73）。第36回相隔6回大會終於再度突破第一舞台，於從未失敗的第三舞台垂直極限第三段落水（No.92）。第37回在魚刺橋·改過於急躁而落水（No.91）。第38回沉穩的通過第一舞台，卻在第二舞台不敵滾圓柱帶來的暈眩，於拿手的鯉魚躍龍門上坡耗盡力氣落水（No.71）。第39回再次闖入第三舞台，在新關卡搖擺飛移出局（No.89）。第40回紀念大會做為Ken小杉練習教練兼夥伴約定一起闖進第二舞台，卻意外於滾輪山丘上坡過急而落水（No.3994）。第41回與第38回一樣，因為滾圓木造成暈眩，在鯉魚躍龍門上坡平衡不穩造成桿子脫落而落水(No.90)。第42回在滾圓木落水。
- 於自家四疊半（日本面積單位，6.97平方公尺）的狹小房間模擬出SASUKE的各關卡，因此在第27回時被實況稱為「四疊半英雄」。

川口朋廣（出場18回 運送業→混凝土攪拌車司機→登山鞋製作總監→PER-ADRA CLIMING GYM YOKOHAMA→無職→混凝土攪拌車司機、運動用品店「ALTIOR」店長）
第21回以預選會第2名的身分出賽，在乘風破浪因沒踩好浮島而摔出場外（No.47）。第22回預選會第一名的身分再次出賽，在滑降飛抓落水（中途剪接，No.78）。第24回首次闖進第二舞台，在搖擺危橋終點因重心不穩而落水（No.47）。第25回在鐵環滑降落水（畫面全剪，No.67）。第27回在鐘擺橋落水（畫面全剪，No.25）。第30回闖進最終舞台，在攀繩剩約3公尺處時間到（No.2967）。第31回在瘋狂巔峰戰士落水（第2→3段，No.97）。第32回唯一闖過第一舞台的新星，在第三舞台受到下雨的影響，在鋼管飛越落水（No.97）。第33回在雙重擺盪落水（No.99）。第34回在無敵瘋狂巔峰戰士落水（第2→3段，No.98）。第35回闖過無敵瘋狂巔峰戰士，於垂直極限第一段與第二段換手時落水（No.99）。第36回意外於無敵瘋狂巔峰戰士第一至二段飛越時落水（No.99）。第37回由於天氣因素，同樣與森本意外在聳立高牆時間到（No.99）。第38回再次意外在聳立高牆時間到（No.96）。第39回因為下雨，在二連聳立高牆時間到（No.98）。第40回相隔四年終於如願闖過二連聳立高牆，於第三舞台搖擺飛移落水（No.3993）。第41回意外在馴龍高手沒抓好桿子而落水(No.91)。第42回在第三舞台搖擺飛移落水（No.96)。
森本裕介（出場18回 學生→IDEC軟體工程師、第2位2度完全制霸者）
現有的四位完全制霸者之四，第18回首次出場，當時只有15歲，在蜘蛛跳躍落水（No.91），第19回在乘風破浪落水（No.71），第21回在蜘蛛跳躍落水（畫面全剪，No.52），第22回在聳立高牆用完時間（畫面全剪，No.27），第27回首次突破第一舞台，在旋轉鐵鍊落水（中途剪接，No.84），第29回成為第一個突破瘋狂巔峰戰士的人，在地獄滑桿落水（No.79）。受到上回的好表現，第30回以3000號榮耀登場，在第二舞台賽前最擔心的芝麻開門時間到。第31回終於如願闖入最終舞台，也是該回唯一突破第三舞台者（No.91），並成為史上第四位完全制霸者，而且是史上最年輕的完全制霸者。第32回因職訓中而缺席。第33回在第三舞台鋼管飛移落水（No.100）。第34回闖過無敵瘋狂巔峰戰士（史上第二人），在垂直極限第一段落水（No.100）。第35回再度闖過無敵瘋狂巔峰戰士（也是目前唯一從未在巔峰戰士系列關卡脫落者），並成為唯一闖入最終舞台者，最終於攀繩時間到（No.100）。第36回繼上回大會連續闖入最終舞台，最終還是於攀繩差1秒左右時間到（No.100）。第37回由於天氣因素，意外與川口同樣在聳立高牆時間到（No.100）。第38回第四度闖入最終舞台，成為史上第二位二度完全制霸者（No.100）。第39回因為下雨，在二連聳立高牆時間到（No.100）。第40回再度拿下紀念大會最終番號4000號登場（史上唯一），並闖進改版後最終舞台，最終再度於攀繩差1秒左右時間到（No.4000）。第41回在第三舞台新關卡垂直極限爆裂第四段落水，與山本桂太朗，宮岡並列總和成績最優秀者。這是他自從第34回以來再度於第三關出局，也是他首次與多位選手並列總和成績最優秀者。第42回也在垂直極限爆裂第4段落水（No.100)。從第33回開始就一直是100號，也是史上第一位以100號完全制霸的選手。
多田龍也（出場11回 學生→山形縣廳職員、物理治療師）
第17回首次出場，當時僅有14歲，成功闖過聳立高牆後時間到（畫面全剪，No.39，第36回賽前速報播出出場的畫面），第19回於蜘蛛跳躍落水（畫面全剪，No.未知，第36回賽前速報播出出場的畫面），第34回大會相隔10年再度出場，但是在魚刺橋落水（畫面全剪，No.56，播出前節目公開畫面），第35回於馴龍高手出局。之後於節目錄製現場向女友求婚（中途剪接及第36回賽前速報播出的畫面，No.68）。第36回大會終於如願首度闖過第一舞台，並一路闖到第三舞台，於垂直極限第三段體力到達極限而落水（No.73），第37回輕鬆闖過第一、二舞台，並成功突破上次落水的垂直極限，首度闖進最終舞台，最終於鯉魚躍龍門15層中的第9層時間到（No.49）。第38回亦輕鬆闖過第一、第二舞台，卻於第三舞台的巔峰戰士次元失手落水（No.95）。第39回大會成功闖過上次落水的巔峰戰士次元，但是因前面新關卡消耗體力的影響，於垂直極限第3段體力耗盡落水（No.91）。於36回大會起，實況介紹時被稱為「山形之星」。第40回大會終於二度闖進最終舞台，並再度於鯉魚躍龍門15層時間到（No.3973）。第41回在新關卡垂直極限爆裂第一段落水（No.98)。第42回在垂直極限第3段最後力氣用盡落水（No.77)。
雷涅 加斯里（出場2回 大象特技表演者）
第37回首次出場，在最終關卡鯉魚躍龍門跳躍時桿子脫落(no.88)。第41回在巔峰戰士次元第二到三段出局(no.93)。
山本良幸（出場6回 山田軍團“黑虎”成員、特殊教育體育老師）
第37回大會首次出場一鳴驚人，一路闖到第三舞台，最後在巔峰戰士次元落水（No.47）；第38回大會同樣闖入第三舞台，這次成功跳過了兩段巔峰戰士次元，但是在第三段移動的過程中落水。（No.49）是黑虎成員中表現最好的選手。 第39回第一、二舞臺皆創下該回最速過關紀錄，連續三回大會闖進第三舞臺，於新關卡搖擺飛移落水（No.50）。 第40回紀念大會終於如願闖進最終舞台，成為黑虎成員自團長山田勝己第3回大會後，終於達成回到最終舞台的宿願，於最終攀繩時間到（No.3950）。 第41回首次被排在90號後，在巔峰戰士次元第二到三段出局（No.99）。第42回於改版的搖擺飛移落水（No.97)。此外，他也是黑虎成員中唯一一位沒有在第一舞台出局過的成員。且自從首次參以來從未在第三舞台前出局，已經連續6回大會闖進第三舞台（第37-42回）。
宮岡良丞（出場2回，愛媛縣銀行行員)
第41回首次登場，一舉闖到了垂直極限爆裂第四段落水，並與森本和山本桂太朗並列總和成績最優秀者（No.59)。第42回成為首位也是唯一一位突破垂直極限爆裂的人，並闖進最終舞台，最後於鯉魚躍龍門15層連接攀繩時時間到，本回與上回皆是總和成績最優秀（No.78)。之前曾經擔任示範員。

### 實力堅強的選手（有過第三舞台經驗者）
三浦英一（出場9回 建築工人）
第1～9回全勤獎，第1回出場時在一開始的瀑布爬坡過關後，現場傳來一片掌聲，最後在第二舞台五連鎚出局（No.40）。第2回在第三舞台的地獄滑桿雖然雙腳已經踏到終點的平台上，但手一放開失去平衡掉入水中（No.30）。第3回卻在一開始的滾木坡就落水（No.83）。第4回被主持人說是參賽者素質最高的選手，在第三舞台的地獄滑桿終點前落水（No.40）。第5回首次改版後就再也沒有闖過第一舞台。第5回在新設的跳躍懸吊落水（No.42）。第6回也是在跳躍懸吊落水（No.84）。第7回在聳立高牆時間到，是他繼改版後最好的紀錄（中途剪接，No.58）。第8回好像是在跳躍懸吊落水，但在節目中並未播出（畫面全剪，No.24）。第9回時又在跳躍懸吊落水（No.28）。之後就沒有來參賽了。
上田拓右 （出場2回 攀岩專家、網絡供應商）
第2回在第二舞台的芝麻開門的第二道牆時間到（No.2）。第4回在第三舞台的巔峰戰士的第一段落下（No.71）。之後就沒有參賽了。
海老原匡一（出場1回 佐川急便司機）
第2回出場，在第一舞台幾乎不用手就爬上勇士之坡，第二舞台以12.6秒的最快時間闖過，但在第三舞台的地獄滑桿的第二段時鋼管脫離軌道，失格出局（中途剪接，No.70）。
吉崎浩亮（出場5回 製藥研究員）
第2回首次出場，展現其體能偏差值75的實力，但在第三舞台的地獄滑桿的最後撞向了終點平台落水（No.83）。第三回在當時第一舞台的新關卡攀繩時間到（中途剪接，No.97）。第4回成玏闖到第三舞台巔峰戰士脫落（中途剪接，No.95）。第5回在難關聳立高牆時間到（No.63）。第6回雖然有一次抓到了聳立高牆的頂端，但也滑了下來，所以也在聳立高牆再次失敗（No.30）。之後就沒有來參賽了。
Shane小杉（出場7回 演員、Ken小杉的弟弟）
第2回首次出場，在第二舞台芝麻開門終點時間到（No.88），據他本人描述：『再多1秒就可以過關了』。第3回在新設的滾圓木出局（No.28）。第4回首次與哥哥同時出場，在第一舞台的攀繩時間到（No.96），哥哥則闖到第三舞台。第6回與哥哥同時闖入第三舞台，也與哥哥一樣在人體支架出局（No.97）。第7回也在第三舞台的人體支架出局（No.81），另外，此大會哥哥Ken在第二舞台的蜘蛛步道出局。第8回因下雨天的關係，在第一舞台的聳立高牆時間到（No.85）。第9回自己一人出場，在大家意想不到的大球出局，主持人也驚訝的說：『強棒Shane出局了！』（No.91）。之後就沒有來參賽了。附帶一提，他每次出場時主持人都會說：『體能絕對沒有比哥哥Ken差的Shane』或『到目前為止都還沒有留下讓大家印象深刻的畫面。』
池谷直樹（出場22回 怪物跳箱世界紀錄保持者、演員）
第2回初出場，卻意外在下坡圓木脫落（No.90）。第4回時闖到地獄滑桿，在跳躍到終點時落水（No.81）。第5回在新設的聳立高牆時間到（No.81）。第8回因下雨的影響，在滾圓木脫落（No.61），另外，他在此大會前一天結婚。第9回隔了好久闖過了第一舞台，卻在蜘蛛步道耗太多時間，在芝麻開門時間到（No.81）。第10回闖到巔峰戰士（No.961）。第11回以殘存19秒3最快通過第一舞台，再次在巔峰戰士脫落（No.61）。第12回時在第一舞台的聳立高牆花太多時間，最後在攀繩時間到（No.81）。第13回前的預賽以21秒33得到第4名，第13回在人體支架脫落（No.90）。第14回再次在人體支架脫落（No.81）。第15回在聳立高牆時間到（No.90）。第16回又在人體支架脫落（No.90）。號碼在16回前分布在61、81、90。第20回首次與哥哥池谷幸雄一起出場，幸雄在圓木滑降脫落（No.1982），直樹在蜘蛛跳躍跳上之後，幾秒後就掉下來（No.1983）。第21回時在飛越大峽谷時衝力過大在繩子轉了一圈後掉下來（No.93）。第22回時在聳立高牆時間到（中途剪接，No.97）。第24回第二度與哥哥池谷幸雄一起出場，在聳立高牆時間到（No.90）。第26回隔了約五年再度闖過第一舞台，在雙鯉躍龍門脫落（No.87）。第27回也闖過第一舞台，也在雙鯉躍龍門脫落（中途剪接，No.93）。第28回在第一舞台的人肉轉盤脫落（No.76）。第33回回歸，但在第一舞台第一關卡步步驚心落水（賽前速報，No.41）。第37回再度回歸，在雙翼滑降落水（No.61）。第40回於絲帶滑降落水（No.3946）。
中村繁之（出場2回 演員）
第2回登場，第一舞台以0.3秒僅僅過關，直至第三舞台的地獄滑桿的最後一小段落下（No.95）。第6回在第一舞台的跳躍懸吊成為第50名犠牲者（No.95）。
蔡維斯‧亞倫‧史瑞德（出場2回 作業潛水員）
第4回首次出場就以最快速度闖過第一舞台（22秒71），在第三舞台的地獄滑桿很可惜因桿子脫離軌道而被判出局（No.94）。第5回在新設的跳躍懸吊和聳立高牆拖太多時間，最後在攀繩時間到（No.91）。
岡田英次（James岡田）（出場3回 SHO小杉塾第一期畢業生）
第6回在跳躍懸吊脫落（No.19）。第7回第一舞台以0.2秒低空飛過，第二舞台更以0.1秒驚險過關，但在第三舞台的螺旋槳雲梯成為史上唯一一名脫落者（No.95）。第8回在第一舞台的滾圓木意外落下（中途剪接，No.80）。
久保木浩功（出場3回 東大體操部、極限體能王分析家）
第6回在聳立高牆時間到（畫面全剪，No.21）。因此，在第7回前研究破解此關的方法，結果得出以每100m用28s的速度跑到最下部向上1.96m的位置起跳，結果實驗成玏，並一路闖到第三舞台的巔峰戰士（No.40）。第8回卻在第一舞台的五段連環跳慘遭滑鐵盧（No.88）。
畠田好章（出場1回 巴塞隆納奧運體操銅牌得主）
第6回首次出場就闖過了第一和第二舞台，在第三舞台的巔峰戰士落水，成為此大會總和第二名的選手。另外，此大會他在第一舞台的跳躍懸吊成為史上首位抓住網子最上端的選手（No.83）。
照英（出場3回 模特兒）
第6回首次出場，在第一舞台的跳躍懸吊抓住網子後，準備前進時沒幾秒就鬆手落水（No.89）。第7回時在第一舞台的攀繩時間到（No.61）。第8回時在第一舞台留下了0.1秒，差點來不及過關，雖然說自己在極限體能王還算是生手，但卻闖到第三舞台的人體支架才落水（No.81）。之後就沒有來參加極限體能王。
中田大輔（出場9回 職業彈簧床運動員）
第8回初出場，就率先通過第一舞台，在第二舞台的芝麻開門時間到（No.46）。第9回首次闖入第三舞台，在燈泡渡橋脫落（No.71）。第10回創下了當回第一舞台的最快紀錄（2秒85），再次在燈泡渡橋脫落（No.940）。第11回以殘存14秒5通過第一舞台，卻第三度在燈泡渡橋脫落（No.95）。第12會在第一舞台的滾圓木脫落，首度在第一舞台出局（No.94）。第13回雖通過第一舞台，卻在泰山跳躍扭傷右腳，在第二舞台的芝麻開門時間到（No.71）。2004年夏天發生交通意外，一段時間沒參加極限體能王。第16回復出，不過，因握力沒完全恢復，在第一舞台的攀繩時間到（No.65）。第17回雖然握力也沒完全恢復，但仍闖到第三舞台，在臂力吊環脫落（No.96）。第21回通過了第一舞台，卻在第二舞台下坡跳躍抓繩子後出現手臂疼痛，在鯉魚躍龍門一開始就脫落（No.88）。之後就沒有來參賽了。
佐藤學（出場3回 器械體操歷11年）
第10回在攀繩時間到（畫面全剪，No.不明）。一年後，第12回以0.7秒成功復仇，並闖到第三舞台的巔峰戰士（No.70）。第13回在繩索版的跳躍懸吊落水（No.81）。
小林信治（出場10回 廢棄物搬運業者）
『體育王國』內企劃的Monkey Bars比賽排名第2名。第11回大會首次出場就闖到第三舞台的地獄滑桿（No.74）。可是第12回卻在第一舞台的跳躍懸吊就退場（畫面全剪，No.93）。第13回是在繩索版跳躍懸吊退場（中途剪接，No.86）。第14回闖到惡魔鞦韆，卻不小心把地獄滑桿的桿子碰走了，為當大會最優秀成績者（No.68）。第15回以被看好的選手出場，卻在扭曲高牆脫落（No.98）。第16次在第二舞台旋轉鐵鍊脫落（No.92）。第18回在飛越大峽谷脫落（畫面全剪，在跑馬拉松間寬平拿號碼時有照到他，No.44）。第19回在蜘蛛跳躍出局，畫面也全被剪掉（在輪到山田康司出場時候的長野誠的採訪時在側身有照到，No.76）。第20回在蜘蛛跳躍脫落（No.1985）。第21回在天羅地網時間到（畫面全剪，白鳥文平出場前和比賽時有照到，No.79）。他通常以最速過關。第11回的第二舞台，以殘存20秒44過關。第14回的第一舞台不用手就過了跳圓錐。同時，也有用腳按第一舞台按鈕的事。附帶一提，他每次闖過第二舞台留下的時間都是在10秒以上。從第21回大會後就沒有在參賽了。第40回大會有回來觀賽，但未參賽。
山田康司（出場7回 岐阜縣郡上市消防員）
體脂肪僅3%。與竹田敏浩同樣是岐阜縣的消防員，有東海地區攀繩大賽優勝的成績。第12回大會初出賽，就以編號1號通過第一舞台，並闖到第三舞台的巔峰戰士，殘存13秒70也是本次大會第一舞台第2快。第13回卻在繩索版的跳躍懸吊退場（No.88）。第14回在聳立高牆時間到（No.57）。第15回終於過了巔峰戰士，闖到飛躍鋼管（No.70）。第16回成為史上第一位闖過惡魔鞦韆的選手，不過，在地獄滑桿移動不了桿子，力氣用盡（No.91）。第17回在第二舞台的旋轉鐵鍊脫落（No.95）。第19回大會在隔了1年時出場。以殘存4秒08成為第一舞台首位的過關者，本次大會只有他和鷲見裕二2人通過第1舞台，在第二舞台的鯉魚躍龍門不能舉起桿子到最上層而時間到（No.79）。曾因為與山田勝己有同樣姓氏而被稱呼為「新山田」。『體育王國』的Monkey Bars也有出場。從第19回大會之後就沒有來參賽了。
小林正明（出場6回 體育補習班經營、1995年日本體操錦標賽個人總和第3名）
外號「抹茶老師」。第12～14回連續3回闖入第三舞台，第12回首次出場就闖到人體支架（No.92）。第13回闖過上次失敗的人體支架，在窗簾絕壁最後1/3處落水（No.97）。第14回再度在人體支架落水（No.87）。第15回被酷暑奪去體力，在第一舞台的聳立高牆時間到（No.71）。第16回成為第二舞台旋轉鐵鍊連續失敗的犧牲者之一（No.93）。第29回相隔7年半再度回歸，但在第一舞台的跳躍懸吊就落水（賽前速報、中途剪接，No.58）。之後就沒有再參賽了。
石川輝一（出場8回 筋肉歌舞秀演員）
第14回首次出場就闖過第一和第二舞台，在第三舞台的人體支架出局（中途剪接，No.76）。第22回隔了好久再次出場，在第一舞台的天羅地網上終點前時間到（No.29）。第23回在第一舞台的蜘蛛跳躍出局（畫面全剪，No.62）。第24回在第二舞台的旋轉鐵鍊出局（No.64）。第26回在第二舞台的雙鯉躍龍門脫落（No.85）。第27回闖進第三舞台，但在鋼管飛越因擺盪過度而在第一段落水（No.87）。第29回闖到第二舞台的逆流水道（中途剪接，No.67）。第30回也闖到第二舞台的逆流水道，但畫面全剪（No.2974）。第31回大會缺席。之後就沒參賽。
鈴木祐輔（出場14回 體育老師、第三代極限體能王老師）
通稱「サスケ先生」。第16回首次出場（畫面全剪，No.34）。相隔6年後第28回再次出場，在第一舞台的鐘擺橋落水（No.24）。第30回在第一舞台的二連聳立高牆時間到（No.2943）。第31回在第一舞台的音樂盒出局（畫面全剪，No.65）。第32回的第5次參賽終於闖過第一舞台，並一路闖進第三舞台，在鋼管飛越落水（No.66）。第33回在第一舞台雙重擺盪落水（中途剪接，No.93）。第34回在第三舞台響尾蛇飛彈落水（第1根→第2根，No.84）。第35回在第一舞台魚刺橋落水（No.94）。第36回於第一舞台終點前時間到（中途剪接，No.82）。第37回於第二舞台蜘蛛步道腳滑落水（No.75）。第38回和第36回相同，於第一舞台終點前時間到（中途剪接，No.37）。第39回以43歲年紀闖進第三舞台，打破奧山義行（第27回）與漆原裕治（第37回）41歲的第三舞臺最高齡紀錄，於改版後的響尾蛇飛彈落水（第2根→第3根，No.77）。第40回以44歲年紀闖進第三舞台，與漆原裕治共同再度打破第三舞臺最高齡紀錄，並再度於響尾蛇飛彈落水（第1根→第2根，No.3977）。第41回在馴龍高手提前出局。第42回於第二舞台芝麻開門用完時間。
保羅‧安東尼‧垂克（出場4回 雅典奧運10項全能代表）
第17回首次出場，在第一舞台的跳躍懸吊抓到史上最上層（手比網子還高），之後一路闖到第三舞台的巔峰戰士（段差前，No.86）。第19回相隔一年再次出場，在第一舞台的鋼管迷宮展現以撐竿跳一跳就闖過的方式，主持人也驚訝的說：『這是什麼鋼管迷宮呀！』，最後在蜘蛛跳躍因體重變成負擔而落水（No.98）。第22回相隔一年半再次出場，在新設的滑降飛抓落水（No.98）。第24回在滑降飛抓因速度不夠所以將滑桿停住，遲遲不敢跳，最後落水（No.82）。之後就沒參賽了。因為有身高190公分、體重91公斤的身軀，所以常被播報員稱呼為「怪物」。
布萊恩‧歐洛斯科（出場5回 跑酷（Free Running）選手）
第20回首次出場，在第一舞台的飛越大峽谷落下（No.1945）。第21回在第一舞台留下了0秒68驚險過關，在第二舞台的鯉魚躍龍門落下（6→7層，No.75）。第23回在第二舞台的搖擺危橋著陸失敗（No.73）。第25回闖進第三舞台，在門把峭壁落下（No.69）。第25回前，每次出場成績都比上次進步。第26回美國預選第一名，在第三舞台一開始的圓盤滾柱最後地點體力耗盡落下（No.92）。第27回美國預選落選未出場。
山本桂太朗（出场11回 中学生→荣光讲师）
第20回首次出場，在蜘蛛跳躍出局。 第29回時隔多年出場，並首次通過第一舞台，在逆流水道時間到；第34回在逆向傳送帶時間到；第35回在蜘蛛迫降打滑；第36回在芝麻開門時間到；第37回在聳立高牆時間到；第38回在滾圓柱出局；第39回終於在第六次挑戰第二舞台驚險過關，在第三舞台的響尾蛇飛彈改出局。第40回於地獄滑桿著陸失敗。 第41回在第三舞台新關垂直極限爆裂第四段出局，與森本和宮岡並列總和成績最優秀者，同時是他個人首次總和第一。 第42回於改版的搖擺飛移出局。他是第二舞台失敗次數最多的選手，連續失敗5次（而且他每次出局的關卡都不同）。和森本裕介、多田龍也、荒木直之並稱為森本世代成員。
李維‧謬恩巴克（出場5回 跑酷選手）
第20回首次出場就闖進了第三舞台，在新巔峰戰士2→3段失敗，為第20回紀念大會的最後挑戰者（No.1989），也是該大會唯一一位闖進第三舞台的人，他說：「其實他根本沒有分日本跟美國，他只是想替失敗的同伴爭口氣。」跟全明星情同手足。因為優秀的表現，第21回排在90幾號，在第一舞台以剩餘21秒多最快速度過關，卻意外在第二舞台的鯉魚躍龍門失敗（No.99），給選手們帶來很大的陰影。第22回意外在第一舞台的滑降飛抓失敗，雖然一隻手抓住繩子，但還是鬆手落水了（No.91），這是他第一次在第一舞台失敗。第23回獲得全美預賽第一名，以最快速度通過第一及第二舞台，可惜仍在新巔峰戰士出局（第2段一開始，No.95）。第25回再度以最快速度通過第一舞台，可惜在第二舞台新設的滑行迫降落水（No.48）。第26回因手受傷未出場。
宮崎大輔（出場4回 職業手球選手）
第20回首次出場，是手球選手中最後出場的，在乘風破浪著陸時，看起來已經踩好了，可是身體歪掉，整個人因重心不穩跳出浮島落水（No.1998），大會後更加努力練習，第21回終於闖過第一舞台，留下不到1秒，第二舞台則留下了10秒多的時間過關，在第三舞台惡魔階梯往上爬的9→10層落水（No.97），第22回出場時，因為在乘風破浪多來回盪了一次，最後在天羅地網上終點時時間到（No.99）。第26回相隔3回大會後再次登場，在第一舞台的人肉轉盤落水（No.88）。是所有出場的手球選手中，最被看好過關的選手。第26回大會之後就沒有在參賽了。
佐藤惇（出場13回 日本首位跑酷指導員）
第21回高中二年級時以預選會第五名通過預賽首度參賽，於圓木滑降落水（中途剪接，No.44，完整畫面於『サスケマニア』中播出）。谁知道这居然是他唯一一次在第一舞台出局（从此以后永远能通过第一舞台）。第22回缺席。第23回以預選會第一名身分參賽，首次闖過第一舞台，於第二舞台鯉魚躍龍門落水（中途剪接，No.50）。第24回因在第一舞台傷到肩膀，再度於第二舞台鯉魚躍龍門落水（第3→4層，No.78）。第25回終於如願闖過鯉魚躍龍門，卻在搖擺危橋落水（No.18）。接著連續在第26～31回缺席（第29回有參加預選會沒通過）。第32回以跑酷指導員身分相隔6年參賽，並首次闖進第三舞台，且創下該回日本人最佳成績，於無敵瘋狂巔峰戰士落水（中途剪接，No.76）。第33回第一舞台以最快速度通過，於前回大會有過的鋼管飛越落水（No.97）。第34回於第二舞台以最快速度通過，再度於無敵瘋狂巔峰戰士落水（中途剪接，No.96），由於該回個舞台挑戰時都是中途剪接的畫面，加上前幾回也時常都是中途剪接掉，因此引發觀眾與網友不滿爭議，播出後SASUKE的演出乾雅人在推特上表示是因家庭的因素而剪接的。第35回播出挑戰全程畫面，並做出賽前CM場景重現，並再度成為最快通過第一舞台者，於第三舞台無敵瘋狂巔峰戰士再度落水（第1→2段，No.97）。第36回也以很快的速度闖過一二舞台，但又於第三舞台無敵瘋狂巔峰戰士落水（第2→3段，No.96）。第37回再度成為最快通過第一舞台者，可惜再度於無敵瘋狂巔峰戰士落水（第2→3段，No.94）。第38回依然是最快通過第一舞台者，可惜於巔峰戰士次元因算錯時機而落水（第2→3段，No.94）。第39回因為阿基里斯腱受傷而意外缺席。第40回復出後刷新連續闖進第三舞台紀錄，成為史上唯一連續八次闖進第三舞台者，並再度於巔峰戰士次元落水（第1→2段，No.3972）。第41回再度於巔峰戰士次元第二到三段落水。第42回意外在第二舞台的滾圓柱中箭落馬（No.75），是繼25回大會以來再度於第二舞台出局。
朝一眞（出場8回 园林工→木工）
第21回首次通过预选，以第四名的成绩出场，最后在耸立高墙时间到（No.45，中途剪接）。第27回时隔6届大会出场，首次通过第一舞台，在第二舞台双鲤鱼跃龙门最后一段出局（No.55）。第28回闯入第三舞台，在疯狂巅峰战士出局（No.58）。第29回再次在疯狂巅峰战士出局（第4段，No.96）。第30回以最快速度通过第一舞台，还是在疯狂巅峰战士出局（第4段，No.2998）。第31回大会前希望能通过疯狂巅峰战士，可是还是没能通过，连续四次在疯狂巅峰战士出局。（第4段，No.95）第32回大会意外在钛战机落水。（No.95）第33回闯过上次失败的钛战机，在第三舞台的钢管飞越的第二根掉落（No.95）。在第一舞台、第二舞台常常以非常快的速度过关。因为伤病问题，从第34回大会以后就没有再参赛了。
大衛‧坎貝爾（出場3回 音樂家）
第22回首次出場，在第一舞台的滑降飛抓跳出去時沒能抓住網子，但腳剛好被網子纏住撿回一命，最後在天羅地網時間到（No.50）。第26回再度出場，美國預選第二名，在第一、二舞台都留下了最快紀錄，闖到第三舞台的終極巔峰戰士（第4段，No.84）。第27回為美國預選第一名，之後一路闖到第三舞台的終極巔峰戰士，在最後一段體力耗盡落水（No.98）。
田島直彌（出場5回 運送業、第23回日本預選通過者）
第23回首次出場，日本預選第6名，闖到第二舞台的鯉魚躍龍門（第6→7層，No.45）。第24回在第一舞台留下了20秒的成績，第二舞台也闖過了上次失敗的鯉魚躍龍門，在第三舞台單靠手就爬上了蜘蛛換面前段，周邊觀賽的人傳來一陣驚訝，之後眼看就要過關了，可惜在滑行吊環一開始因未拆除阻斷器導致下去時衝力過大而鬆手落水（No.73）。因上回驚訝的表現，第25回出場時被稱作是「潛力排名第一的男人」，但在第一舞台的鐵環滑降就落水（No.49）。第26回也有出場，在第一舞台的蜘蛛跳躍脫落（畫面全剪，石川輝一出場及過關時在舞台旁及觀眾席有照到他的身影，No.86）。第27回再度闖過第一舞台，在第二舞台一開始的滑行迫降就脫落（No.29）。第28回缺席。第29回參加日本預選未通過。之後就沒有再參賽了。有著和身體比例不合的怪力，徒手就能壓扁鋁罐及撕碎漫畫書（第25回出場時介紹）。
日置將士（出場17回 電器店長）
第21、22、23回大會預選會連3回未通過預選，第25回才終於通過預選第一次正式出場，於鐵環滑降落水（No.92）。第26回在聳立高牆時間到 （畫面全剪，No.64）。第27回於巨人鞦韆落水（中途剪接，No.61）。第29回終於首次突破第一舞台，於第二舞台逆流水道通過後時間到（No.73）。第30回首次闖進第三舞台，於瘋狂巔峰戰士落水（No.2935），從此回大會開始每次都會表示對家人支持的感謝，並在過關或出局時全家人一起落淚，成為大會中人夫代表。第31回成為該回首位通過第一舞台與第二舞台者，再度於瘋狂巔峰戰士落水（No.31）。第32回於新設的雙重擺盪落水（No.31）。第33回於第二舞台久違復活的關卡逆向輸送帶時間到（No.45）。第34回睽違3回大會再度闖進第三舞台，於無敵瘋狂巔峰戰士落水（No.45）。第35回再度成為該回首位通過第一舞台與第二舞台者，也是史上第一位通过驯龙高手的挑战者，於第三舞台的新關卡星際橫移落水（No.60）。第36回開賽前左腳踝韌帶受傷，卻還是闖過了第一二舞台，於第三舞台無敵瘋狂巔峰戰士第二段至第三段時飛越失敗（No.71）。第37回腳傷痊癒，於魚刺橋險些落水，最終闖過第一二舞台，在第三舞台無敵瘋狂巔峰戰士第ㄧ段至第二段時飛越失敗（No.60）。第38回毫無困難的通過第一舞台，但第二舞台也苦於滾圓柱帶來的暈眩，在蜘蛛步道入口處險些打滑落水，而損失的時間則成為致命傷，在芝麻開門的第三道門前時間到（No.57）。第39回以40歲的年齡闖入第三舞台，再度於無敵瘋狂巔峰戰士第一段至第二段時落水（No.59）。第40回開賽前左腳踝韌帶再度受傷，雖闖過第一舞台，卻在第二舞台失常:先是在蜘蛛迫降差點落水，後在逆流水道頻頻游錯邊被沖回去，將時間消磨殆盡（No.3955）。第41回在巔峰戰士次元第一到二段落水。第42回於改版的搖擺飛移落水（No.61)。日置為極限體能王中少數有力選手號碼長期位於前段者，因此有時成為第一位通過第一舞台者（第31、33、35回大會）。 另外他在第二舞台從未落水，幾次出局都是因為時間到遭淘汰。
岸本真彌（出場7回 業務員）
第25回第一次出場，在五連跳落水（No.95）。第26回在人肉轉盤落水（No.8）。第27回在聳立高牆用完時間（賽前速報，No.17）。第29回以預選會第5名的身分出場，在旋轉刺蝟落水（畫面全剪，No.88）。第30回首次闖進第三舞台，成為史上第三位闖過瘋狂巔峰戰士的選手，在垂直極限落水（No.2973）。第31回大會賽前暖身身體受傷，比賽前棄權，因未比賽故不算出場（No.90）。第32回在聳立高牆時間到（畫面全剪，No.88）。第33回意外在第一舞台一開始的步步驚心爆冷門落水（賽前速報，No.80）。第34回缺席。之後就沒參賽了。
布列特‧史帝芬森（出場3回 特技演員）
第26回美國預選第5名，闖到第三舞台的終極巔峰戰士（第3段最後地點，No.74，節目標示62號為節目剪接效果，實際應為74號）。第27回再度出場，卻在第二舞台的旋轉鐵鍊意外落水（No.79）。第32回相隔5屆再次出場，成為當大會第一個闖過改版的第一舞台的選手，之後一路闖到第三舞台的無敵瘋狂巔峰戰士（第1→2段，No.62）。
杜魯‧德雷契爾（出場8回  2019年美國版極限體能王完全制霸者）
第27回首度參賽，但在第一舞台的乘風破浪著地時傷了十字韌帶，在聳立高牆無法繼續挑戰棄權（No.54）。第30回回歸，在第三舞台的瘋狂巔峰戰士第3→4段落水（No.2991）。第31回在第三舞台的瘋狂巔峰戰士第3→4段落水（No.94），事實上這是他當晚第2次挑戰，第1次挑戰已過了瘋狂巔峰戰士，但製作單位認為他的跳法（手反抓，臉朝向第4段）違規，所以給他第2次機會，事後杜魯的說法是他在賽前已徵得製作單位的同意。第32回在第一舞台的跑道充滿露水（尤其是聳立高牆）的情況下挑戰，但還是過了，並成為史上首位闖過無敵瘋狂巔峰戰士的選手，當時它與垂直極限間無休息區，所以杜魯雙手移到垂直極限時，手已無力所以馬上落水（No.93），但他也成了第32回的總和第一。第33回全程都戴著耳機挑戰，為本回唯一闖到無敵瘋狂巔峰戰士的人，在第2跳時（第2→3段）巔峰戰士開始向上移動，因而落水（No.96），但他成為了史上第二位連續2回總和第一的外國人。第34回在無敵瘋狂巔峰戰士的第2→3段落水（這次跳的時機早了些，No.97）。第35回再度闖過無敵瘋狂巔峰戰士，於垂直極限第一段的後面落水（No.98）。第36回於第二舞台逆流水槽過關後，因滑行速度太快而滑出場外失格，導致連續闖進第三舞台的次數停在6次，與奧山義行並列史上第二（No.97）。2019年的美國版極限體能王達成完全制霸，為美國版史上第三位的完全制霸者。
在2020年8月，杜魯因為被查出染指數名未成年少女而被美國警方逮捕，此後淪為階下囚，再也無法參加極限體能王。
拉基瓦爾‧阿納斯塔（出場4回 大溪地舞老師）
第31回首次出場，在第一舞台就創下了35秒68的最快紀錄，跌破眾人眼鏡，之後一路闖到第三舞台的瘋狂巔峰戰士（第2段最後地點，No.72）。第32回在第一二舞台都創下最快紀錄，在第三舞台出場前剛好遇到下雨，受到下雨的影響，在鋼管飛越落水（第2→3段，No.94）。第33回卻意外在第一舞台的滾輪山丘下坡路段著陸失敗（中途剪接，No.94）。第34回闖過了上回失敗的滾輪山丘，闖到第三舞台的無敵瘋狂巔峰戰士（中途剪接，第1段，No.93）。
小畑仁志（出場4回 海苔機器維修工）
為山田軍團黑虎的一員，第32回首次出場，在雙重擺盪因為膝蓋彎曲而落水（No.34）。第33回因為彈簧床踩錯位置，再次在雙重擺盪落水（No.32）。第34回過了雙重擺盪，並且一路闖到第三舞台，在響尾蛇飛彈落水（No.49）。第35回在第一舞台新關卡馴龍高手落水（No.62）。是第一位闖到第三舞台的黑虎成員。
安德列‧席姆（出場1回 瑞典跑酷達人）
在第2季的瑞典版極限體能王成為了總和第一，讓他可以以瑞典代表的身分參加第32回大會（第31回瑞典代表為亞歷山‧馬斯），第32回一路闖到了第三舞台，於響尾蛇飛彈（3→4根）落水，為首位在此落水的人，但他獲得了第32回總和第4的佳績（中途剪接，No.85）。
樽美酒研二（出場13回 金爆鼓手）
藝人中少見的為了SASUKE節目付出很多代價的人。 而他每次挑戰都會塗歌舞伎白妝。
28回首次參加，在人肉轉盤落水（No.31）。 30回再次參賽，在直臂攀爬成為史上首位因為體力耗盡掉落的選手（No.2979）。 31回終於首次通過第一舞台，在第二舞台一開始的壓板滑降落水（No.82）。 第32回意外在鈦戰機出局（No.91）。 第33回再次在直臂攀爬因為失手落水（No.82）。 第34回再次闖入第二舞台，在逆向傳送帶時間到。 （No.89）。 第35回再度闖進第二舞台，在芝麻開門的第二道門前時間到（No.96）。 第36回以個人最高編號98號出場，在此之前，他從未通過第二舞台；這次大會終於通過第二舞台，在第三舞台的響尾蛇飛彈第一根處沒抱住落下。 其實是池谷直樹後時隔多年再次出現藝人選手進入第三舞台。 第37回意外在馴龍高手出局（No.97）；第38回再次在馴龍高手出局（No.93）。 第39回因為下雨的原因，意外在滾輪山丘打滑（No.97）。 第40回因中國武漢肺炎的後遺症而欠場。 第41回在聳立的高牆時間到，是本大會唯一一位在此出局的（No.82)。第42回意外在馴龍高手因彈簧床踩太前面，抓不到桿子出局（No.81)。
自己租下倉庫自行訓練，和日置將士等人結為好友，還在演唱會上表演鯉魚躍龍門。 另外，他也是藝人選手中整體實力最強的選手之一。
伊佐嘉炬（出場5回 原山田軍团“黑虎”成員→秋子軍團“赤虎”成員 十項全能選手）
第36回大會首度出場，卻在滾輪山丘出局（No.57）；第37回大會成功通過第一、第二舞台，在第三舞台巔峰戰士次元，第一次飛越時掉落（No .48）；第38回大會和山本一樣連續兩屆闖入第三舞台，這次卻提早在鋼管飛越的第三根棒子因為沒掛好掉落（No.50）。 第39回大會前宣布從黑虎退團，並加入秋子軍團的赤虎，於第三舞臺新關卡搖擺飛移因違反規定抓握前方鐵架而出局（No.55）。 第40回再度於搖擺飛移出局（No.3924）。 第41回與42回缺席。
梶原颯（出場5回 吉本坂46成員）
第38回大會首次出場就成功以剩餘10秒通過第一舞台，隨後在第二舞台也表現不俗，只可惜還是在芝麻開門第三道門打開的同時時間到（No.40）。第39回以超快的速度通過第一、第二舞台，還通過了新關卡搖擺飛移，最後在巔峰戰士次元第一段跳躍失敗（No.35）。第40回終於在巔峰戰士次元突破了第一到二段跳躍，但在第二到三段跳躍落水（No.3965)。第41回在第一舞台創下了第一舞台的史上最快記錄45秒39(打破了第27回大衛.坎貝爾44秒32的記錄），最後與40回一樣，敗在巔峰戰士次元第二到三段跳躍（No.44)。第42回於改版的搖擺飛移出局(No.40)。他也是少見的連5次參加都突破第一舞台的人。和才川浩二是 「親友」，這兩人第一次出場時都成功通過第一舞台。
武藤智廣（出場5回 彈簧床表演者）
第38回首次出場，在馴龍高手著陸失敗（畫面全剪，No.42）；第39回雖然不甚完美，但還是首次通過第一舞台，並一路闖到了第三舞台的響尾蛇飛彈改（No.71）。第40回再次於響尾蛇飛彈出局（No.3976）。第41回挺進到巔峰戰士次元，並於第一到二段出局（No.77）。第42回也在巔峰戰士次元第一到二段出局(No.60)。是池谷直樹的弟子中第一位闖入第三舞台的選手。
山下裕太（出場3回，京都大學SASUKE社團成員）
第32回首次登場，在音樂盒落水，且出場畫面全剪（No.6)。第41回則一舉闖進第三舞台，在巔峰戰士次元第二到三段落水（No.16)。第42回則在聳立的高牆用完時間(No.11)。目前出場的編號都在20號以前。
山葵（出場4回，樂團鼓手）
第38回首次出場，在馴龍高手出局（No.67)。第39回也在馴龍高手出局（No.70)。第40回缺席。第41回大會終於突破馴龍高手，一舉挺進到第三舞台巔峰戰士次元第一到二段落水(No.45)。第42回在聳立的高牆用完時間。

中島結太（出場3回，山田黑虎軍團成員，中學生）
第40回首次登場，在聳立的高牆時間到。第41回首次闖進第二舞台，在逆流水槽出局。第42回成為史上最年輕的第二舞台過關者，最後在巔峰戰士次元第二到三段落水。

高須賀隼（出場3回，山田黑虎軍團成員，游泳教練）
第40回首次登場，在第二舞台蜘蛛步道落水(No.3949)。第41回意外在滾輪山丘出局（No.43)。第42回首次闖進第三舞台，於改版的搖擺飛移出局(No.47)。
內宮修造（出場2回，起重機租借公司職員）
第41回首次出場，在第二舞台芝麻開門時間到。第42回首次闖進第三舞台，在響尾蛇飛彈第二根落水。

### 台灣選手
李恩至（出場12回 健身教練、職業攀岩家、2009世運會參賽選手、臺灣的英雄）
- 第17回台灣預選會第一名，被認為是頗具實力的挑戰者。一開始展現過人的實力，後半段雖然露出疲態，但仍留下3.43秒通過第一舞台。但卻在第二舞台於他事前就感到擔心的關卡旋轉鐵鍊落水（No.92）。
- 第18回大會，在馬拉松預選拿到26號提前出場，在他之前上場的挑戰者大多很快就落水遭到淘汰，而他竟然一路闖到第四道關卡，成為當大會第2個闖到蜘蛛跳躍的選手，可惜最後落水淘汰。
- 第21回大會，在第一舞台還沒有人過關的情況下率先過關，可惜在第二舞台的鯉魚躍龍門→鋼管滑降的間隔太過謹慎浪費太多時間，最後在芝麻開門時間到（No.49）。
- 第22回大會，在第一舞台的新關卡旋轉悍馬差點落水，最後留下了2秒61過關，在第二舞台一雪前恥報了前回芝麻開門的仇，最後在第三舞台的新巔峰戰士落水，是四次參賽以來成績最優秀的一次（No.79） （页面存档备份，存于）。
- 第23回大會，在第一舞台的新關卡窗簾滑行多花了點時間，最後還是過關，在第二舞台一轉眼就闖過鯉魚躍龍門，但最後在第17回曾失敗過的旋轉鐵鍊落水（No.94）。
- 第24回大會，第一舞台順利過關，也在第二舞台一雪上次旋轉鐵鍊的前恥，第三舞台更是報了第22回在新巔峰戰士的仇，一路順利的闖進最終舞台，可惜在攀繩時間到，是六次參賽以來成績最優秀的一次（No.92）。
- 第25回大會，第一舞台首次留下超過10秒的成績，第二舞台也順利通過，第三舞台在終極巔峰戰士落水，這次總和成績最優秀者（No.80）  （页面存档备份，存于）。
- 第26回大會，第一舞台只留下1.32秒的成績，第二舞台也順利通過，第三舞台在終極巔峰戰士（4→5段）落水，這次總和成績和前次都是最優秀者（No.95）。
- 第27回大會，第一舞台在跳躍滑降滑行時因為腳沾到水而早早出局（No.97）。
- 第28回大會，在鐘擺橋失足跌落，再次未能闖過第一舞台（No.83）。
- 第29回大會，以剩下超過10秒闖過第一舞台，在第二舞台開牆步道第一道牆用完時間（No.56）。
- 第30回紀念大會，在第三舞台的瘋狂巔峰戰士落水（第3→4段，No.2990）。
- 第31回大會缺席，但是有去會場。
- 之後在臉書說明，日本單位要求他世代交替，此後未能再參賽 。
- 儘管常常過完第一舞台時，所剩的時間都不到5秒（第25、29回大會除外），但第18回大改版以來，連續6回大會闖過第一舞台（第21～26回）。

陳子強（出場1回 演員、臺灣藝人傅天穎丈夫）
第17回被派當藝人代表出場，結果在滾圓木落下軟墊時失去平衡而落水（No.23）。
洪恭芹（出場3回 英語教師）
第30回出場，順利闖過第一舞台，在第二舞台的壓板滑降出局（No.2965）。
第31回出場，順利闖過第一舞台，再度在第二舞台的壓板滑降出局（No.75）。
第32回出場，在第一舞台音樂盒意外落水（畫面全剪，No.75）。
廖龒隼（出場4回 健身教練）
第30回出場，在第一舞台的跳躍懸吊出局（畫面全剪，No.2966）。
第31回出場，在第一舞台的跳躍懸吊出局（畫面全剪，預告片中有播出挑戰失敗的畫面，No.85）。
第32回出場，在第一舞台的聳立高牆時間到（畫面全剪，No.86）。
第33回出場，在第一舞台新設的魚刺橋出局（畫面全剪，No.84）。

## 印象深刻的選手
這裡記述的是出場次數雖少，但是對於這些選手們記憶猶存的人都寫在下面。

### 出場10回以上
立川福裕（出場10回 保險公司員工）
第1～10回全勤獎。第1回出場時，當時的實況說「長的好像超人克拉克肯特！」結果在第一舞台的瀑布下坡落水（No.48）。第2回時在滾木坡落水。第3回時真的穿了超人服出來比賽，之後每次都固定在50或51號，且都穿著超人服。第5、6回時是自己的最佳紀錄，闖到跳躍懸吊。其中第6回準備挑戰跳躍懸吊時，實況者說「超人飛得起來嗎？超人飛不起來！」。第10回時在他後半段的951號，在滾圓木出局。下一號952號田村諭智是穿著蜘蛛人服裝出場，結果也在滾圓木落下。實況又說：「兩位世界英雄都無法拯救世界！」
飯島豐久（出場13回 演員）
自稱「日版李小龍」，原為陸上自衛隊員。第1回初出場，闖到第二舞台的五連鎚（No.59）。可是，第2回時卻在一開始的滾木坡出局（No.63），實況失笑了。第3回未出場。第4回在滾圓木出局（No.31）。第5回在新設的跳躍懸吊出局（No.61）。第6回在滾圓木出局（畫面全剪，No.不明）。第7回在聳立高牆出局（No.21）。第8回在大球出局（No.21）。第9回在跳躍懸吊出局（No.21）。第10回在滾圓木出局（No.930）。第11回曾發表引退宣言，可是仍然因為多餘的動作使得在終點前時間到（No.31）。第14回大會相隔2屆大會出場，在終點前時間到（中途剪接，No.66）；第20回紀念大會是他一回限定出場，在泰山之繩過關之後時間到（畫面全剪，No.1966）。第30回再度復活出場，奮戰到旋轉刺蝟落水（No.2951）。第31回在聳立高牆時間到（畫面全剪，No.42）。另外，他在出場時都會來一段雙節棍或是功夫舞，所以在會場很受歡迎。
高橋博光（出場11回 古典芭蕾舞者）
在「筋肉歌舞劇團」、「富士海筋肉王」活躍。又稱「野生芭蕾舞者」、「丁字褲先生」。第7回首次出場，難關跳躍懸吊過關後，在聳立高牆出局（No.9）。第8回在跳躍懸吊像在跳水似的出局，實況指出「果然是追求美麗的芭蕾舞者，這肯定是史上最美的跳水。」（No.11），第9回（No.11）、第10回都在跳躍懸吊出局（No.945）。第11回在滾圓木著陸之後，由於反作用力太強，頭上腳下的落水（No.34）。第12回也在跳躍懸吊出局（No.61）。第7回首次出場之後，永遠也突破不了跳躍懸吊。隨後黃金筋肉舉辦的極限體能王預選會，兩次挑戰皆在跳躍懸吊出局。雖然得到了第13回大會的出賽權，也好不容易闖過跳躍懸吊並且突破聳立高牆來到了攀繩，但是在電視中卻全被剪掉。
和吾空同樣，每次都穿著丁字褲前來挑戰。第20回是相隔4年半的出場，首次穿上衣服挑戰。難關蜘蛛跳躍一舉闖過，卻也成為了乘風破浪出界事件的犧牲者之一（No.1951）。第21回也是在乘風破浪脫落（No.51）。第22回在聳立高牆時間到（片段全剪，No.51）。第23回在窗簾滑行出局（畫面全剪，No.60）。第24回在聳立高牆時間到（中途剪接，No.不明）。
中山肌肉君（なかやまきんに君）（出場12回 肉體派搞笑藝人）
第8回首次出場，在聳立高牆時間到（No.36），記者在訪問時，他也說了：『下次我一定再來！』。第9回如他所願闖過第一舞台，但在第二舞台時體重變成負擔，在蜘蛛步道下坡路段警報響起時落水（No.41）。第10回在聳立高牆用掉太多時間，最後在新設的泰山之繩落水（No.956）。第11回再次闖過第一舞台，在第二舞台按下終點的紅按鈕時，因差一點沒趕上而出局（No.41）。第12回在聳立高牆用掉太多時間，最後在攀繩時間到（No.41）。第13回在第一舞台大家意想不到的十字橋落水（No.41）。第15回與大家一樣受到高溫影響，又再度在聳立高牆時間到（No.27）。在6年3個月後，第27回他又回來到極限體能王了，但在人肉轉盤落水（No.30）。第28回在二連聳立高牆的第二道牆時間到（No.81）。第29回在天羅地網時間到（No.85）。第30回相隔11年再次闖過第一舞台，在第二舞台的壓板滑降脫落（No.2981）。第33回20週年紀念大會以1號出場，在雙重擺盪落水。
倉持稔（出場18回 居酒屋店長）
被稱做「章魚店長」、「Mr.Octopus」。第9回初出場，到第14回為止都在第一道關卡出局〔第9回（No.47）、第11回（No.54）、第12回（No.22）、第13回（No.54）、第14回（No.29）〕。第15回終於闖過了第一道關卡，在下一關蝴蝶牆脫落（No.30）。第16、17回時闖到滾圓木〔（第16回（No.37）、第17回未播出，在日本節目『サスケマニア』公開，（No.不明）〕。第18回在一開始的滑行之繩脫落（No.10）。第19回闖到了鋼管迷宮，不過無法搖動桿子而時間到（No.不明）。第20回在一開始的六段連環跳脫落（No.1938）。第21回缺席。第22～25回都在第一道關卡落水。第22回在六段連環跳脫落（No.34）。第23回在十二段連環跳脫落（No.39）。第24回也在十二段連環跳脫落（No.38）。第25回在五連跳落水（No.43）。第26回奮戰到第三道關卡人肉轉盤，在最後一公尺的地方才落水（No.48），為個人的最佳紀錄。第27回卻在一開始的跳躍滑降打滑落水（No.37）。第28回又在一開始的五段連環跳落水（No.53）。之後就沒有參賽了。
原島雅美（出場18回 文具製造業）
被稱做「滑翔翼之男」。每次都帶著滑翔翼出場，不過都放在起跑點上。首次出場的第9回實況曾說：「難道要飛嗎？如果用飛的闖過全部的關卡會認定過關嗎？」當然只是把滑翔翼放在起跑點上。在一開始的五段連環跳不知道為什麼才第一步就失去平衡落下，觀眾們笑翻了（No.68）。之後第11～13回都有出場（No.23）（No.19）（No.34），不過都在第一道關卡就失敗。終於在第14回過關了，闖到下一關的蝴蝶牆（No.30）。第15回又在一開始的柵欄跳躍落下（No.40）。最好的表現就是第16回時闖到了第三道關卡十字橋（No.42）。第17回又在一開始的六段連環跳落下（畫面全剪，在日本節目『サスケマニア』公開，No.不明）。第18回時在滑行之繩失敗（No.13）。第19回在六段連環跳失敗（No.不明）。第20回時通過了六段連環跳，在第二道關卡圓木滑降出局（No.1939）。第21回也在圓木滑降出局（中途剪接，No.38）。之後連續5回都在第一道關卡落水。第22回在六段連環跳跳到對岸後又往回跳而失敗（No.32）。第23回在十二段連環跳脫落（No.40）。第24回在十二段連環跳脫落（No.39）。第25回在五連跳落水（No.7）。第26回在跳躍滑降脫落（賽前速報，No.46）。第27回終於又闖過了第一道關卡，在下一關人肉轉盤落水（No.不明）。之後就沒有參賽了。
他在報名時曾寄給節目部一捲影片，顯示他努力鍛練的成果。另外他和倉持、青木（後述）有共同的特色，第17回大會開賽前3人一起練習著。
石丸謙二郎（出場16回 演員 世界的車窗旁白）
雖然是演員，卻以一般人的身分報名參賽。雖然從未通過第一舞台，但卻是最高齡的到達聳立高牆（61歲）、泰山攀繩（53歲）的人。原本是最有希望突破井上清海的第一舞台最高齡紀錄的選手，卻未能達成。 第9回首次參加已經48歲，但仍到達跳躍懸吊（No.40）。第10回也在跳躍懸吊出局（No.926）。第11回終於闖過跳躍懸吊，在聳立高牆時間到（No.51）。第12回首次拿到9x號的號碼，卻在獨木橋意外出局（No.91）。第13回因圓木脫軌，意外在三段滾圓木出局，（No.29 ）。第14回也在三段滾圓木出局（No.51）。第16回終於戰勝三段滾圓木和聳立高牆，卻在攀繩時間到（No.45）。第17回也是在攀繩時間到（No.40）。第18回意外在繩索滑降沒能精準落地出局（No.39）。第21回通過了聳立高牆，在接下來的飛越大峽谷出局（No .30）。第22回在跳躍蜘蛛意外出局（No.39）。第24回在跳躍蜘蛛落到墊子上出界（No.51）。第26、27回都在人肉轉盤落水（No.33、No.32）。第30回時隔3年回歸，在跳躍懸吊改腳碰到水（No.2952）。第31回奮戰到聳立高牆，是史上最高齡闖到聳立高牆的選手（No.64）。
長澤秀則（出場10回 捷豹修車廠維修員）
第10回初出場，在跳躍懸吊落水（畫面全剪，No.987）。第11回出場，在第一舞台的跳躍懸吊抓住網子後，在移動到對岸時腳沾到水而出局（No.89）。第12回在聳立高牆時間到（畫面全剪，No.80）。第13回在新設的扭曲高牆落水（中途剪接，No.61）。第14回在第一舞台的攀繩時間到（中途剪接，No.75）。第15回在終點前時間到（畫面全剪，No.44）。第16回再度出場，當時他已經40歲了，上場時，他說：『希望能在40歲時過關』，另外他在此大會還帶了捷豹的石膏像，他在此大會是第一個闖過第一舞台的選手，在第二舞台的旋轉鐵鍊落水（No.39）。第17回在聳立高牆時間到（畫面全剪，No.55）。隔了多年第23回再度參加，在泰山之繩時間到（畫面全剪，No.58）。第27回在第一舞台的乘風破浪落水（中途剪接，No.76）。在家中做了不少極限體能王的障礙物。
青木保夫（出場13回 立體模型雕刻家）
被稱作「詭異的立體造形師」，每次出場都會帶著自製的極限體能王關卡模型或雕刻動物，每次都以闖過第一道關卡為目標，但每次都在第一道關卡就出局，第13回（No.79）、第15回（No.36）、第16回（No.26）、第17回（No.29）、第18回（No.6）、第19回（No.不明）、第20回（No.1937）、第21回（中途剪接，No.37）、第22回（No.33）、第23回（No.37）、第24回（No.不明）、第25回（畫面全剪，No.39）、第26回（賽前速報，No.47）、第27回（賽前速報，No.不明）。除了第15回的柵欄跳躍成功跳過第一個欄杆外，其他大會幾乎都是二、三步就落水。第27回大會後就沒有參賽了。
塚田僚一（出場11回 A.B.C.Z成員）
首次出場是第31回，奮戰到最後的直壁攀爬時間到（No.81）。第32回在聳立高牆時間到（No.11）。第33回首次通過第一舞台，在鯉魚躍龍門上坡第三段落水（No.86）。第34回得知漆原裕治可能要引退，冷靜的通過第一舞台，好在漆原裕治也通過第一舞台，為他增強了信心，但塚田還是在鯉魚躍龍門出局，這次是下坡的第二段（No.88）。第35回大會意外在鈦戰機落水（No.86）。第36回大會在馴龍高手出局（No.80）。第37回通過了上次落水的馴龍高手，卻在聳立高牆時間到（No.87）。第38回在馴龍高手因為設備問題出局（No.89）。第39回雖然抓住了第二段，但承受不住衝擊而鬆手出局（No.87）。第40回睽違5年再次通過第一舞台，於逆流水道出口用盡時間，創下個人最佳紀錄（No.3971）。第41回於新關卡雙子鑽落水（No.74）。

### 出場6～9回
吉永克己（出場8回 日體大學陸上部→小學生教師→中學生教師，首代極限體能王老師）
第2回首次出場，畫面全剪。在第3或4其中一回也有參加，畫面全剪。第5回首次露面，闖過聳立高牆，但在泰山跳躍撞擊牆壁落水（No.33）。第6回在攀繩時間到（No.7）。第7回如願以償闖到第二舞台，但在連鎖反應抵不住慣性而落水（No.88）。第8回在跳躍懸吊落下（畫面全剪，No.39）。第9回也在跳躍懸吊脫落（中途剪接，No.59）。第35回回歸，在鈦戰機落水（畫面全剪，No.39）。
妃羽理（伊賀野ひばり）（出場8回 動作女演員）
號稱「史上最強的紅頂藝人」。第6回初出場時在滾圓木損失大量時間，最後在跳躍懸吊落下，第7回也在跳躍懸吊落下（No.31）。之後對跳躍懸吊和聳立高牆加緊練習挑戰的第8回，跳躍懸吊過關，但是在聳立高牆時間到（No.31），第9回在滾圓木意外落下（No.46）。第10回首次被安排在90號後面，再度在加緊練習的跳躍懸吊落下（No.990）。第11回再度在滾圓木落下（No.81），第12回是在聳立高牆用完時間（No.51）。第14回在攀繩時，時間到（畫面全剪，No.61）。第30回帶了3名學員參加極限體能王（No.2921～2923），但其學員皆在圓木滑降脫落。
鷲見裕二（出場9回 汽車廠維修員、前國際機車騎士A級）
在第13回的預賽中，他在聳立高牆時間到。第17回日本預選第一名，在聳立高牆時間到（No.68）。第18回成為第二位闖過大更新第一舞台的選手，在第二舞台的鯉魚躍龍門落水（5→6層，No.70）。後來在自家的庭院建造鯉魚躍龍門的關卡練習，在第19回時為100人中最後的挑戰者，因壓力過大，再度在鯉魚躍龍門落下（6→7層，No.86），是本次大會成績最優秀的選手。第20回再次出場，卻在第一舞台的乘風破浪著陸失敗（No.1991）。第21回也有出場，在飛越大峽谷落下（畫面全剪，No.89）。第24回相隔2屆大會再次出場，在第一舞台留下0.92秒驚險過關，第二舞台成功闖過了之前2度失敗的鯉魚躍龍門，隨後在旋轉鐵鍊落下（No.84）。他是2007年大會，唯一一位有連續2次闖過第一舞台的選手，也擁有210公斤的臂肌力。附帶一提，在第24回出場時初田啟介說他是第8次參賽，但是我們只知道他第17、18、19、20、21和第24回有出場，所以他除了這6回大會之外，在第17回前他也有參賽。他在第29回也有出場，在旋轉刺蝟脫落（中途剪接，No.74）。第29回大會後就沒有在參賽了。
川原拓也（出場9回 駒澤大學體操部→筋肉歌舞秀演員）
第17回首度出場，日本預賽組第5名，在聳立高牆時間到（中途剪接，No.64）。第19回在天羅地網用完時間，但出場的畫面全被剪掉（畫面於第20回出場介紹時播出，No.74）。第20回意外在乘風破浪著陸失敗（No.1987）。第21回也有出場，在飛越大峽谷時間到（畫面全剪，No.60）。第22回是第一位闖到滑降飛抓的選手，可惜未能成功（No.14）。第23回很可惜在天羅地網用完時間（No.31）。第24回也在天羅地網時間到（畫面全剪，No.91）。第26回也在天羅地網時間到（No.29）。第27回在乘風破浪落水（畫面全剪，No.10）。儘管每次出場都未能闖過第一舞台，但卻經常是首位闖進後半或最後關卡的人。第27回大會後就沒有在參賽了。
佐藤弘道（出場9回 NHK第10代體操大哥）
第18回首次出場，目標是完全制霸，但在第1舞台新設的飛越大峽谷出局。第19回意外在圓木滑降就出局（No.99）。第20回在聳立之牆用掉太多時間，在泰山之繩前時間到（No.1996）。第21回在聳立之牆時間到（No.81）。第22回終於成功闖過第1舞台，在第2舞台的旋轉鐵鍊落水，是此大會唯一在第2舞台出局的選手（No.90）。第23回意外在蜘蛛跳躍右腳打滑出局（No.98）。第24回再度成功闖過第1舞台，可惜未能闖過之前失敗的旋轉鐵鍊（No.97）。第26回在蜘蛛跳躍出局（No.91）。第29回在跳遠落水（No.94），第29回大會後就沒有在參賽了。
瓦基（ワッキー）（出場10回 搞笑藝人、藝能界No.1的運動員）
第20回首次出場，在乘風破浪沒抓好繩子落水（No.1997）。第21回時在蜘蛛跳躍落水（No.94）。第22回在蜘蛛跳躍跳上後無法前進，幾秒後就落水（No.89）。第23回闖過之前失敗的蜘蛛跳躍和乘風破浪，在滑降飛抓落水（No.89）。第24回在乘風破浪落水（No.21）。第27回出賽前特別接受美國軍隊式的訓練，终於如願闖過第一舞台，在第二舞台的雙鯉躍龍門脫落（No.92）。第28回抓住天羅地網時沒抓好，來回多盪了一次，最後時間到（No.85），第29回闖到第二舞台的鯉魚換面出局（No.86）。第30回再次在鯉魚換面出局（No.2982）。第37回相隔了5年多再次回歸，於滾輪山丘出局（No.71）。
山本浩茂（出場7回 SEGA遊戲中心職員）
為山田軍團黑虎的一員，第29回首次出場，在跳躍懸吊落水（中途剪接，No.47）。第30回首次闖過第一舞台，於鯉魚換面失格（No.2932）。第31回也闖過第一舞台，於第二舞台的逆流水道用完時間（No.34）。第32回因為三重拓克消耗了太多腳力，於第一舞台終點前時間到（No.33）。第33回在第一舞台魚刺橋落水（No.31）。第34回再次闖過第一舞台，在第二舞台芝麻開門第三道門時間到（No.47）。第35回卻意外在滾輪山丘著陸失敗（No.61）。
松田大介（出場8回 松田水道经营者）
自己在家裡做了極限體能王的每一道關卡，數量則依參加次數略有調整。雖然和全明星竹田同齡，卻直到第32回大會，41歲才首次參加，在沒做過的關卡音樂盒出局（No.74）。他表示自己「回去會做一個的」。然而第33回大會音樂盒被換走，取而代之的是魚刺橋，松田又在新關卡出局（No.66）。第34回之前雖然做了魚刺橋，但不知道魚刺橋多了兩個棒子，也因為這兩根新增的棒子，再次在魚刺橋出局（No.68）。第35回終於通過魚刺橋，但在新關卡馴龍高手落水（No.32）。第36回前做了馴龍高手，但沒做第二段，再次在馴龍高手落水（No.60）。第37回意外在雙翼滑降出局（ No.32）。第38回大會做了雙翼滑降，但不知道換成了新關卡絲帶滑降，但還是通過了，並成功闖過馴龍高手，但因為前面浪費了較多時間，最後在聳立高牆時間到（No.36）。 這次終於沒有敗在新增的關卡。第39回在馴龍高手，因為雙手放手的時機不對出局（No.36)。第40回卻在魚刺橋落水（No.3940)。其後表明引退。
當初為了女兒瘦身才來參賽，沒想到成為中年選手中的「新生代」。自造的關卡，經常被森本裕介等職業選手用於訓練，潔西葛拉芙等外國選手甚至都有來參觀。他目前製作了26個關卡，爭取以首次通過第一舞台為目標。 他也是白鳥文平後製作自作區域還原度最高的一位。
岩本照（出場9回 傑尼斯Jr成員→ Snow Man隊長）
第33回大會首次出場，卻一開始在步步驚心就出局（No.35）。第34回大會稍有進步，在魚刺橋出局（No.44）。第35回大會在新關卡馴龍高手嚐到苦頭（No.41）。第36回大會通過馴龍高手，卻因為之前在魚刺橋花太久時間，雖然爬上了聳立高牆，可還是時間到（No.52）。第37回大會在馴龍高手失足碰到水（No.86）。第38回大會前從傑尼斯Jr正式結成Snow Man團體，並終於通過第一關，在第二關鯉魚躍龍門下坡時出局（No.88）。 第39回儘管遇到下雨，仍然通過第一舞台，闖到第二舞台的逆向傳送帶（No.88）。 第40回在馴龍高手第二段因脫軌遲遲盪不上對岸，最後鬆手落水(No.3988）。第41回在新關卡雙子鑽落水（No.88)。 和同為傑尼斯的塚田僚一、金爆樂團的樽美酒研二是好友，第38回大會結束後，三人都有至少一次通過第一舞台的紀錄。
本間隆史（出場7回 BANDAI「極限體能王社團」社長）
在BANDAI公司創立「極限體能王」社團，並擔任社長。
第35回在滾輪山丘出局（No.37）。第36回也在滾輪山丘出局（No.43）。第37回在雙翼滑降落水（No.17）。第38回以51歲高齡奮戰到馴龍高手，但由於時間即將用盡，又迫切想踩到馴龍高手的彈簧床，結果絆倒翻滾落水。播報員說：「永不放棄，永不放棄，51歲落水了！」是個人最佳紀錄（No.16）。第39回在滾輪山丘落水（No.13）。第40回也在滾輪山丘出局，（畫面全剪，No.3911)。 第41回則在魚刺橋出局（畫面全剪，No.18)。

### 出場3～5回
坂本隆（出場5回 隸屬JRC特技演員）
號稱「最厲害的特技演員」。第1回首次出場，當年的他是31歲，剩下6秒多闖過第一舞台，闖到了第二舞台的五連鎚（No.22）。之後對於平衡感勤加練習，挑戰第2回大會。當然這次也闖過第一舞台，不過在第二舞台蜘蛛步道速度太快，在後半段的蜘蛛攀爬落下（No.11）。第3回為了首次闖過第二舞台而來，很意外的和三浦英一一樣在滾木坡失敗（No.39），對他而言是一大創傷。之後從事特技工作的同時，也不時練習各種極限體能王關卡，相隔四年後的第11回大會，他已經37歲了。這次他在聳立高牆一次也爬不上去，再次嘗到屈辱（外部情報，No.80）。第16回大會他也有來參加，但是他又在聳立高牆陷入苦戰，好不容易爬上去時，在攀繩前面的泰山跳躍時間到（No.61），從此再也沒參加極限體能王。
新一郎（出場4回 潛水教練）
第1回很可惜在攀岩道路時間用完（No.27）。第2回在一開始的滾木坡出局（No.1）。第3回在滾圓木出局，但是沒在節目中公開。第4回成為史上第一位以1號的身分闖過第一舞台，最後在第二舞台的逆向輸送帶退場。
吾空（出場5回 舞者）
和高橋博光有著相似的風格，每次都穿著丁字褲參加。首次出場是第6回，在跳躍懸吊腳碰到水（No.55）。第7回是最佳紀錄，在聳立高牆時間到（No.41）。第10回在跳躍懸吊落水（No.936）。第11回一開始就在五段連環跳落水（No.44）。第12回表示要引退，結果再次在跳躍懸吊落水，遺憾引退（No.35）。
安東弘樹（出場3回 TBS電視台播報員）
第10回首次出場，一路挺進到跳躍懸吊（No.971）。第11回再度出場，但是在一開始的五段連環跳落水（No.70）。第16回相隔5回再度出場，在新設的六段連環跳落水（No.15）。結果是初出場時表現最好。
波立紀夫（出場5回 前日本職業足球甲級聯賽選手）
每次參加都是在第一舞台時間到出局。第16回首次出場，在最後一道關卡攀繩的最上端時間到（No.69）。第17回也是在攀繩的最上端時間到（畫面全剪，No.83）。最後做了萬全準備，第19回再度出場，這次是在飛越大峽谷移動到對岸用了太多時間，最後時間到落水（No.83）。第20回在聳立高牆用完時間（No.1979）。第21回大會則是在天羅地網過關後，在過關按鈕前時間到（No.56）。附帶一提，他每次出場的大會，沒有一次是被完整播出的。

門田雅之（出場3回 長曲棍球運動員）
第16回首次出場，在第一舞台最後的攀繩用完時間（畫面全剪，No.84)。第18回大改版再度出場，在飛越大峽谷沒抓穩繩子被甩開落水（中途剪接，No.92）。第19回也在飛越大峽谷落水（中途剪接，No.78）。之後就沒參加了。每次出場都是在第一舞台後半段出局。
長崎剛政（出場4回 國際武道大學一年級→彈簧床運動店店長、長崎峻侑的弟弟）
第18回第二度改版時首次出場，就成為首位闖過大更新第一舞台的選手，在第二舞台鯉魚躍龍門的第6層落水（No.60）。第19回時在第一舞台的聳立高牆用掉太多時間，之後在飛越大峽谷沒有抓好繩子落水（No.77）。第20回與上回一樣，在聳立高牆用掉太多時間，最後雖然闖過上回失敗的飛越大峽谷，但在泰山之繩挑戰前時間到（No.1990）。第34回回歸，在雙重擺盪落水（賽前速報，No.55）。
芳賀友也（出場3回 肌肉音樂劇成員）
第20回紀念大會首次出場，在第一舞台的飛躍大峽谷出局（No.1978）。第21回也在飛躍大峽谷出局，這次因為跳過頭轉了一圈落水（No.86）。第22回則在新關卡滑降飛抓出局（No.26)。之後就沒參賽了。每一次出場都是在第一舞台第七道關卡出局。
伊藤圭紀（出場3回 高中生）
第23回前在長野誠的故鄉舉辦的預賽過關，因此獲得第23回大會參賽權。第23回首次出場，在第一舞台圓木滑降差點落水，隨後以當時史上最年輕的選手身份通過第一舞台，之後在第二舞台的鯉魚躍龍門第6-7段落水（No.53)。第24回則在圓木滑降出局（No.83，畫面全剪）。第25回在第一舞台通過了許多復活關卡與新關卡後，又在圓木滑降出局（No.24，畫面全剪，預告片有出現）。之後就沒參賽了。圓木滑降是他不擅長的關卡。出場的三回有兩回都是在圓木滑降出局。
染谷幸喜（出場3回 十項全能選手）
第28回改版時首次出場，一舉通過第一舞台所有關卡，留下0.33秒闖過第一舞台，成為此時期首位通過第一舞台的選手，最後在第二舞台的交替鯉魚門落水（No.44)。第30回回歸，又在第二舞台的交替鯉魚門落水(中途剪接，No.2984）。第31回則在第一舞台新增的音樂盒落水（畫面全剪，No.87)。之後就沒參加了。
高須清輝（出場3回 漁夫）
在第33回舉辦前因為長野誠的引薦而來參賽。第33回首次出場就通過了第一舞台，但在第二舞台的鯉魚躍龍門出局（No.52）。第34回也在鯉魚躍龍門出局(No.46）。第35回在第一舞台新關卡馴龍高手第一段沒抓穩出局(No.63)。之後沒參賽了。
小野美波（出場2回 潛水員）
第34回首次出場，在雙重擺盪以背部著地的方式驚險過關，全場一陣驚呼，也通過了第一舞台，成為此大會首位通過第一舞台選手，最後在第二舞台鯉魚躍龍門出局（No.34)。第35回則在滾輪山丘失敗（No.87)。之後就沒參賽。
宇賀神翔悟（出場4回 鷹架職人）
第32回首次出場，在步步驚心就出局（畫面全剪，No.35)。第34回終於闖過第一舞台，在第二舞台逆流而上時間用盡（中途剪接，No.38)。第35回於第一舞台新關馴龍高手出局（中途剪接，No.88)。第36回又通過第一舞台，在第二舞台的逆向輸送帶用完時間出局(No.75)。他目前出場的大會，每個舞台的闖關畫面，沒一次是被完整播出的。曾經與漆原等選手一起練習關卡。
班傑明.托伊爾（出場1回 澳洲代表，鋼管舞運動員）
第36回首次出場，第一舞台與第二舞台皆剩餘不到10秒時間過關，之後於第三舞台一開始鋼管飛移因沒扣好而落水（No.89)。目前只在這回出場。
長野塊王（出場3回 中學生、長野誠的兒子）
第40回紀念大會首次出場，在滾輪山丘落水（No.3914)。第41回終於闖過第一舞台，在第二舞台滾圓木落水。第42回大概是因為出場時下雨原因，再度於一開始滾圓木落水。在第23回大會嬰兒時期就被長野的妻子抱來會場觀賽，現在是中學生的他也常常會和父親長野誠一同練習關卡。

### 出場1～2回
田中智和（出場1回 上班族、空手道三段）
極限體能王史上首位的挑戰者。只在第1回出場，在下坡圓木和勇士之坡用掉太多時間，最後在自由攀爬挑戰前時間到。
- 備註：在下坡圓木用倒吊的方式過去、勇士之坡則是爬了2次才爬上去（因當時的助跑區較短）。

井上清海（出場2回 衝浪）
第1回首次出場在蜘蛛歩道脫落（No.88），當時他44歲，是節目史上第一舞台通過最年長者。只可惜第2回在第一舞台出局（畫面全剪，在一開始時卡車裡有照到他，No.85）。
秋山公宏（出場2回 干貝漁師）
全明星秋山和彥的弟弟。第11回時出場。但是在平衡橋出局（No.82）。第17回在跳躍懸吊出局（畫面全剪，秋山和彥出場時有照到，No.70）。

沖谷光博（出場2回 放射線技師）
第19回首次出場，在五段連環跳因為褲子脫不下來而失足落水，好笑的場面活絡了現場氣氛(No.48)。第20回時，褲子很順利的脫下來了，闖過了上回失敗的五段連環跳，隨即在圓木滑降落水（No.1950）。
平田敦士（出場1回 大學生）
第19回首次出場，一舉闖到了天羅地網的上緣時時間到(No.57)，是本大會闖過絕處逢生的僅有的四位之一。之後就沒參加了。
才川浩二（出場5回 特技演員)
第37回大會首次出場就成功通過第一舞台，在鯉魚躍龍門落水（No.55）。第38回大會首位通過第一舞台，並成功通過上次落水的鯉魚躍龍門，在蜘蛛迫降出局（ No.14）。第39回也是第一位過關者，闖到第二舞台的芝麻開門時間到（No.9）。第40回又是第一位過關者，但在第二舞台在逆向輸送帶因舊傷復發無法前進而落水（No.3910)。第41回缺席。第42回回歸，在第二舞台蜘蛛步道落水(No.18)。他也是少見的連續4次參加都突破第一舞台的人。
菅田琳寧（出場5回 傑尼斯Jr 7MENS侍成員）
第38回以炎之體育隊成員出場，首次出場就成功通過第一舞台，闖到第二舞台的鯉魚躍龍門（No.74）。第39回也成功通過第一舞台，闖到了第二舞台的逆向傳送帶（No.20）。第40回在馴龍高手第二段脫軌而出局（No.3942)。 第41回在絲帶滑降過關後，在連接魚刺橋的跑道上因平衡不穩滑出界外被判出界（No.50)。第42回在第二舞台的逆流而上時間到（No.52)。
後藤祐輔（出場4回 林業廳職員）
第38回首次出場，在馴龍高手因鐵桿脫軌而遭淘汰（No.30）。第39回成功復仇，闖入第二舞台，但在第二舞台的鯉魚躍龍門從上行往下行抓的過程中抓空，以特殊的方式掉落（No.14）。 第40回則在馴龍高手第一段沒抓好桿子落水。(畫面全剪但預告有出現，No.3939)。 第41回再度通過第一舞台，在第二舞台一開始的滾圓柱落水（No.60)。第42回缺席。
安嶋秀生（出場2回 傑尼斯Jr 少年忍者成員）
第39回首次出場就成功通過第一舞台，成為現役傑尼斯中第4位通過第一舞台的選手。不過因缺乏經驗，在滾圓柱滾完後碰到水出局（No.31）。第40回於馴龍高手第2段落水（No.3941）。

## 印象深刻的女性挑戰者們
田邊知惠（出場2回 史上最強的主婦、前特技演員、現名西村知惠）
極限體能王史上第一位女性過關者，於第2回闖過了第一舞台，在第二舞台蜘蛛步道一開始的地點落下（No.41），第3回在第一舞台新設的滾圓木落下（中途剪接，No.93）。
水野裕子（出場7回 第2回第3回KUNOICHI最終舞台選手、偶像藝人、播音員、註冊營養師）
第8回首次出場，在五段連環跳落水(No.52)。第9回在三段式滾圓木落水(No.37)。第10回首次闖到跳躍懸吊，在跳躍懸吊落水。(No.941)。第11回被排在90幾號，在三段式滾圓木落水（No.93)。第12回缺席。第13回在第一舞台一開始的新關卡蹺蹺板落水(No.70）。第14回在跳躍懸吊落水（No.70)。之後有10多年沒參賽。隔了19年的第42回再度回歸，在魚刺橋落水(No.44)。是極限體能王目前未參賽空窗期最久的女性選手。
泉美香（出場7回 第3回KUNOICHI最終舞台選手、爵士舞教練→家庭主婦、老人安養復健中心護工、現名渡邊美香）
第12回首次出場，是當時第3回女子版極限體能王闖進最終舞台的選手。在當大會竟然一口氣闖到跳躍懸吊（No.21）。之後的黃金筋肉極限體能王預選會也有出場。竟然在第二次挑戰時一舉闖過了連男性都覺得很難的聳立高牆（女性專用版本）。所以獲得了第13回大會的挑戰權。當大會在眾人期待之下，意外的在第一關卡·翻滾翹翹板脫落（No.96）。結婚後隔了許久在第28回出場，在人肉轉盤出局（No.82）。第29回在跳躍懸吊出局（賽前速報，No.82）。第30回在旋轉刺蝟出局（中途剪接，No.2953）。第31回在音樂盒出局（中途剪接，No.56）。第32回在新設的鈦戰機落水（畫面全剪，No.56）。
山田海蜂（出場1回 1996年亞特蘭大奧運、2000年雪梨奧運新體操日本代表）
第12回出場，成功闖到跳躍懸吊的女性，而且手有抓到網子（No.90）。
露西‧隆伯格（出場2回 美國特技演員）
第21回初出場，成為首位闖過蜘蛛跳躍的女性，在乘風破浪脫落（No.35）。第22回時卻在蜘蛛跳躍失敗（No.63）。
小宮理英（出場5回 第5回KUNOICHI最終舞台選手、第8回KUNOICHI完全制霸者、筋肉歌舞劇演員）
第22回首度出場，在蜘蛛跳躍跳上後又掉下來，因碰到關卡外的墊子而出局（No.64）。第23回闖過上次失敗蜘蛛跳躍，在乘風破浪脫落（No.37）。第24回卻在圓木滑降提早出局（No.57）。第26回在人肉轉盤出局（中途剪接，No.不明）。第27回也在人肉轉盤出局（畫面全剪，No.40，門井佐登美出場時有提到）。
島田裕代（出場3回 筋肉歌舞劇演員）
第22回首度出場，成為史上第二位闖到乘風破浪的女性（No.不明）。第27回再度出場也闖到乘風破浪（中途剪接，No.不明）。第28回在鐘擺橋落下（賽前速報，No.27）。
門井佐登美（出場1回 第8回KUNOICHI完全制霸者）
第27回闖過蜘蛛跳躍，在乘風破浪落水（No.不明）。
大嶋綾乃（大嶋あやの）（出場8回 日本女子體育大學→信用金庫職員 第12回KUNOICHI完全制覇者）
第31回初出場，闖過聳立高牆（中途剪接，No.52，完整畫面於KUNOICHI第9回賽前速報播出）。第36回再度出場，為KUNOICHI代表，於聳立高牆用完時間（No.77）。第37回也是KUNOICHI代表，於魚刺橋落水（No.77）。第38回於馴龍高手落水（No.78）。第39回又在聳立的高牆用完時間（No.82)。第40回終於突破第一舞台（為節目史上第三位突破第一舞台的女性選手），在第二舞台蜘蛛迫降落水（No.3982)。第41回則在馴龍高手提前出局（No.83)。第42回在雙子鑽落水（No.84)。是目前參賽次數最多的女性選手。
室伏由佳（出場1回 日本女子鐵餅、鏈球紀錄保持者、室伏廣治的妹妹）
第31回初出場，闖到聳立高牆（No.63）。
凱西‧卡坦茲亞洛（出場1回 美國女子代表、American Ninja Warrior首位女子予選過關者，现WWE摔角運動員）
第32回初出場，闖到直壁攀爬時間到（賽前速報，No.51）。
潔西‧葛拉夫（出場3回 美國女子代表、American Ninja Warrior首位女子第一舞台過關者）
第34回初出場，極限體能王史上第二位闖過第一舞台並成為第一位進入第三舞台的女性，且持續挑戰到無敵瘋狂巔峰戰士（No.87）。第37回再度受邀出場（No.98），再次於巔峰戰士落水。第40回再度受邀出場（No.3985)，這次則因為身體狀況不佳，在第二舞台逆向輸送帶用盡。她目前是節目史上唯一一位達三次突破第一舞台的女性，且目前每次出場都通過第一舞台。
史蒂芬妮.艾德曼（出場2回，奧地利女子代表，舊名為史蒂芬妮.諾品格）
第36回初出場，在雙翼滑降落水（No.78）。第40回與丈夫一同參賽，在第二舞台芝麻開門時間用完（No.3984）。是史上第四位闖過第一舞台的女子選手。
奧莉薇亞.薇薇安（出場1回 澳洲女子代表，體操運動員）
第42回首次出場，在聳立的高牆以特殊的動作展示並成功攀上，闖過第一舞台，在第二舞台的滾圓木著陸失敗落水（No.85）。是史上第五位闖過第一舞台的女子選手。

## 最新關卡名稱
第41回大會「SASUKE 2023」內的關卡。合計24道關卡。【】內表示使用過的回數。中文翻譯以緯來日本台播出的為主，電視台播出前先行取名為輔。

### 1st STAGE（第一舞台）
限制時間110秒（第36回～女性為135秒）
（步步驚心）【32～】
通過四張斜面的板子，與之前連環跳系列關卡不同的是，板子之間的間隔較大，可以一口氣跳過去或一張張板子慢慢跳，手也可以使用，通過此關卡後，沒有休息點就要進入「滾輪山丘」。
（滾輪山丘）【31～】
「滾木坡」和「滾木下坡」的組合版，首先跳上斜坡上設置的五個會旋轉的滾筒，走過一段距離後，再利用下坡上設置的五個滾筒跳到對岸，第32回起與前一關卡「步步驚心」之間沒有休息點，上坡路段的最底層加設了黑色緩衝墊，選手的腳只要碰到黑色緩衝墊就算出局，且基於安全考量，下坡路段規定一定要利用滾筒跳至對岸，不可直接從上端跳躍（僅第31回初登場時可以），諸多強棒，如全明星的山本進悟、竹田敏浩（第31回）、新世代的漆原裕治、菅野仁志（第33回）有曾在此落下的經驗。
（窗簾滑降）【39～】
雙手抓住窗簾，然後開始向下滑行，途中落在著陸區。亦有人因為著陸時衝過頭落水。後於SASUKE世界盃2024改回「雙翼滑降」。
（魚刺橋）【第一型態：33、第二型態：34、第三型態：35、36、第四型態：37～】
「女子版極限體能王」導入的關卡，通過4根插在水上且高低不同的圓柱，途中要閃過上方不時襲來的圓棒，第33回初登場時只有18根圓棒、第34回時增加為20根、第35回起再增加為22根，第37回時增加兩根金色圓柱，上方共增加九根圓棒。後又在SASUKE世界盃2024與42回大會共增加六根圓棒。脫落者多，新世代的又地諒（第33、37回）、全明星的山本進悟（第35回）曾在此落下。
（雙子鑽）【41～】
由2個電動菱形角柱組成，是吊掛於牆壁的「翻滾翹翹板」與「跳圓錐」的混合版，脫落者多。全明星的山田曾在此落下。
（馴龍高手）【第一型態：35～38、第二型態：39～】
首先利用彈簧床飛身而起，抓住第一組軌道上的滑桿向下滑行後，跳出去抓住第二組軌道上的滑桿滑行至對岸，第二組軌道的長度只有第一組的一半，美國版極限體能王「Double Dipper」的進化版。脫落者多，強棒高橋賢次、宇賀神翔悟、荒木直之、多田龍也（第35回）曾在此落下，全明星的竹田敏浩第35回挑戰時因來不及跳出去抓住第二組的滑桿而時間到出局，另外滑桿脫離軌道也算出局。
第39回改變滑動的軌道為下坡式前進，因此有部分選手腳不慎觸水出局。
（三重拓克）【第一型態：31、第二型態：32～】
第5回第二舞台「拓克路機」的進化版，連續推動3個分別為140、160和180公斤（女性挑戰時為70、80和90公斤）的物體至對岸，第32回起重量增加為240、300和320公斤（女性挑戰時為80、100和120公斤、第36回則為原本重量的一半，120、150和160公斤）。新世代的又地諒和漆原裕治最不擅長此關卡，第31回初登場時，長野誠、漆原裕治及又地諒因在此關卡消耗太多體力最後導致爬不上聳立高牆而時間到。
（聳立高牆）【5公尺：5～17、5.2公尺：19～27、4.5公尺：31～38、41～】
跑上圓弧形的牆壁，抓住牆壁的頂端。與其他關卡不同的是，此關卡挑戰一次失敗後，仍可繼續挑戰至時間到為止。另外，若在挑戰的過程當中不慎摔出牆壁界外不算出界，仍可繼續挑戰（參見第7回竹田敏浩）。牆壁的高度及外觀顏色會因時期和大會而有所變化，目前的高度為5.5公尺（實際高度為4.5公尺，因離地面有1公尺，故總高度為5.5公尺）。出局者多，全明星的秋山和彥和山田勝己最不擅長此關卡，第35回起，此關卡過關後即為終點。第39回改為“二連聳立高牆”，第41回又重新回歸。
另外在SASUKE世界盃2024中有三次挑戰機會，三次挑戰都爬不上聳立高牆則宣告失敗。

### 2nd STAGE（第二舞台）
限制時間100秒（第40回～女性為115秒）
（圓柱滾落）【37～】
「滾圓木」的再強化版本，抱著圓柱往下滾，曾經是第一關的關卡，37回大會由於當天天候不佳，導致圓木中途會停下，為了安全，37回大會直接從鯉魚躍龍門上坡開始。38回大會正式登場。
與過去版本不同的是，圓柱滾落的本身重量加重，須選手自行在途中擺動身體而消耗大量體力同時造成暈眩感。不擺動則會滾動速度變慢，而容易在後面關卡用盡時間。第42回出現大量脫落者。
（鯉魚躍龍門上坡）【31～】
「鯉魚躍龍門」原始版本，身體懸空，只靠雙手抓著橫槓，將橫槓往上舉起扣住上方突起的格子，一格一格往上跳行。共有5組突起的格子，所以要跳躍4次，格子間距為40公分（第34回起改為38公分），通過此關卡後，沒有休息點就要進入「鯉魚躍龍門下坡」。
（鯉魚躍龍門下坡）【31～】
「鯉魚躍龍門」的相反，身體懸空，抓住橫槓往下跳扣住下方突起的格子，共有4組突起的格子，要跳躍3次，第33、34回竹田敏浩曾在此落水。
（蜘蛛步道）【第一型態：1～4、第二型態：5、6、第三型態：7～17、第四型態：28～】
第一型態：雙手雙腳撐住兩邊的牆壁向前爬行，途中包含了「活動的牆」與「蜘蛛攀爬」兩關卡，第5回時更新。
第二型態：為5塊壓克力板所構成，最後一塊放的位置比較高，第2、4塊壓克力板為「活動的牆」。第5回竹田敏浩和山田勝己在此落下，第7回更新。
第三型態：外觀為拱形，首先向上爬行，之後再水平移動然後再往下降，脫落者全部都是在下坡路段出局，第12回時山田勝己因忘了脫手套被判犯規出局。
第四型態：與之前第一舞台「蜘蛛跳躍」的路線相同，首先水平移動，然後再慢慢往上，再水平移動，第30回起沒有休息點就要進入「蜘蛛迫降」。
（蜘蛛迫降）【28～】
向下通過壓克力板之間的空白，距離為1.8公尺，第35回山本桂太朗及長崎峻侑曾在此脫落。自從第41回開始改成可以跳過此關，從蜘蛛步道最上方直接跳到著陸點。
（逆流水道）【28～】
極限體能王史上第一個在水中進行的關卡，游過一個總長9公尺（第28～30、32回為10公尺）、水深1.5公尺的水缸，水缸尾端設有一道逆流裝置（第32回起增為兩道），第29回時因為加強逆流力道而導致出現大量出局者。山本進悟是目前唯一一位挑戰過此關卡的全明星（第29、30、40回）。
（逆向輸送帶）【1～13、32～】
在隧道內必須用爬的爬過一逆向的輸送帶。第8回時曾因為大雨的關係而決定停止運轉（防止有人觸電）。第4回時新一郎、第13回的植本重悟在此用完時間。第1～13回時的日文名稱為「逆走コンベア」。第32回隔了12年再度復活，挑戰者可能因為身上溼滑而在這裡遇到阻礙導致時間用盡，諸多強棒，如第33回日置將士和藝人森涉就在此因身上溼滑而用完時間。其中也有人因為腳去撐跑道以外區域而犯規出局。
（芝麻開門）【1～17、19～27、30～】
分別舉起三道不同重量的門，分別為30、40及50公斤。第1～12回時牆壁顏色為黃色，門上數字為阿拉伯數字、第13～17回牆壁顏色為銀色，數字為羅馬數字，第18回改為「扁擔之路」，第19回再度復活，改為木製牆壁（無數字），第28回改為「開牆步道」（芝麻開門的變種關卡），第30回再度改回原來的樣子，且外觀繼續沿用「開牆步道」的牆壁（灰色、日文大寫數字），第35回起數字改為黃色阿拉伯數字。

### 3rd STAGE（第三舞台）
無限制時間，共有4個休息點。
 （鋼管飛越）【25～27、32～】
身體懸空，抓住橫放在突起物上的鋼管後，連人帶鋼管跳躍至下一組突起物上，間隔為1.5公尺，一共要跳躍2次（第25、26回時有5組突起物，要跳躍4次）。第26回前此關卡為第三舞台的最終關卡，第27回起移至第二道關卡，第35回起改至第一道關卡。第33回時晉級的5人中就有4人在此關卡落下。第33回開始，此關卡過關後，沒有休息點就要進入「響尾蛇飛彈」。基於安全考量，從第32回開始裝有鐵鍊固定，以防止鋼管在和參賽者一同掉進水中的同時砸傷參賽者。
（響尾蛇飛彈）【第一型態：31、第二型態：32～38、第三型態：39～】
首先抱住第一根飛彈，然後轉身跳躍抓住下一根飛彈，總共有四根飛彈，要跳躍3次，距離為1.8公尺，第32回起第2、3根飛彈抓住時會往下降60公分。第31、32回飛彈位置為交錯放置，第33回起改為平行放置，且與前一關卡之間沒有休息點，第31、32回時，此關卡的日文名稱為「サイドワインダーR」。
第39回改為僅第2根飛彈會下降60公分、但第1、3根飛彈會緩慢旋轉。武藤智廣與鈴木祐輔曾連續兩回大會在此出局(皆為第39回，第40回）。
（搖擺飛移）【39～】
「鋼管飛越」的變化版本，需抓住X型的突起物的單邊紅色端並擺動身體向前飛移。而第一段抓點在正面、第二三段為反面，在飛移時需及時改為反手。第42回第二段的鋼管變成Y字型，紅色端抓點只剩下一個。
選手只能抓住紅色端，若碰到其他地方則失格出局，該關卡初次登場即造成一些有力選手出局。第39回梶原颯是第一個過關者，第41回無人在此落下。第42回是第三舞台中淘汰最多人的關卡。
（次元巔峰戰士）【第一型態：32～36、第二型態：37～】
「巔峰戰士」第八型態，身體懸空，用指尖扣住寬僅3公分的突出物通過，共有三組。橫向通過第一組後，轉身往背後飛到距離為1.8公尺、上下移動90公分的第二組，然後再橫向移動，接著再往背後飛到會前後移動的第三組。第32回初登場就被杜魯‧德雷契爾突破，為首位通過此關卡的選手。第32～34回時，此關卡過關後沒有休息點就要直接進入「垂直極限」，第35回起增加綠色鋼管供選手休息。
第二型態：第二組會上下移動1公尺，第三組前後移動90公分，37回初登場時因天氣惡劣而停止移動。41回出現大量脫落者。
（垂直極限爆裂）【第一型態：28～30、第二型態：31、第三型態：32～40、第四型態：41～】
第一型態：身體懸空，抓住一塊垂下來的鋼板，鋼板背後的最下緣有1公分的突起物，拇指抓住鋼板前面，其餘四根手指抓住背後的突起物通過。第30回岸本真彌在此落下。第31回更新。
第二型態：改為兩段式，中間要經過一個30公分的間隔，第二段的長度約只有第一段的一半，第31回菅野仁志在此落下。第32回再度更新。
第三型態：進化為三段式，第一段與第二段的間隔為30公分、第二段與第三段的間隔為60公分，第三段的長度只有第一段的一半，第二段約為第三段的2/3。32～34回與前一關卡之間沒有休息點。最後僅四人突破。
第四型態：變化為四段式，第一段(第一節長度為45公分、第二節75公分)和第四段(第一節長度為75公分、第二節45公分)為黃色區段，設有數種長短不一的段差並且會旋轉；第二、三段(長度皆為90公分)為紅色區段固定而不旋轉。其中第一段和第二段之間、第二段和第三段之間以及第三段和第四段之間各皆為38公分的前後段差，大幅提高體力消耗的同時也需保持平衡。第42回宮岡良丞是首位也是目前唯一通過此關卡的人。伊利安.謝利夫則成為首位到達此關的外國選手。
（地獄滑桿）【2～17、28～】
身體懸空，抓住橫放在軌道上的鋼管後向前滑行至對岸，全長5.3公尺，最後要跳到終點的距離約為1.5公尺。第2～13回時此關卡有兩組軌道，中間有休息點，第14回起只有一組軌道。所有全明星和完全制霸者都有在此失敗的經驗。另外，只要鋼管脫離軌道就算出局。從28回回歸以來，淘汰者僅有三位，為第29回森本裕介，第37回漆原裕治與第40回山本桂太朗。另外第32回到第34回，連續三回無人到達此關卡。

### FINAL STAGE（最終舞台）
高度25.5公尺，共分為以下三個子關卡，限制時間為45秒。 
8.5m（速度攀岩）
攀岩8.5公尺上面有可踏的地方，之後馬上就要進入「鯉魚躍龍門15層」。
7m （鯉魚躍龍門15層）
15層的「鯉魚躍龍門」，要向上跳行15次，每組格子的間距為40公分，全長7公尺，此關卡又稱作「天空的鯉魚躍龍門」。目前有5人到達此關，只有森本裕介與山本良幸，宮岡良丞通過此關卡。多田竜也到達的兩次都在此出局。森本目前也是唯一一位不只1次通過此關卡的人。
10m（攀繩）
10公尺的攀繩，往上爬後就是終點，時間到繩子不會掉落地面。自第31回大會以來只有森本裕介接觸此關，到了第40回山本良幸與第42回宮岡良丞也到達此關，但兩人皆接觸沒幾秒後時間就用完。

## 過去曾出現過的關卡

### 1st STAGE
（瀑布爬坡→滾木坡）【1～7】
斜坡上面設有5個會轉動的圓木（第1回時為藍色塑膠筒），可以一口氣跳上去或是一格一格慢慢爬上去，但是不一次上去圓木就會轉動，脫落者多。第2回飯島豐久、第3回三浦英一曾在此失敗。第8回時改成「五段連環跳」。
（下坡圓木）【1、2】
類似往下降的獨木橋，圓木會旋轉，較易失去平衡。池谷直樹有在此落下的經驗（第2回）。也有人不讓圓木移動就直直站立的走過去，這跟在第17回登場的「上坡圓木」有點類似。第3回改成「滾圓木」。
（瀑布下坡→滾木下坡）【1～4】
是滾木坡的相反。斜坡上設有5個圓木（第1回時為塑膠筒），然後利用這些圓木跳到對岸。第1回時第3個塑膠筒會自己轉動，而且大家幾乎都採用先下滑再跳躍的策略。但由於脫落者過多，第2回時圓木與對岸的距離縮短，且大家也都大部分轉為從最上端跳躍，另外腳碰到水也算出局，第5回改成「跳躍懸吊」。
（勇士之坡）【1～4】
爬上一50度的斜坡，斜坡總長4.5公尺，且有零星出局者。第1、2回大會斜坡是咖啡色，第3回起變成綠色。第1回時助跑區較短，許多選手爬了2次才上去，第2回起將助跑區變長。第5回更新後改成「聳立高牆」。
（搖晃的橋）【1～7】
考驗平衡系的關卡。中央有突起，可以利用這個來過關，但是橋窄，還是很容易失去平衡，另外。第4回時山本進悟在此落下。第1回時此關卡在第五關，第3回起移至第三關。第11回時進化後復活，日文名稱為「バランスブリッジ（平衡橋）」。
（落地圓木）【1、2】
抱著一根粗圓木滑下去，也可以直接跳下去，只在第1、2回出現，沒有脫落者（第2回時此關卡不列入18道關卡內）。
（自由攀爬）【1、2】
牆上有攀岩用的岩石，必須攀爬上去，牆為電動式會一直往下，另外腳落地算失敗。第3回時改為「泰山跳躍」。
（攀岩道路）【1、2】
同上。此為後半段的フリークライミング，牆壁是固定的。第7回後移至第二舞台，關卡由石頭變成磚塊。
（滾圓木）【3～12、25】
在下坡軌道上抱著木頭滾下去，脫落者多。初登場第3回大會100人中就有41人脫落。山本進悟（第6回，全明星唯一脫落者）、池谷直樹（第8回）、井上悟（第8～10回）、中田大輔（第12回）都曾有脫落經驗。大部分女性選手都在此落下，曾通過此區域的女性有6人（水野裕子、遊佐雅美、泉美香、山田海蜂、藤井惠、小池葵）。第13回大會起軌道改為3段式，日文名稱為「三段ローリング丸太」。圓木脫離軌道會參賽者和圓木會一起落水。長野誠完全制霸後，改為圓木滑降，第25回大會（漆原裕治完全制霸後）再次與「圓木滑降」復活。
若一開始滾錯方向，圓木掉入水中算出局，若圓木沒有掉入水中，仍會繼續，直到挑戰者落水、犯規、或時間到才會算出局。
（泰山跳躍）【3～9、13～17】
抓住繩子，一路飛到對岸繼續挑戰攀繩關卡。第4、13回時此關卡不列入18道關卡內。
（泰山攀繩）【3～17】
爬上繩子然後就是終點，有踏腳處。第3～12回牆壁為綠色長方形，第13～17回為黑色的半圓形（下半部的半圓較寬）。
（跳躍懸吊）【第一型態：5～12、14～17、25，第二型態：13，第三型態：28～31】
利用彈簧床飛身躍過水潭。
第一型態：抓住前方的網子，並依照抓住位置的高低可自由決定從下方或上方通過，秋山和彥有連續3次大會在此落下的經驗（第6～8回）。
第二型態：抓住一堆會伸縮的繩索後並通過，第14回又改回網子。
第三型態：類似第一型態，網子改成兩側，抓住其中一側的網子並設法抵達對岸，此型態被稱為跳躍懸吊改。
脫落者多，有部分脫落者是因為腳碰到水的緣故，全明星全員都有在此失敗的經驗（除了白鳥文平是在第三型態失敗外，其餘都是在第一型態失敗）。
（五段連環跳）【8～11、28】
有規律的跳過4個斜的岩石，然後再一口氣跳到對岸。秋山和彥曾在此脫落（第9回）。初登場的第8回因下雨的關係100人中就有50人脫落。第12回改為「翻山越嶺」，在第16回變成「六段連環跳」。第28回復活，第29回改為跳遠。
（大球）【8、9】
跳上直徑2.7公尺不平穩的大球，然後奮力一跳著陸，第8回時飯島豐久、第9回時Shane小杉在此出局。第10回大會改成「床墊便橋」。
（床墊便橋）【10】
通過12個不平穩的小型床墊，脫落者少，不過有許多選手差點掉落。第11回大會改為「平衡橋」。
（泰山之繩）【第一型態：10～12，第二型態：18～34】
第一型態：利用5條會伸縮的繩子到達對岸繼續攀繩關卡，也可以直接跳躍到對岸繼續攀繩關卡（包含攀繩關卡的繩子共6條），第12回會伸縮的繩子減為四條。
第二型態：與泰山跳躍一樣，抓住繩子，（第18～29回）：一路飛到對岸繼續挑戰最後一道關卡，（第30～34回）：飛到浮島上著陸，會有腳碰到水出局的可能。
（平衡橋）【11】
「搖晃的橋」進化版，把中央突起的部分移到左側，更容易失去平衡，山本進悟又差點在此落下。另外秋山和彥的弟弟秋山公宏在此落下，第12回改成「獨木橋」。
（翻山越嶺）【12】
越過兩座山，中間有沼澤要注意。脫落者少，第13回改成「翻滾翹翹板」。
（獨木橋）【12】
沼澤上有一長度只有一半且會下墜的橋，必須踩著橋跳過沼澤。第13回變成「十字橋」。
（翻滾翹翹板）【13】
三角型的翹翹板，避免讓它傾斜而跳過去。第14回變成「跳圓錐」。
（三段滾圓木）【13～17】
滾圓木的進化版，在下坡軌道上抱著木頭滾下去，中間有2個段差，段差為15公分，有時圓木會因為段差的關係脫軌落水，第17回後廢除。
若一開始滾錯方向，圓木掉入水中算出局，若圓木沒有掉入水中，仍會繼續，直到挑戰者落水、犯規、或時間到才會算出局。
（十字橋）【13～17】
4張板子排成長長的十字狀，從上面維持平衡跑過去，脫落者多。還有，因為第15回山田勝己跑過十字橋之後失平衡而脱離赛道的事件，所以之後在賽道旁增加了沼澤。
（扭曲高牆）【13～15】
在一彎曲的牆往上跑，然後抓住繩子到另一處（抓住繩子時繩子會突然往下墜）。第16回變成「翻身彈跳」。
（跳圓錐）【14】
跳過2個會旋轉的圓錐，脫落者多。第15回變成了「柵欄跳躍」。
（蝴蝶牆）【14、15】
一板子中間繞著一圓柱，必須跳到其中半邊抓著板子上緣轉過去。女性、國中生以下或50歲以上的男的挑戰的時候，立足點到板子的跳躍距離會變短。第15回以後廢除。
（柵欄跳躍）【15】
越過2個柵欄，第二段是上坡，脫落者少。第16回改成「六段連環跳」。
（六段連環跳）【16～17、19～22】
「五段連環跳」的進化版，跳過5個斜面的石頭，然後再一口氣跳到對岸。規則是必須每個石頭都跳到，否則當場出局。第23回改成「十二段連環跳」。該關卡也在中國版第一季使用。
（迴盪繩索）【16】
抓住一條繩索然後往下跳到起跳點下方的著陸區，有2個脫落者，只在第16回出現。
（翻身彈跳）【16】
飛身而起讓身體撞在大彈簧墊上然後讓身體彈到起跳點右方的著陸區，有1個脫落者，只在第16回出現。
（上坡圓木）【17】
下坡圓木的相反，這裡的圓木是傾斜15度的上坡。對於平衡感不好的人，在此的落下機率很高。有時圓木會脫離軌道（因為沒有東西支撐著它），脫落者超過20人。第18回改成「圓木滑降」。
（鐵環滑降）【17、25】
第17回首次登場，首先利用跳板飛身躍過巨大水潭，抓住上方的鐵環後將鐵環一路滑到對岸。第18回變成橡皮筋之橋，第25回再次復活,這次比17回時鐵環掛得更高更遠，所以佐藤惇和高橋賢次只是單手抓着鐵環,而竹田敏浩只是指尖抓着鐵環。全明星的秋山和彥（第17回）、長野誠（第25回），以及新世代的田島直彌曾在此落下（第25回）。
（滑行之繩）【18】
在起點握住一條繩子，然後滑到對岸在著陸，若在離開起點前手就鬆開繩子著陸於起點也算出局，脫落者多，第18回一開始出場的前8人都在此關卡落下。
在第18回中有五人因此關卡受到輕重傷被送到醫院，第19回恢復成「六段連環跳」。
（圓木滑降）【18～25、29～31】
抱著一個巨大的圓木然後往下滑，總共要經過兩個段差，全長9公尺。佐藤弘道曾在此落水（第19回），跟滾圓木一樣脫落者多，第25回後廢除，第29回再度復活，第32回改成「鈦戰機」。
（鋼管迷宮）【18～21】
抓住一根撐在池中的桿子，越過水潭。但桿子上端設有類似迷宮的障礙物，無法一躍而過，時常卡住，甚至於反彈回起跳點。桿子被卡住時選手必須想辦法（譬如旋轉身體）讓桿子脫離障礙向對岸倒下，第21回後廢除。
（蜘蛛跳躍）【18～24、26～27】
蜘蛛步道的進化版本，利用彈簧床飛身躍過水潭，在空中張開雙手雙腳撐住前方的兩個牆面以免落水，接著如「蜘蛛步道」關卡般通過牆面。全明星白鳥文平（第18回）、山本進悟（第19回）、山田勝己（第19、20、22、26回）、竹田敏浩（第22回）、長野誠（第24、26回）曾在此落下，以及臺灣代表李恩至（第18回）、美國代表保羅‧安東尼‧垂克（第19回）也在此失敗過。闖過此關卡的女性有：路西‧隆柏格、島田裕代、小宮理英、有松知美4人。第26回大會再次復活。
（橡皮筋之橋）【18】
通過橋上充滿6片橡皮筋的路（橡皮筋都有缝隙，腳容易卡住），沒有脫落者。長野誠是唯一一位站著闖過此關卡的人，第19回改成「乘風破浪」。
（Great Wall）【18】
外觀和聳立高牆一模一樣，但是高度變為4.6公尺，且本來要跑上去抓住的部分向內傾斜，因此頂端設置一根垂下的繩子，必須抓住繩子往上爬，第19回又變回「聳立高牆」，高度改為5.2公尺。
（飛越大峽谷）【18～21】
滑下巨大的溜滑梯，飛身越過水潭抓住一根橫向拉在空中的繩子，然後逆向盪回起跳點底下的著陸區，脫落者多。
全明星除了山田勝己，其他4位都曾有在此失敗的經驗（全明星只有秋山和彥沒有挑戰過此關卡，所以不算在內）。
第18、19回繩子是彈力繩，但由於19回脫落者過多，所以第20回起改為一般的繩子。第22回改成「滑降飛抓」。
※第19回時彈力繩掛得較高，要在巨大的溜滑梯上跳起來，才能抓到繩子，所以第19回的脫落者過多。
（天羅地網）【18～29】
抓著網子往上爬，爬上去後，再往前幾步就是終點，會根據挑戰者從前一道關卡飛到此關時抓住的網子高低來決定攀爬網子所需的時間。
（乘風破浪）【19～24、26～27】
跑上半圓形的牆壁，然後抓住從空中垂下的繩子，一路飛到對岸。全明星的秋山和彥、山本進悟（第20、22回）曾在此落下，川原拓也、鷲見裕二、宮崎大輔等人第20回大會曾在此著陸失敗，在第24回時此關卡的脫落者非常的多。第26回大會再次復活。第27回著陸點改為一塊十分小的板，並改為用圓木連接到下一關卡。
此關卡曾出現多個中文名稱，第19回時叫「飛簷走壁」，第20回時叫「飛越半管」，第21回以後都叫「乘風破浪」。
サークルハンマー（旋轉悍馬）【22】
關卡中間設有一圓鐵環，掛著一個繩子。先在起跑點上鉤到繩子後，利用助跑把繩子划向對岸一不穩定的浮島上，第23回改成「窗簾滑行」。
（滑降飛抓）【22～24】
有點類似「鋼管滑降」和「跳躍懸吊」的混合版。首先抓住鐵棒向下滑行，越過兩個段差後，跳出去抓住網子，再來有如「跳躍懸吊」般沿著網子向上或向下爬前進至對岸，另外，與「跳躍懸吊」一樣，只要腳沾到水就算出局（出局者多）。許多強力選手都在此落下，全明星的長野誠、山田勝己，美國隊的李維‧謬恩巴克、保羅‧安東尼‧垂克，以及強棒川原拓也、川島孝幸都曾在此失敗。
另外，此關卡在第23回時發生卡繩事件，造成長野誠不幸落水，事後大會決定長野誠重新挑戰一次，最後成功過關。
（十二段連環跳）【23、24】
六段連環跳的進化版。跳過11個斜面不規則的木頭，再一口氣跳到對岸。規則是必須每個木頭都跳到，否則當場出局，第25回改成「五連跳」。
（窗簾滑行）【23】
助跑後飛身而起抓緊掛在軌道上的窗簾滑到對岸，許多藝人在此落下，另外連奧運選手萊傑布‧拉尼克也在此落下。
（十字橋）【24】
第13～17回「十字橋」的進化版，6張板子排成十字狀，從上面維持平衡跑過去，有2個脫落者。
（五連跳）【25】
「六段連環跳」的進化版。跳過5個弧面的石頭，再一口氣跳到對岸。規則是必須每個石頭都跳到，否則當場出局，而且也不能用手碰，第26回改成「跳躍滑降」。
（飛躍奪命橋）【25】
跳過三個巨型鞦韆，然後再奮力一跳抓住緊掛在軌道上的繩子滑到對岸，只在第25回出現。
（跳躍滑降）【26、27】
「五段連環跳」的進化版。跳過4個斜面的石頭，然後再奮力一跳抓住緊掛在軌道上的繩子滑到對岸。規則是必須每個石頭都跳到，否則當場出局，而且石頭面也不能用手碰。第27回臺灣代表李恩至在此關卡腳碰到水意外出局。第28回改為「五段連環跳」再次復活。
（恐怖鞦韆）【26】
跳上擺盪的鞦韆，藉著搖擺抓到對岸的木棒而登陸。另外也可以直接跳到對岸的木棒（不必用到鞦韆）。
（人肉轉盤）【26～28】
為滾圓木的變種版本。在下坡軌道上，抓住圓形木板上的支架滾下去，脫落者多，全明星的山本進悟（第26回）、竹田敏浩（第28回）曾在此出局，第29回改回「圓木滑降」。
（巨人鞦韆）【第一型態：26，第二型態：27】
首先利用跳板飛身躍過巨大水潭，抓住上方的鐵架之後，利用擺盪盪到對面。第26回時，跳出去後是抓住網子，再來有如跳躍懸吊般沿著網子向上或向下爬前進至下一關，另外，與跳躍懸吊一樣，只要腳沾到水就算出局。第27回時改為在一45度的斜面上著陸。
（鐘擺橋）【27、28】
有4個大球兩端用繩索固定，必須從上面快速通過。此關卡取自富士海筋肉王第一舞台的「砲彈飛車」關卡。在第28回把它放在第一舞台的第三關。此關卡在第28回時脫落者非常多。
（跳遠）【29、30】
在25公尺的助跑後跳過水池（水池長度：第29回：男性4.5公尺、女性3.5公尺，第30回：男性5公尺、女性4公尺），著陸在對岸傾斜30度的沙地上。第31回改成「滾輪山丘」再度復活。
（旋轉刺蝟）【29、30】
會旋轉的圓筒上佈滿50根木樁，從上面維持平衡走過去，第29回竹田敏浩曾在此落下，第31回改成「音樂盒」。
（直壁攀爬）【30～34】
往上爬寬度45公分的牆，高度為5.4公尺，爬上去後走幾步路就是終點，不同於攀繩與天羅地網是只有時間到出局的情況，本關有脫落者是落水出局的情況發生。
（音樂盒）【31、32】
會旋轉的圓筒上設有突起物，利用這些突起物移動至對岸，前半段突起物有200個，後半段只有50個（第32回前半段只有192個、後半段48個），第33回改成「魚刺橋」。
（雙重擺盪）【32～34】
首先利用彈簧床飛身而起，抓住懸掛在空中的巨大鞦韆後，利用擺盪跳出去抓住前方的圓柱然後擺盪至對岸，脫落者多，新世代的日置將士、漆原裕治（第32回）、川口朋廣（第33回）以及又地諒（第34回）曾在此失敗，山本進悟連續3回大會都在此關卡落下，第32回時鞦韆與圓柱的距離較短，大部分的選手只需擺盪一次就可以抓住圓柱，第33回起加大鞦韆與圓柱之間的距離，幾乎所有選手都要擺盪2次（或以上）才可以抓住圓柱，第35回改成「馴龍高手」。
（雙翼滑降）【第一型態：32～35、第二型態：36～37、WORLD CUP2024】
雙手雙腳撐住關卡兩邊的板子然後開始向下滑行，途中會經過一個30公分的段差。第32～35回時關卡名稱為「タイファイター（鈦戰機）」，板子外觀類似電影星際大戰中銀河帝國與第一軍團所使用的鈦戰機種而以此命名，第36回起因製作單位的授權到期，版子改為長方形，並斜面放置。脫落者多，強棒高橋賢次（第32、33回）、藝人樽美酒研二（第32回）、塚田僚一（第35回）曾在此落下，第36回全明星的山本進悟在此落下、竹田敏浩則是因此關卡傷到左肩，導致無法繼續挑戰而棄權。
於SASUKE世界盃2024短暫回歸一次，第42回改成「旋轉螺絲起子」。
（二連聳立高牆）【28～30、39～40】
連續翻過兩個圓弧狀的聳立牆壁。第一道牆為4公尺，第二道牆為4.5公尺。第31回改回「聳立高牆」，高度為4.5公尺。第39回再度復活但第一道牆改為4.2公尺，第二道牆為4.5公尺。再度復活後配合前面的「三重拓克」消耗的體力更多。第41回再度改回「聳立高牆」，高度一樣為4.5公尺。

### 2nd STAGE
- 第7回以前以通過門的時間為主，第8回以後則需按下按鈕。

（活動的牆）【1～6】
涵蓋在蜘蛛步道裡的關卡，雖然第5、6回時都有出現此關卡，但是其實從第5回起就再也不列入18道關卡內。在這裡出局的代表性選手有職業救生員鯨井保年（第3回）。
（蜘蛛攀爬）【1～4】
與上記會動的牆同樣，也是涵蓋在蜘蛛步道裡的關卡，只是要向上爬行。第2回時山田勝己在此落下。如果把蜘蛛步道分成前、中、後三等份，此關卡屬於後面要向上爬行，並抓上棒子的那一等份。
（五連鎚）【1～9】
5個鎚子在一條窄路上不停擺動，第1回時山田勝己、山本進悟在此落下。第2～4回時也不斷出現出局者，但是第5回經過第一次大改版後就沒有再出現任何出局者了。另外只要手碰到鎚子就判定犯規，第10回改成「平衡水槽」。
（拓克路機）【5】
連續推著在軌道上兩個重50公斤的東西通過一區域。第6回改成「走屋簷」。
（走屋簷）【6】
通過2段寬18公分類似峭壁的路，沒有任何出局者，女子版極限體能王也有類似的關卡，名稱為「迷幻壁」，第7回起改成了「連鎖反應」，便一直存在到第17回。
（連鎖反應）【7～17】
握住第1條鐵鍊向前滑行9.5公尺後，再握住第2條鐵鍊向對岸滑行7.5公尺，為安全起見，規定參賽者要戴上手套握住鐵鍊。
（磚牆攀爬）【7～17】
抓住牆上的磚頭然後爬上去。第7～13回不列入18道關卡內。第14回起正式列入25道關卡內。落地算失敗，沒有脫落者。
（平衡水槽）【第一型態：10～15、17，第二型態：24～27】
踩在12角形的鐵桶上後，將鐵桶一路滾到對岸。第16回換成「三角橋」，第17回復活，第18回起再被換掉，第24回再復活，而且由於著陸點比軌道要高，故加設繩子，挑戰者踩完鐵桶後須抓住尾端的繩子往上爬才可過關。
（旋轉鐵鍊）【14～27】
飛身而起抓住垂掛在活動轉盤下方的鐵鍊，乘勢蕩向對岸。極限體能王之三位全破者長野（第15回）、秋山（第16回）以及森本（第27回）都有失敗的經驗，漆原則沒有。在第18回大會的大改版之中，此關卡是第二舞台唯一留下來的舊關卡（改版後助跑區加長）。
（三角橋）【16】
在像屋頂的三角錐上用手扶著左右兩側突出的部分前進，有一個脫落者，第17回又改回「平衡水槽」。
（下坡跳躍）【18～24】
乘著滑板滑下斜坡，途中跳躍起來抓住繩索，接著在繩索滑行途中跳在著陸區上。第18回時滑坡斜度為35度，第19和20回時是55度，第21回時是40度，第22回時是50度。
共有2個脫落者，分別是全明星的長野誠（第20回）及白鳥文平（第21回），第25回時改成「滑行迫降」。
（鯉魚躍龍門）【18～24】
身體懸空，雙手抓著橫槓，將橫槓往上舉起扣住上方突起的格子，一格一格往上跳行。共有七個突起格子，其中第六到第七段的間隔特別長。總高度4.5公尺（第18回大會之說明），另外，只要腳踏到突起的格子便會被判失格。
第18回有3人落下（長崎剛政、鷲見裕二、竹田敏浩）、第19回沒有任何選手通過此關卡（第19回只有山田康司和鷲見裕二兩人闖到第二舞台，但都在6→7段失敗）、第20回沒有人落下、第21回有4人落下（布萊恩.歐洛斯科、中田大輔、松永共廣、李維.謬恩巴克）、第22回晉級的5人都通過此關卡、第23回有5人落下（田島直彌、橋本亘司、中村哲、佐藤惇、伊藤圭紀）、第24回只有佐藤惇在此落下，第25回改成「雙鯉躍龍門」。
（鋼管滑降）【18～23】
抵達鯉魚躍龍門最上一層時，將橫桿搭在下降軌道滑行，滑落途中跳在著陸區上（富士海筋肉王曾出現過）。奧山義行是唯一的脫落者。第21回大會起，橫桿變得更長且兩側增加了不會使軌道脫落的小圓片。
（網橋）【18】
與第一舞台的天羅地網有點類似，但是是左右移動，長4.5公尺，沒有脫落者，第19回改成「空中漫步」。
（扁擔之路）【18】
背著40公斤重的擔子，走過兩段直徑60公分的橋，沒有脫落者。第19回之後又改回「芝麻開門」。
（空中漫步）【19】
類似無空白段的巔峰戰士，身體懸空，用指尖扣住寬僅3公分的突出物，藉此前進通過水池，但沒有人挑戰就再度更新關卡（極限體能王史上頭一遭）。
但在第21回大會前的預選賽中，此關卡又再度出現（パワーハンガー），距離5公尺，沒有脫落者。
（搖擺雲梯）【20～22】
此關卡有如女子版極限體能王的「吊梯子」，通過一個會搖晃的雲梯，沒有脫落者。第23回改成「搖擺危橋」。
（搖擺危橋）【23～30】
身體懸空，雙手抓著第一塊吊在空中會前後搖動的木板前進，之後再跳到第二塊吊在空中會左右搖動的木板爬到對岸。第23回漆原裕治曾在此落下（著陸失敗）。
第23回此關卡設在「鋼管滑降」之後，第24回至第27回移前取代「鋼管滑降」，原位置由「平衡水槽」取代。
第28回後只留下第一塊木板，取消第二塊木板，第31回改為「鯉魚躍龍門下坡」。
（滑行迫降）【25～27】
首先抓住鐵棒向下滑行，越過一個段差後，跳到着陸點。第26回前脫落者只有李維‧謬恩巴克一人，第27回出現大量脫落者。
（雙鯉躍龍門）【25～27】
鯉魚躍龍門的進化版。關卡中共有兩排突起格子互相正對，各有五個格子，第二排比第一排高，第二排的第四至五格為特長間隔。挑戰者須雙手抓著橫槓，身體懸空並將橫槓往上舉起扣住上方突起的格子，一格一格往上跳行。到達第一排的最頂後，轉身再連人帶棒飛到第二排的任意一個格子（即不限定要飛到哪一格），再一格一格往上跳到最頂。過關後，沒有休息地點直接進行下一個關卡。第27回將橫桿的小圓片拆除。
腳踏到突起的格子便會被判失格。挑戰途中橫槓脫軌仍會繼續，即使挑戰者無法將橫槓復原，仍會等到挑戰者落水、犯規或時間到才會算出局。
（壓板滑降）【28～32】
兩手撐著兩旁的壓板，滑翔到對岸時手再鬆開著陸，除了第28回及第32回外，其餘都有挑戰者在此出局。
（鯉魚換面）【28～30】
關卡中共有兩排突起格子互相正對，第一排有三個格子，第二排有兩個。挑戰者須雙手抓著橫槓，身體懸空並將橫槓往上舉起扣住上方突起的格子，連人帶棒飛到第二排較高的格子，再轉身飛回第一排較高的格子，不斷重複直到最頂。過關後，沒有休息地點直接進行下一個關卡。此外，為了選手們的安全，凡是桿子一邊跳躍過去對面後，桿子無法平行落在格子上或是桿子落在下面一階的格子者，皆判定為失去比賽資格，第29、30回皆發生此狀況。第31回改為上下坡。
（開牆步道）【28、29】
先舉起第一道重達30公斤的門閘，門閘下面的中間通空並有軟塊阻隔，軟塊左右各留一條縫隙，通過時頭有可能會被軟塊擋住；通過後再左右拉開第二道40公斤的橫門，通過後再舉起第三道50公斤門牆後通過，牆壁顏色為銀色，上面寫有日文大寫數字，第30回又改回「芝麻開門」。

### 3rd STAGE
（希臘圓柱）【1、2】
9個排成類似骨牌的泡沫聚苯乙烯，必須在上面保持平衡前進。第1回時Ken小杉和山本義人曾在此脫落。第3回大會改為「撐竿過河」。
（螺旋槳雲梯）【1～8】
類似螺旋槳旋轉的桿子必須一邊抓著一邊前進，共3個。第9回大會改為「鋼骨骰子」。第7回的詹姆斯‧岡田是唯一的脫落者。
（針山）【1】
地面插著8根容易搖晃的棒子，必須一面抓著棒子一面前進，落地算失敗。沒有脫落者，是極限體能王唯一一個只在第1回出現的關卡。
（泰山過河）【2、3】
用繩子綁著的小立足點，必須踩過數個前進。第4回大會改為「手搖自行車」。
（撐竿過河）【3、4】
在一段水上斜放一杆子，以撐杆跳的方式跳過去。第4回大會後撤除。有一個脫落者。他就是簡稱SASUKE的佐藤秀輔。
（手搖自行車）【4～8、18、27】
像腳踏車的腳踏板，用手握住左右兩邊的棒子邊用手臂轉動邊前進。在第4回出現，第9回改成「燈泡渡橋」，第18回再度出現，在第二道關卡，而且直接連在「臂力吊環」之後沒有休息區域，沒有脫落者，第27回又再次復活，此次為第三舞台的第一道關卡。
クリフハンガー（巔峰戰士）【4～17】
- 第一型態：（4）身體懸空，用指尖扣住寬僅3公分的突出物，藉此前進通過水池，沒有高低差，但中間有兩個空白。Ken小杉與山田勝己在第2→3間隔脫落。在第5回更新。
- 第二型態：（5～8）第一段至第二段與第一型態相同，第三段比第二段高出30公分，在第9回更新。
- 第三型態：（9～17）有三段不同高度的突出，第二段比第一段高30公分，第三段比第二段低45公分，第18回後將第二段改成左下之右上的斜波，把第二段至第三段的距離改成1公尺（高低落差50公分），以「新巔峰戰士」的名稱出場。

（人體支架）【5～17】
挑戰者身子打橫俯瞰水池，雙手和雙腳分別往前後撐住兩道牆，然後橫向移動。全長5公尺，設有間隔，手的部分有2個，腳的部分有1個，並似乎會根據選手的身高調整間隔。全明星除了山田跟長野外都有脫落的經驗，脫落者多，除了初登場的第5回及第9回外，其他大會都有選手在此關卡落水，第17回後撤除。
（鋼骨骰子）【9～15、28～30】
長方體型的物體必須一邊抓住桿子一邊用上臂的力量類似骰子轉動。第16回改為「臂力吊環」，在此關脫落者只有山本進悟（第9回）與山口康輔（第14回）2人因著陸失敗出局。第28回再度復活，第30回後撤除，第31回原位置由「鼓上前行」代替。
ランプグラスパー（燈泡渡橋）【9～12】
身體懸空，只靠雙手交互握住安裝在天花板上的電燈泡（電燈泡型的物體），藉此渡過巨大的水潭，第9回初登場時天花板旁邊的圖案是一塊塊正方形，第10回旁邊的圖案改成一個個V型一直存到第12回，第13回改成「窗簾絕壁」，第19回再次復活，而且將天花板改成朝下坡傾斜。中田大輔曾有連續三次失敗的經驗（第9，10，11回）。除了中田之外，竹田敏浩曾在此脫落（第9回）。
（窗簾絕壁）【13～17、28～29】
在水池上懸掛著一面全長5公尺40公分的窗簾，主要用雙手抓緊窗簾前進，腳也有可能用到。第18回改為「搖擺窗簾」。第28回再度復活，第29回後撤除。
（飛躍鋼管）【14～24】
跳過鐵棒與鐵棒之間的間隔。有4根鐵棒，要跳躍3次。間隔1.6公尺，全長4.8公尺。第14、15回初登場時有6根鐵棒，要飛躍5次，全長8公尺。過了這個關卡之後、沒有休息地點就要馬上進入下一道關卡。在此出局的有全明星的長野誠（第14回）及強棒山田康司（第15回）。
（上坡雲梯）【14～18】
全長3公尺的雲梯，而且還向上坡傾斜，可以手腳並用爬上去，白鳥文平是此關卡唯一的脫落者。第19回改成「徒手攀岩」。
（惡魔鞦韆）【14～17】
身體懸空，抓住懸吊在空中的鞦韆後，利用擺盪抓住地獄滑桿的桿子。第14回小林信治是第一位闖到此關卡的選手，一直到第16回，都沒有人闖過此關卡，第16回山田康司是第一個闖過此關卡的選手，在此關卡脫落的有3人，分別是小林信治（第14回）、全明星的竹田敏浩（第15回）及長野誠（第16回）。另外鞦韆在擺盪時，如果不小心將地獄滑桿的桿子滑到前面去的話，是很難利用擺盪來抓住已經滑走的桿子。
（臂力吊環）【16～24】
左右手分持2個吊環，通過不同高度與障礙的軌道，全長5.5公尺。第20回之前，此關卡的中文名稱為「高低吊環」。脫落者有中田大輔（第17回），及全明星山本進悟（手臂脫臼自行落下，第23回）。第25回改為「圓盤滾柱」。
（搖擺窗簾）【18】
有四片會搖晃擺動的窗簾，必須抓著窗簾一片一片移動，沒有脫落者。第19回改成「惡魔階梯」。
（新巔峰戰士）【18～24】
「巔峰戰士」第四型態。身體懸空，只靠雙手指尖的力量撐住，第二段比第一段高30公分，第三段比第二段低50公分，距離為1公尺，而且第二段的突出面變成左下至右上的斜坡，且長度只有其它兩段的一半。也就是說，選手通過第一段時，必須扣住身體右上方的第二段突出面，通過第二段時，又必須扣住右下方的第三段，且第二段和第三段的間距長1公尺。
挑戰成功的有9人，分別是全明星的長野誠（第21、23回）和竹田敏浩（第21、23、24回）、菅野仁志（第22、23回）跟漆原裕治（第22、24回）兩位預選通過者，奧山義行跟高橋賢次（第23、24回），橋本亘司、田島直彌、李恩至（第24回）。為了不讓參賽者抓到第三段上面的邊緣，所以第19回起上面多加了鋼鐵面，還有第一段的上面也加了鋼鐵面（因第18回長野誠抓到上面邊緣而犯規出局）。第24回時，並沒有人在此關卡落水，改版以來，除第19回第二舞台就全滅以及第21、24回外，其他大會都有人在此關卡落水。
（蜘蛛換面）【18～24】
類似富士海筋肉王的「ハートブレイカー（傷心人）」。首先橫向移動，最後上去垂直的時候再轉身跳過2公尺的間隔，抓到關卡的另一端，然後繼續橫向移動，在此出局的有第22回大會的菅野仁志（因抓到關卡外的鐵架犯規）、第23回大會的奧山義行與竹田敏浩（因為體力不足，跳過去時沒抓穩落水）、第24回大會的竹田敏浩（橫向移動到垂直面時體力耗盡）。第24回與前面幾回不同的是：製作單位將徒手攀岩的面增長，導致腳無法靠到徒手攀岩的面板上，只能用雙手走一段後，腳再扣上。
在富士海筋肉王和極限體能王第21回大會、第23回大會長野誠都有挑戰經驗，且三次皆成功。
（滑行吊環）【18～24】
將「地獄滑桿」的桿子變成吊環。軌道有輕微的傾斜然後將吊環向下滑動。最後跳往終點的距離非常長（2公尺以上）。在第20回之前，此關卡的名稱是「（最後吊環）」。在此關卡脫落的有全明星的長野誠（第21回，在終點前體力耗盡落水）、高橋賢次（第23回，跳躍失敗）及新世代的田島直彌（第24回，因沒拆除阻斷器下去時衝力過大而落水）。但不知為何，第21回長野誠挑戰時似乎是靠自己的力量慢慢前進。不過，第22回起選手挑戰時吊環卻像沾上油一般，能輕鬆的滑出去。
（下坡燈泡渡橋）【19～23】
「燈泡渡橋」進化版。身體懸空，只靠雙手交互握住安裝在天花板上的電燈泡（電燈泡型的物體），藉此渡過巨大的水潭，而且天花板向著對岸下坡傾斜，沒有脫落者，第24回改為「高低繩索」。
（惡魔階梯）【19～24】
抓住階梯的後側然後不斷地往上爬，一定距離之後，再慢慢往下。宮崎大輔是唯一的脫落者（第21回）。
（徒手攀岩）【19～24】
抓住懸在天花板上的一些類似攀岩的石頭向上移動，腳也可以使用。過了此關卡之後，沒有休息地點就要馬上進入蜘蛛換面。竹田敏浩是唯一的脫落者（第21回）。第20回以前，此關卡的日文名稱為「センディングクライマー」，每塊突起物的形狀不太相同，且有多種顏色。
（高低繩索）【24】
共有六條繩子要過，第一、二、四、五條很短、第三跟第六條很長，其中第一條到第三條繩子的距離是1.3公尺，要一一的碰到繩子，跳過任何一條繩皆算失敗，沒有脫落者，第25回改為「門把峭壁」。
（圓盤滾柱）【第一型態：25，第二型態：26】
身體懸空用手握住安裝在軌道上的輪盤向前轉動，過關後沒有休息地點進行下一關卡。第26回時為三段式，共要經過兩個段差。布萊恩‧歐洛斯科是此關卡唯一的脫落者。
（門把峭壁）【25～26】
身體懸空逐一握住四個圓形門鎖把手爬到對岸，第25回布萊恩‧歐洛斯科、第26回保羅‧卡薩米亞在此落下，第26回後廢除。
（浮遊板）【25】
有五塊會搖晃擺動的木板，最後一塊放得較低，必須抓著木板一片一片移動。對指力消耗極大，造成當時四位挑戰者在終極巔峰戰士被秒殺的主因。第26回改為較簡單的「車輪雲梯」。
（終極巔峰戰士）【第一型態：25，第二型態：26、27】
「巔峰戰士」第五型態。身體懸空，用指尖扣住寬僅3公分的突出物通過水潭。共有六個段式：第一段和第二段裝設在一凹進的斜面下，第三段及以後則設在垂直的牆壁上。挑戰者須先爬上第一段的右上坡（24°，2公尺），再爬上在上面的第二段左上坡（12°，2公尺）。然後爬上比第二段高45公分的第三段，第三段及以後均為水平向右移動，而且段與段之間距離都非常長（第三段3.2公尺）。第四段比第三段短一半（1.2公尺）；第五段則在第四段的右下，長度只有15公分；第六段則在第五段的右下，長度與第四段相同（1.2公尺）。
第26回時將第二與第三段的段差略微調低，相對的，第三到第四段為向上的段差。
第25、26回無人過關，第27回總共有3個人過關，橋本亘司是第一個闖過此關卡的人。
（飛躍吊環）【25～27】
「飛躍鋼管」的進化版。抓住圓環擺盪，藉此跳躍到下一個吊環，最初總共有4個，第27回只有2個。過關後沒有休息地點進行下一關卡。
（長短繩）【25～27】
抓住繩子往前到下一條繩子，總共有三條，但一條比一條短，而且每條繩子上面會伸縮。
（車輪雲梯）【26】
身體懸空逐一抓住四個腳踏車的輪子爬到對岸，而且四個輪子的高度不完全相同，沒有脫落者，只在第26回出現。
（鎖鏈鞦韆）【27】
先抓住一條吊在半空的鐵鏈造的梯子，再翻過梯子背後，之後擺盪並雙手抓住一對吊在半空中裝在滾輪上的鐵鏈，鐵鏈抓住時左右兩邊會上下相反滾動，必須保持平衡；再飛躍到第二對吊在半空有同樣構造的鐵鏈；最後再飛躍到另一條繩梯子，翻過梯子背後沒有休息地點進行下一關卡。橋本亘司是此關卡唯一的脫落者。
（地獄段差）【27】
地獄滑桿的加強版。抓著軌道上的鋼管，身體懸空滑動鋼管前進，軌道中途上有一段向上15公分的段差，到此跳上一層後再滑動鋼管前進到最後，最後跳往終點有一段距離。
 （船槳自行車）【28～31】
身體懸空，抓著軌道上的鋼管中間的凹凸划手，將鋼管向前轉動到對岸，初見容易陷入苦戰但沒有脫落者，第32回改成「鋼管飛越」再度復活。
 （瘋狂巔峰戰士） 【28～31】
「巔峰戰士」第六型態，身體懸空，用指尖扣住寬僅3公分的突出物通過。分為兩組，第一組有三個段差，設置與舊的巔峰戰士第三型態幾乎一樣(除了第三段長度只有一半)。通過第一組後，轉身往背後飛到距離為1.8公尺的第二組，第二組只有一段，長度與第一組第一段相同。
第28回無人過關，第29回只有森本裕介突破，並成為首位闖過瘋狂巔峰戰士的選手，第30回有三人突破（川口朋廣、岸本真彌、又地諒），第31回有兩人突破（森本裕介、菅野仁志），第32回進化為「無敵瘋狂巔峰戰士」。
（鼓上前行）【第一型態：30、31，第二型態：32～34】
兩手心扶在鼓面上，身體懸空，利用手心擺盪跳至下一組鼓面，共要擺盪4次，間隔為1.2公尺，第30回初登場時在第三道關卡，第31回起移至第一道，第32回起下一組鼓面會比前一組還要高出10公分，間隔由1.2公尺改為1公尺，沒有脫落者，第34回後撤除。
（星際橫移）【35～38】
「人體支架」的進化版，挑戰著打橫身體撐住兩邊的物體移動至對岸，手的部分為6顆直徑30公分的圓球，圓球之間間距為90公分，腳的部分為一塊會左右移動的板子，兩邊的距離為140～160公分（第36回為140～180公分）。此關卡對於身高較矮的人非常不利。第35回日置將士曾在此落下。

### FINAL STAGE
| 大會數 | 關卡名稱                   | 關卡名稱                 | 關卡名稱 | 完全制霸者 | 限制時間 |
| ------ | -------------------------- | ------------------------ | -------- | ---------- | -------- |
| 1～4   | （15m）                    | （15m）                  | （15m）  | 秋山和彥   | 30秒     |
| 5～17  | （12.5m）                  | （10m）                  | （10m）  | 長野誠     | 30秒     |
| 18～22 | （13m）                    | （10m）                  | （10m）  | 漆原裕治   | 45秒     |
| 23、24 | （13m）                    | （10m）                  | （10m）  | 漆原裕治   | 40秒     |
| 25～27 | （20m）                    | （20m）                  | （20m）  | 漆原裕治   | 40秒     |
| 28～31 | （12m）                    | （12m）                  | （12m）  | 森本裕介   | 30秒     |
| 32～38 | （8m）                     | サーモンラダー15段（7m） | （10m）  | 森本裕介   | 45秒     |
| 39～   | ハングクライミング（8.5m） | サーモンラダー15段（7m） | （10m）  |            | 45秒     |

第一型態　過關者：秋山和彥（1999秋）（剩餘6.0秒）【1～4】 總計12名挑戰者
高度15公尺，限制時間30秒。
（15公尺的攀繩）。第3回時山田勝己只差30公分就可以完全制霸。最初的挑戰者是第1回的川島孝幸。第1回是以腳碰到頂端為過關，而之後就改成時間到前按下按鈕即可過關。
第二型態　過關者：長野誠（2006秋）（剩餘2.56秒）【5～17】 總計10名挑戰者
高度22.5公尺，限制時間30秒。
12.5公尺的「（蜘蛛攀爬）」→10公尺的「（攀繩）」。開始由兩個子關卡組成。第7、8與第17回時前半為12公尺，中間留有50公分的空隙。開始15秒後兩邊的牆壁會開始分開。最初的挑戰者為第7回的山本進悟，而長野誠第4次挑戰才過關。
第三型態　過關者：漆原裕治（2010元旦）（剩餘3.57秒）【18～24】 總計8名挑戰者
高度23公尺，限制時間40秒（第22回以前為45秒）。
13公尺的「（天堂之梯）」→10公尺的「（最終之繩）」。時間到了繩子不會自動脫落，會將挑戰者慢慢往上拉至終點或者往下至地面。最初的挑戰者為第22回的漆原裕治。首次挑戰開始後，才3回大會、5人挑戰失敗後，漆原裕治就完全制霸。
第四型態　過關者：漆原裕治（2011秋）（剩餘6.71秒）【25～27】 總計2名挑戰者
高度23公尺（從3公尺處開始），限制時間40秒。
（20公尺的攀繩）。據初田啟介實況時說出：「アルティメットロープクライム」，因為是這個發言後故此關應該是叫做「終極攀繩」。第27回首次登場就被漆原裕治完全制霸，為史上最快的一次。
第五型態　過關者：森本裕介（2015）（剩餘2.59秒）【28～31】 總計3名挑戰者
高度24公尺，限制時間30秒。
12公尺的「（蜘蛛攀爬）」→12公尺的「（攀繩）」。本次與第二型態不同的是，時間到繩子不會脫落，15秒後牆壁也不會分開。第30回首次挑戰開始後，才2次大會、2人挑戰失敗後，森本裕介就完全制霸，也是史上繼秋山和彥後第二位首次進入最終舞台就達成完全制霸的挑戰者。
第六型態　過關者：森本裕介（2020）（剩余2.52秒）【32～38】總計5名挑戰者 
高度25公尺，限制時間45秒。
8公尺的「（蜘蛛攀爬）」→7公尺的「サーモンラダー15段（鯉魚躍龍門15段）」→10公尺的「（攀繩）」。和2nd STAGE的鯉魚躍龍門上下不同，這裡的鯉魚躍龍門15段没有可以休息的時間。
第35回大會才被森本裕介首次挑戰，最终舞台也曾在横濱直播兩次（第36回、第37回）但都未達成完全制霸，第38回森本裕介的第3次挑戰终於達成個人第二次完全制霸。
第七型態　【39～】累計3名挑战者 
高度25.5公尺，限制時間45秒。
8.5公尺的「ハングクライミング」→7公尺的「サーモンラダー15段（鯉魚躍龍門15段）」→10公尺的「（攀繩）」。
第40回大會才被首次挑戰，挑戰者山本良幸、多田龍也、森本裕介。森本裕介差0.5秒,就可以達成個人的第三次完全制霸。

## 極限體能王SASUKE中勇者創下的記錄

### 第一次參賽・舞台首次挑戰的紀錄
- 最終舞台首次挑戰即過關者：秋山和彥（第4回）、森本裕介（第31回）
- 第一次參賽就闖進最終舞台的人：川島孝幸、楊崇 、長谷川健 、大森晃（日语：モンキッキー）（以上都是第1回），田中光（日语：田中光 (体操選手)）（第2回），松本稔（第3回），約旦‧尤布契夫（日语：ヨルダン・ヨブチェフ）（第8回），雷涅‧加斯里（第37回）。
- 第一次參賽就創下第一舞台最快紀錄者：宮城英和（第1回）、蔡維斯‧亞倫‧史瑞德（第4回）、佐川隆一（第8回）、李維‧謬恩巴克（日语：リーヴァイ・ミューエンバーグ）（第20回）。
- 第一次參賽就創下第二舞台最快紀錄者：山本義人（第1回）、海老原匡一（第2回）、蔡維斯‧亞倫‧史瑞德（第4回）、畠田好章（第6回）、小林信治（第11回）、李維‧謬恩巴克（第20回）。
- 第一次參賽就創下總和第一名者：大森晃（第1回）、田中光（第2回）、李維‧謬恩巴克（第20回）、宮岡良丞（第41回）。

### 最多次的記錄
- 最多次完全制霸：漆原裕治（第24、27回）、森本裕介（第31、38回），2次。
- 最多次參賽的人：山本進悟，41次（唯一的全勤獎）。
- 最多次挑戰第二舞台的人：竹田敏浩，總共19次。
- 最多次挑戰第三舞台的人：竹田敏浩，總共13次。
- 最多次挑戰最終舞台的人：長野誠、森本裕介，總共5次。
- 最多次總和第一名的人：長野誠、森本裕介，總共8次。
- 最多次連續大會總和第一名的人：長野誠（第11～13回）、森本裕介（第34～36回），連續3次。
- 最多次最快紀錄的人：長野誠，總共7次（第一舞台5次、第二舞台2次）。
- 最多次第一舞台最快紀錄的人：長野誠，總共5次。
- 最多次第二舞台最快紀錄的人：高橋賢次（日语：高橋賢次），總共5次。

### 連續過關的記錄
- 最多次連續闖過第一舞台的人：佐藤惇（日语：佐藤惇）（第23～25、32～38、40～42回），連續13次。
- 最多次連續闖過第二舞台的人：佐藤惇（第32～38、40～41回），連續9次。
- 最多次連續闖過第三舞台的人（最多次連續闖到最終舞台的人）：大森晃（第1～3回）、長野誠（第11～13回），連續3次。
- 最多次連續闖過第一舞台的外國人：杜魯‧德雷契爾（第30～36回），連續7次。
- 最多次連續闖過第二舞台的外國人：杜魯‧德雷契爾（第30～35回），連續6次。
- 第一次參賽開始最多次連續闖過第一舞台的人：山田勝己（第1～6回）、ケイン·コスギ（第1、4、6～8、40回），連續6次。
- 第一次參賽開始最多次連續闖過第二舞台的人：山本良幸（第37～42回），連續6次。

### 最年輕與最年長的記錄
- 最年輕的參賽者：尾上彩（第4回），當時才12歳。
- 最年輕的第一舞台過關者：長野塊王（41回），當時14歲。
- 最年長的第一舞台過關者：Ken小杉（日语：ケイン・コスギ）、山本進悟（第40回），當時已經48歳。
- 最年輕的第二舞台過關者：中島結太（第42回），當時才16歳。
- 最年長的第二舞台過關者：漆原裕治（第42回），當時已經46歳。
- 最年輕的最終舞台挑戰者：川島孝幸（第1回），當時才18歳。
- 最年長的最終舞台挑戰者：奧山義行（日语：奥山義行）（第24回），當時已經39歳。
- 總和第一名中，最年輕的人：長崎峻侑（第18回，第三舞台的新巔峰戰士，過了18道關卡），當時才19歳。
- 總和第一名中，最年長的人：奧山義行（第26回，第三舞台的終極巔峰戰士，過了18道關卡），當時已經40歳。
- 最年輕完全制覇者：森本裕介，當時23歲。
- 最年長完全制覇者：長野誠，當時34歲。

### 其他記錄
- 總和第一名的外國人：李維‧謬恩巴克（第20回）、李恩至（第25、26回）、杜魯‧德雷契爾（第32、33回）。
- 闖到最終舞台的外國人：約旦‧尤布契夫（第8回）、李恩至（第24回）、雷涅‧加斯里（第37回）。
- 第一舞台留下最多時間紀錄者：梶原颯（45秒39，第41回，當時時間限制為110秒）。
- 第二舞台留下最多時間紀錄者：李維‧謬恩巴克（38秒54，第20回，當時時間限制為90秒）。
- 第一舞台剩下最少時間通關者：約旦‧由布契夫（0秒00，第8回）。
- 第二舞台剩下最少時間通關者：石川輝一（0秒06，第27回）。
- 最快的完全制霸紀錄：漆原裕治（6秒71，第27回）。
- 剩下最少時間的完全制霸：森本裕介（2秒52，第38回）。

## 節目錄影、播放日期
| 屆數   | 日本錄影日期                    | 日本首播日期    | 日本首播時間  | 日本收視率                                                        | 臺灣首播日期           | 臺灣首播電視台     | 備註 |
| ------ | ------------------------------- | --------------- | ------------- | ----------------------------------------------------------------- | ---------------------- | ------------------ | --- |
| 第1回  |                                 | 1997年 9月27日  | 19:00 - 20:54 | 16.3%                                                             |                        | JET日本台          | |
| 第2回  |                                 | 1998年 9月26日  | 19:00 - 20:54 | 19.2%                                                             |                        | JET日本台          | |
| 第3回  |                                 | 1999年 3月13日  | 19:00 - 20:54 | 18.4%                                                             |                        | JET日本台          | |
| 第4回  |                                 | 1999年 10月16日 | 19:00 - 20:54 | 19.7%                                                             |                        | JET日本台          | 秋山和彥完全制霸 |
| 第5回  |                                 | 2000年 3月18日  | 19:00 - 20:54 | 19.8%                                                             |                        | JET日本台          | |
| 第6回  |                                 | 2000年 9月9日   | 19:00 - 20:54 | 22.0%                                                             |                        | JET日本台          | |
| 第7回  |                                 | 2001年 3月17日  | 19:00 - 20:54 | 26.0%                                                             |                        | JET日本台          | 「SASUKE全系列」中的最高收視率 |
| 第8回  |                                 | 2001年 9月29日  | 19:00 - 20:54 | 25.8%                                                             |                        | JET日本台          | |
| 第9回  |                                 | 2002年 3月16日  | 19:00 - 20:54 | 19.7%                                                             |                        | JET日本台          | 挑戰冠軍王時代最終回 |
| 第10回 |                                 | 2002年 9月25日  | 21:00 - 22:54 | 19.6%                                                             |                        | JET日本台          | |
| 第11回 |                                 | 2003年 3月21日  | 18:55 - 21:48 | 16.3%                                                             |                        | JET日本台          | |
| 第12回 | 2003年 9月23日                  | 2003年 10月1日  | 18:55 - 21:09 | 18.4%                                                             |                        | JET日本台          | |
| 第13回 | 2004年 3月14日                  | 2004年 4月6日   | 20:00 - 22:54 | 18.1%                                                             |                        | JET日本台          | |
| 第14回 | 2004年11月28日                  | 2005年 1月4日   | 18:30 - 20:54 | 18.7%                                                             |                        | JET日本台          | |
| 第15回 |                                 | 2005年 7月20日  | 18:55 - 20:54 | 15.5%                                                             | 2005年 8月20日         | JET日本台          | |
| 第16回 | 2005年12月11日                  | 2005年 12月30日 | 18:30 - 20:54 | 14.5%                                                             | 2006年 1月21日         | JET日本台          | |
| 第17回 | 2006年 9月10日                  | 2006年 10月11日 | 18:55 - 21:48 | 14.7%                                                             | 2006年 11月18日        | JET日本台          | 長野誠完全制霸 |
| 第18回 | 2007年 3月3日                   | 2007年 3月21日  | 18:55 - 21:48 | 17.5%                                                             | 2007年 5月19日         | JET日本台          | |
| 第19回 | 2007年 9月9日                   | 2007年 9月19日  | 18:55 - 20:54 | 15.2%                                                             | 2007年 11月17日        | JET日本台          | |
| 第20回 | 2008年 3月17日                  | 2008年 3月26日  | 18:55 - 22:48 | 14.4%                                                             | 2008年 6月14日・21日   | JET日本台          | |
| 第21回 | 2008年 9月8日                   | 2008年 9月17日  | 18:55 - 22:48 | 12.2%                                                             | 2008年 10月18日・25日  | JET日本台          | |
| 第22回 | 2009年 3月16日                  | 2009年 3月30日  | 20:00 - 23:24 | 14.7%                                                             | 2009年 5月16日・23日   | JET日本台          | |
| 第23回 | 2009年 9月14日                  | 2009年 9月27日  | 19:00 - 22:54 | 14.1%                                                             | 2009年 12月12日・19日  | JET日本台          | |
| 第24回 | 2009年 12月8日                  | 2010年 1月1日   | 17:45 - 23:24 | 11.7%                                                             | 2010年 2月14日～17日   | 國興衛視           | 日本關東地區加上16:45 - 17:15，總共6小時。 漆原裕治完全制霸 |
| 第25回 | 2010年 2月20日                  | 2010年 3月28日  | 19:00 - 22:48 | 7.5%                                                              | 2011年 2月3日～5日     | 國興衛視           | |
| 第26回 | 2010年 10月19日                 | 2011年 1月2日   | 21:00 - 23:39 | 9.0%                                                              | 2013年 4月5日～7日     | 國興衛視           | |
| 第27回 | 2011年 7月18日                  | 2011年 10月3日  | 19:00 - 22:48 | 12.6%                                                             | 2013年 9月19日・20日   | 國興衛視           | 漆原裕治完全制霸 |
| 第28回 | 2012年 11月18日                 | 2012年 12月27日 | 18:30 - 21:49 | 9.3%                                                              | 2014年 5月31日・6月1日 | 國興衛視           | 20:50插入兩分鐘新聞播報 |
| 第29回 | 2013年 6月1日・2日              | 2013年 6月27日  | 19:00 - 21:49 | 9.6%                                                              | 2014年 9月8日          | 國興衛視           | 20:37插入兩分鐘新聞播報 |
| 第30回 | 2014年 5月17日・18日            | 2014年 7月3日   | 19:00 - 22:48 | 10.0%                                                             | 2017年 1月1日          | 緯來日本台         | 日本關東及部份地區提前為18:57播放。 2015年1月3日重播增加部份挑戰者的「完全版」，播放時間為9:30 - 14:00 緯來日本台播放時的標題為「新年最強！台灣挑戰極限體能王」。 |
| 第31回 | 2015年 5月23日・24日            | 2015年 7月1日   | 19:00 - 22:54 | 10.7%                                                             | 2017年 1月26日         | 緯來日本台         | 緯來日本台播放時的標題為「極限體能王迎雞年」。 森本裕介完全制霸                                                                                                   |
| 第32回 | 2016年 5月28日・29日            | 2016年 7月3日   | 18:30 - 21:48 | 10.9%                                                             | 2017年 2月26日         | 緯來日本台         | |
| 第33回 | 2017年 2月11日・12日            | 2017年 3月26日  | 18:30 - 20:56 | 9.5%                                                              | 2017年 10月8日         | 緯來日本台         | |
| 第34回 | 2017年 7月22日・23日            | 2017年 10月8日  | 18:30 - 21:48 | 9.0%                                                              | 2018年 2月16日         | 緯來日本台         | 緯來日本台播放時的標題為「新年極限體能王」。 |
| 第35回 | 2018年 2月17日・18日            | 2018年 3月26日  | 19:00 - 22:54 | 10.5%                                                             | 2018年 9月22日         | 緯來日本台         | |
| 第36回 | 2018年 12月1日・2日・3日・31日  | 2018年 12月31日 | 18:00 - 23:55 | 6.5%（18:00～）6.9%（19:47～）4.2%（20:52～）4.8%（23:00～23:35） | 2019年 4月5日          | 緯來日本台         | 19:41插入2分鐘新聞快報。 19:45播出「WBO世界スーパーフライ級王座決定戦 井岡一翔対ドニー・ニエテス」。 FINAL STAGE於橫濱紅磚倉庫現場直播。                          |
| 第37回 | 2019年 11月24日・25日・12月31日 | 2019年 12月31日 | 19:00 - 23:55 | 4.0%（19:00〜） 5.0%（23:25〜23:55）                              | 未播出                 |                    | FINAL STAGE於橫濱紅磚倉庫現場直播。 「SASUKE全系列」中的最低收視率。                                                                                              |
| 第38回 | 2020年 10月31日・11月1日・2日   | 2020年 12月29日 | 19:00 - 22:57 | 9.7%                                                              | 2021年9月18日          | 緯來日本台         | 由於受到嚴重特殊傳染性肺炎疫情影響，因此本屆錄影為無觀眾比賽模式，也未邀請任何的海外代表前來參賽，這次最終關卡搬回綠山舉行。 森本裕介完全制霸。                   |
| 第39回 | 2021年10月30日-11月2日          | 2021年12月28日  | 18:00 - 22:57 | 7.3%（18:00～） 10.0%（19:00～22:57）                             | 2022年6月3日           | 緯來日本台         | 由于受到嚴重特殊傳染性肺炎疫情影响，本次虽有观众（限於參賽者之家人）但仍未邀请任何海外代表。                                                                      |
| 第40回 | 2022年10月22日-23日             | 2022年12月27日  | 18:00 - 23:00 | 10.6%                                                             | 2023年6月22日          | 緯來日本台、綜合台 | 經過三年恢復募集一般觀眾。 |
| 第41回 |                                 | 2023年12月27日  | 18:00 - 22:57 |                                                                   |                        |                    | |

## 極限體能王SASUKE的二三事
- 東京台場的五樓，為筋肉公園（マッスルパーク）的所在地，裡頭的極限體能王公園（サスケパーク）設有四道關卡供遊客體驗。2006年～2007年3月的四道關卡分別是手搖自行車、燈泡渡橋、巔峰戰士（第三期）及地獄滑桿。2007年4月～2008年的四道關卡為手搖自行車、巔峰戰士（第三期）、鯉魚躍龍門及地獄滑桿。現在的關卡則是手搖自行車、新巔峰戰士、鯉魚躍龍門及臂力吊環。2010年北海道千歲館開張。

- 2008年4月，日本的一個節目「サスケマニア」舉辦了一個節目「マグロフェスティバル（鮪魚祭典）」，全明星的秋山和彥、山本進悟、山田勝己、竹田敏浩及長野誠皆有參加。節目準備了四道關卡，讓這五位選手比速度賽，分別是地獄滑桿、飛躍鋼管、跳躍懸吊及新巔峰戰士。秋山和彥、山本進悟在新巔峰戰士出局、山田勝己花了50秒91過關，最後由竹田敏浩勝出（20秒87），長野誠則以0"33之差落敗（21秒20）。

- 此外，有一些選手在出場時會擁有自己的背景音樂，這些人包括極限體能王全明星、新世代的漆原、菅野、橋本、又地、森本、日置、朝、奧山、川口、佐藤，臺灣選手李恩至，極限體能王前全明星大森、Ken，美國選手李維、布萊恩、大衛、杜魯以及原島、青木還有倉持。

- 極限體能王推出的遊戲

1. 第3回大會 GBC
2. 第4回大會 PS
3. 第6回大會 GB
4. 第6回大會 PS2
5. 第7回大會 GBA
6. GC

## 來源
1. ↑  極限體能王SASUKE於Twitter.
2. ↑  .   [2018-03-30]. （原始内容存档于2021-06-17）.
3. ↑  人間解析ドキュメント「zone」第173回 「〜運命〜　山田勝己を襲った悲劇の真実」
4. ↑  .   [2017-01-03]. （原始内容存档于2016-09-24）.
5. ↑  .   [2017-01-03]. （原始内容存档于2016-03-06）.
6. ↑  .   [2017-01-03]. （原始内容存档于2021-10-01）.
7. ↑  .   [2017-01-03]. （原始内容存档于2016-09-19）.
8. ↑  11:45 - 11:55插入新聞播報

## 相關節目
- 女子版極限體能王
- 富士海筋肉王

## 外部連結
- 極限體能王官方網站 （页面存档备份，存于）
- 極限體能王官方網站（網路庫存資料）
- 極限體能王RISING官方網站 （页面存档备份，存于）
- American Ninja Warrior （页面存档备份，存于） （極限體能王美國版官方網站）
- 筋肉世界（介紹第8～17回部分賽事）
- SASUKEデータサイト（介紹第1～28回完整賽事）
- Sasukepedia （页面存档备份，存于）（極限體能王的Wikia）